# Mujeres matemáticas
Las mujeres matemáticas han luchado históricamente para abrirse campo en las ciencias. Las contribuciones realizadas por estas mujeres han tenido un gran impacto en el desarrollo de las matemáticas.

## Contexto histórico
Históricamente relegadas de la educación, de la política, de la participación social, de la ciudadanía, la sociedad les impuso los roles del cuidado, la educación de hijos e hijas, la alimentación, la familia… tareas del ámbito privado y doméstico. Sin embargo desde los inicios de la civilización encontramos a mujeres que lucharon por salir de la esfera de lo privado y ser reconocidas en el ámbito público. En esta tarea participaron mujeres de todas las épocas y clases sociales.

La necesidad de contar, medir y registrar esos resultados están presentes en multitud de hallazgos arqueológicos datados hace miles de años. Uno de los más conocidos es el hueso de Ishango, descubierto en 1960 en el Lago Eduardo (situado entre la República Democrática del Congo y Uganda). Pertenece al Paleolítico superior y los últimos estudios lo sitúan con una antigüedad de más de 20.000 años. Este hueso no solo tiene muescas, también tiene agrupaciones de ellas, lo que pone de manifiesto un conocimiento matemático de un grado superior de abstracción a la de la simple muesca. Este hueso fue descrito originalmente como un registro de números primos y duplicación. Posteriormente, Alexander Marshack concluyó que representaba un calendario lunar de seis meses. Pero, como indica la etnomatemática Claudia Zaslavsky en su artículo Las mujeres como primeras matemáticas, la naturaleza cíclica de la menstruación ha jugado un papel importante en el desarrollo del conteo, las matemáticas y la medición del tiempo. Las marcas lunares encontradas en fragmentos de huesos prehistóricos muestran cómo las primeras mujeres marcaron sus ciclos y así comenzaron a marcar el tiempo. Ahora bien, ¿quién, salvo una mujer que haga un seguimiento de sus ciclos, necesitaría un calendario lunar? pues probablemente las primeras personas que se dedicaron a la agricultura estarían interesadas en guardar también esos registros. Pero resulta que las mujeres fueron, probablemente, las descubridoras de la agricultura y primeras agricultoras. Entonces, cualquiera que sea la mirada, sin duda las mujeres fueron las primeras matemáticas, concluye Zaslavsky en su artículo. 

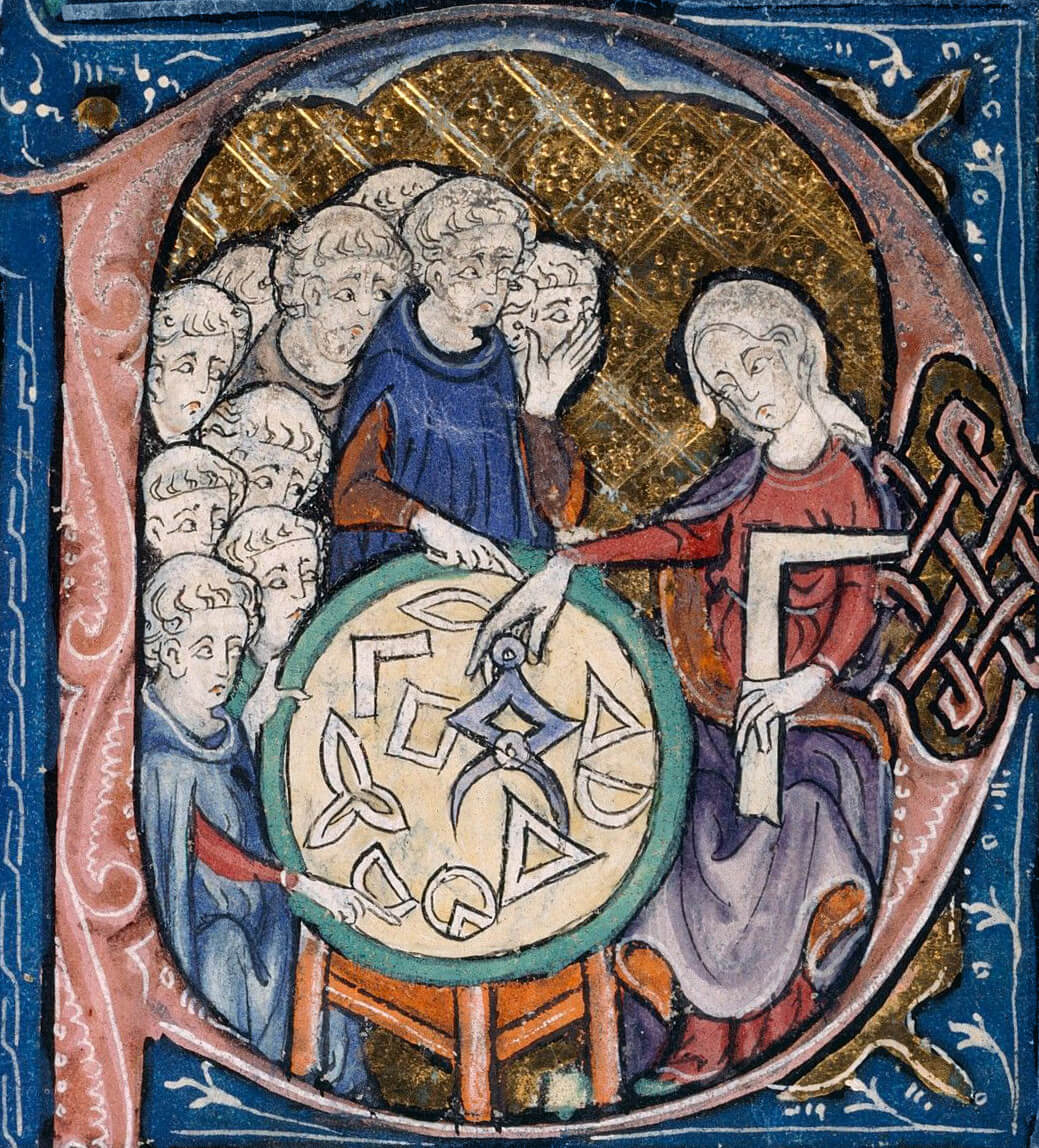
Profesora enseñando geometría.

La filósofa Sandra Harding señala: «Está probado, histórica y documentalmente, que se intentó excluir a las mujeres del campo científico con más ardor, todavía, que de los campos de batalla. La represión, burla, desconsideración y desautorización, que tuvieron que soportar para acceder a la ciencia son difícilmente imaginables en los tiempos actuales, pero a pesar de todo, las mujeres siempre buscaron estrategias para incorporarse a aquellos campos del saber que se consideraban exclusivos de los varones».
Todas ellas sufrieron, en mayor o menor grado, y por su condición de mujeres, dificultades para acceder a la educación y al ejercicio de la profesión científica. La profesora Coral del Río autora del prólogo de Mujeres matemáticas; Las grandes desconocidas- señala «Obviamente, la limitada presencia de mujeres en los centros del saber garantizaba una cuota masculina artificialmente sobredimensionada que permitía (y sigue permitiendo) a los hombres disfrutar de un mayor poder y prestigio. Que hasta (bien entrado) el siglo XX en muchos países las mujeres no tuvieran acceso a la universidad, y al ejercicio de profesiones que requerían estudios superiores, en igualdad de condiciones que los varones, no se puede explicar si no es a partir de esta obviedad. De igual forma, solo así puede entenderse que mujeres que lograron reconocimiento académico en vida, fueran borradas de la Historia de la Ciencia con el paso de los años. No es casualidad: lo que a unas se les niega, a otros beneficia, y en este juego de suma cero los hombres (como colectivo) no escatimaron en estrategias obstruccionistas, cuando no prohibicionistas y/o violentas contra las mujeres».

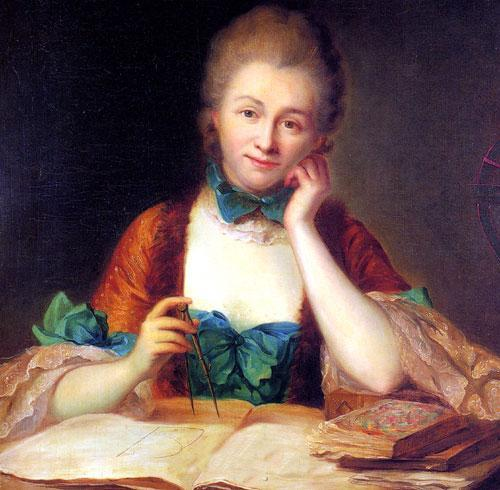
Emilie du Châtelet

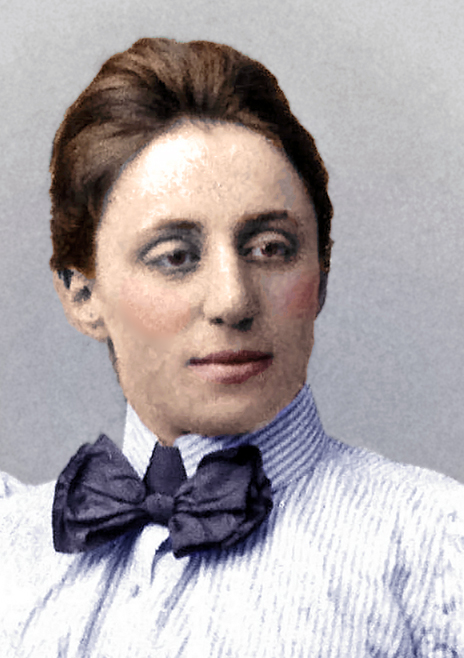
Emmy Noether

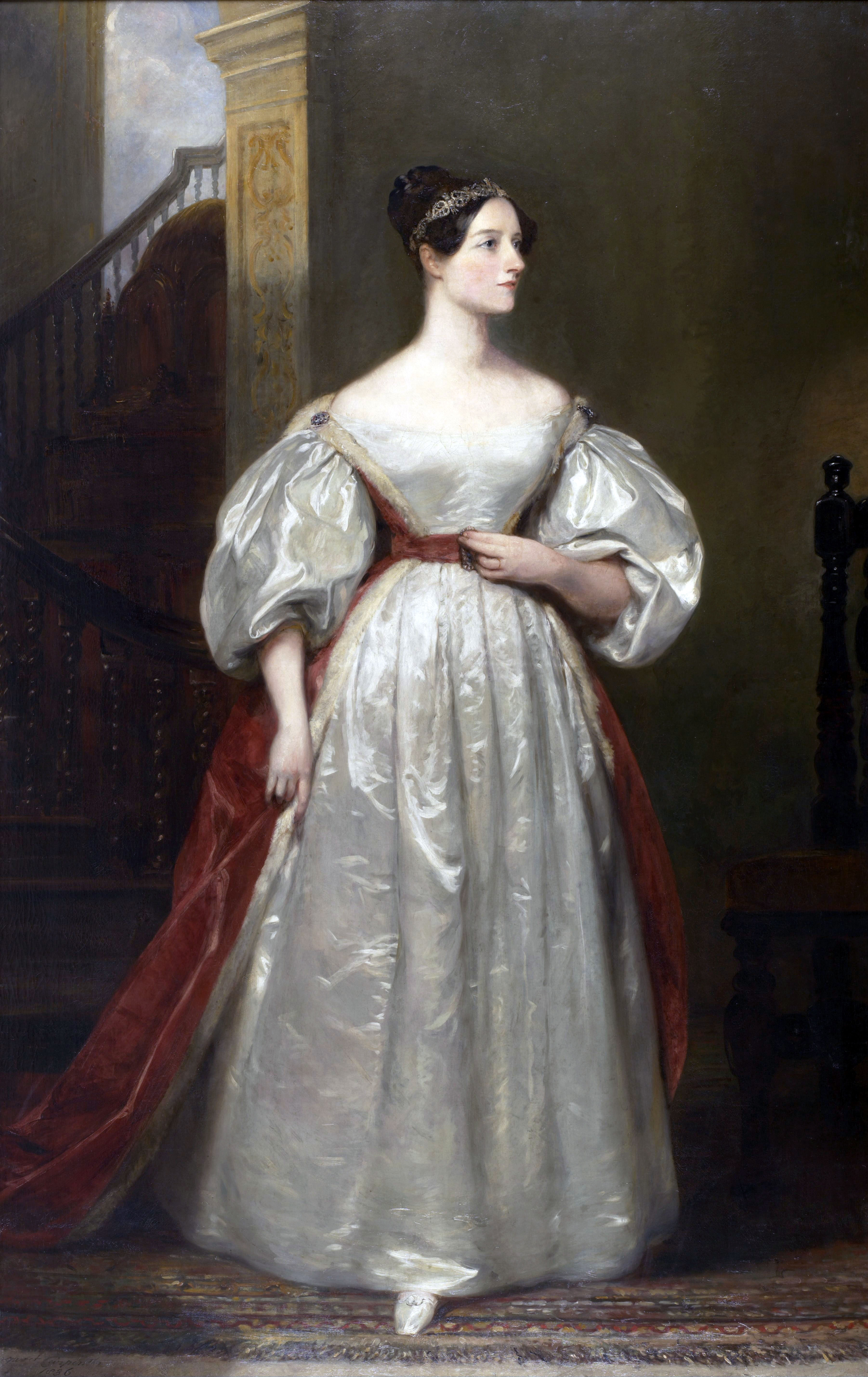
Ada Byron Lovelace

Diagramas de área polar, originales de Florence Nightingale

En el caso de las mujeres matemáticas Susana Mataix señala: «A pesar del aislamiento intelectual al que estuvieron sometidas las mujeres en el pasado, resulta admirable comprobar que en todas las épocas surgieron matemáticas dispuestas a desafiar las normas y dedicarse a la ciencia. Es casi imposible descubrir rasgos comunes en ellas que expliquen por qué escogieron el camino insospechado; o identificar circunstancias favorables que justifiquen su lucha en un mundo dominado por los hombres. Se batieron en solitario, instigadas por un verdadero deseo de saber, de entender y de exponer sus propias opiniones. Si repasamos las aportaciones de algunas de estas matemáticas, se observa que su soledad las llevó a elegir campos novedosos y a realizar aportaciones singulares. Tanto la marquesa de Châtelet, defensora del británico Newton contra el estamento cartesiano de su patria; como Emmy Noether, colaboradora en las teorías de la relatividad de Einstein; sin olvidar a figuras como Ada Lovelace, visionaria informática; o Florence Nightingale, pionera de la estadística médica, son ejemplos del papel desempeñado por las mujeres con vocación matemática y decididas a liberarse de ataduras y prejuicios para marcar nuevos rumbos en el desarrollo de la mente humana».
Una de las mujeres que citaba Mataix, Émilie du Châtelet, científica francesa del siglo XVIII, en el prefacio del libro La fábula de las abejas, en el que expone sus ideas sobre la exclusión de las mujeres de las ciencias, señala: «Siento todo el peso del prejuício que nos excluye universalmente de las ciencias, y es una de las contradicciones de este mundo que me extrañó siempre muchísimo, dado que hay grandes países en los que la ley nos permite dirigir nuestros destinos, pero no hay ninguno e el que seamos educadas para pensar...».

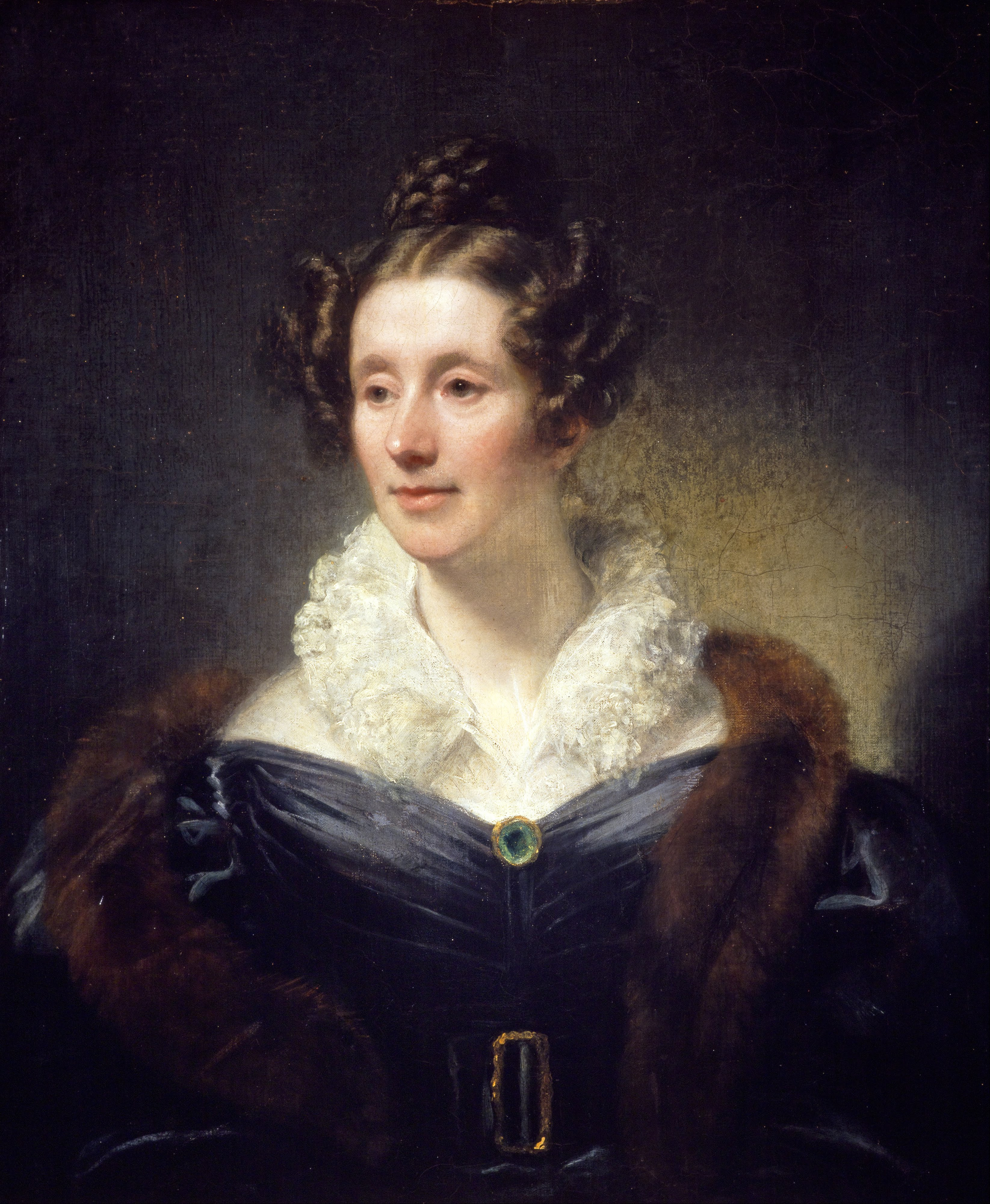
Mary Somerville

Por otro lado, Adela Salvador y María Molero señalan en su artículo La geometría vista por Grace Chisholm Young la dificultad de rastrear a las mujeres matemáticas a lo largo de la historia dado que el nombre de las mujeres va cambiando a lo largo de su vida -primero tienen el apellido de su padre, pero con el matrimonio lo sustituyen por el de su esposo-. Es el caso, por ejemplo, de la considerada "reina de las ciencias del siglo XIX" que nace como Mary Fairfax por su apellido paterno, pasa a ser Mary Greig después de su primer matrimonio y finalmente pasa a llamarse Mary Somerville (por su segundo esposo). Además además, muchas mujeres no utilizaban su nombre, como Sophie Germain que utilizaba un pseudónimo "Antoine-Auguste Le Blanc" o "Monsieur Le Blanc", o la propia Ada Lovelace que firmó su trabajo solo con sus iniciales (A.A.L.); en ambos casos para intentar que su trabajo no fuera rechazado de entrada por su condición de mujer. Invisibles para los poderosos y ausentes de la historia "oficial" de la ciencia, mujeres de todas las civilizaciones se sintieron atraídas por el coonocimiento desde los inicios de la humanidad.

## Entre el siglo XXIII (a.C.) y elsigloV

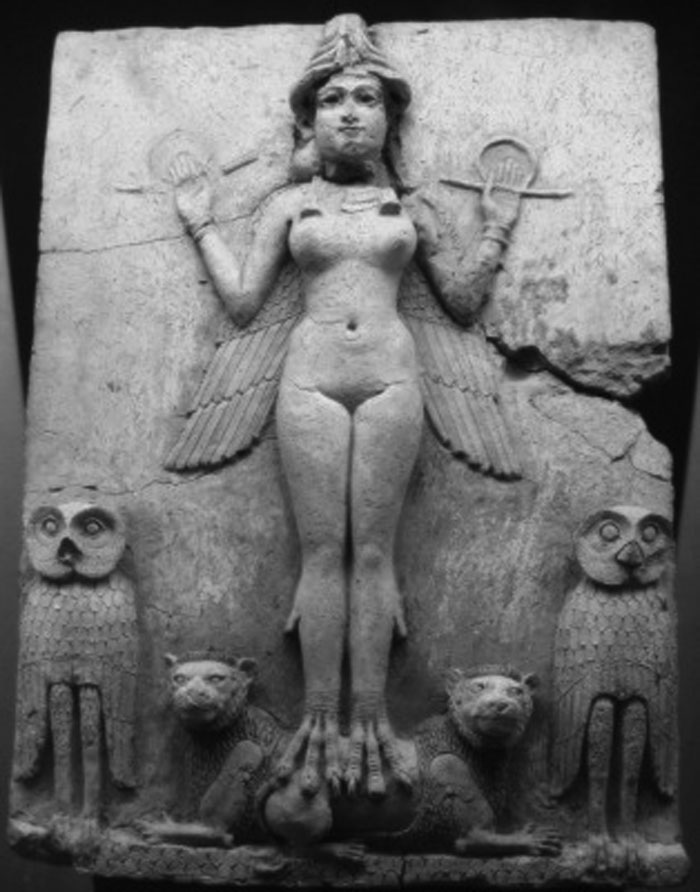
Enheduanna

La historia escrita de la ciencia empieza en Egipto durante el Imperio Antiguo (2778-2263 a. C.), en tiempos de las pirámides. A ellos les interesaban los aspectos más prácticos de la ciencia, por lo que desarrollaron las partes de las matemáticas y la astronomía más aplicables a los problemas del momento: reservas de trigo para el comercio, o cómo cortar los bloques de piedra que se necesitaban para sus gigantescas edificaciones. El cálculo del tiempo fue el que impulsó inicialmente la observación astronómica sistemática, actividad en la que fueron los pueblos de Mesopotamia -sumerios, babilonios y asirios- los que lograron los mayores avances científicos. En estas culturas el conocimiento estaba en manos de sacerdotes y sacerdotisas. La cultura sumeria, adoptada por los sucesivos invasores de la región, concedía a la mujer una posición y una autonomía relativamente altas; y es precisamente ahí donde se encuentra Enheduanna,primera persona en firmar sus escritos y destacada científica.

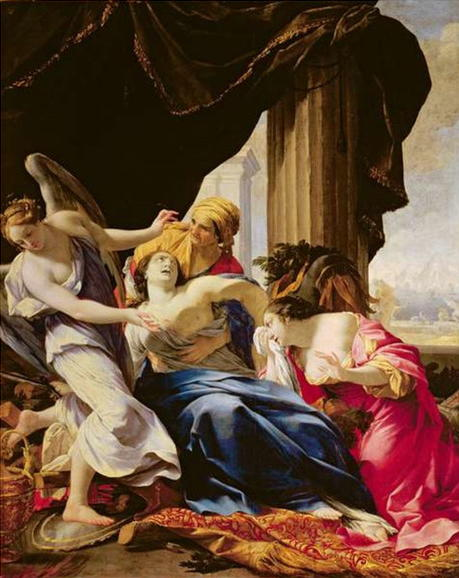
Dido

Años más tarde la leyenda asocia la fundación de la ciudad de Cartago, en el año 814 a. C., con las matemáticas y con la princesa fenicia Elisa de Tiro (s. IX a. C.), convertida por Virgilio en uno de los personajes de la Eneida con el nombre de Dido, fundadora y primera reina de Cartago. Dido resolvió el problema isoperímetrico de delimitar, en el norte de África, el terreno de superficie máxima que podía abarcar con la piel de un toro, donde le permitían establecerse con su séquito. Para conseguir su objetivo, eligió un terreno en la costa que circunvaló con una semicircunferencia cuya longitud era la de la cuerda elaborada con la piel del toro, que cortó en tiras finísimas, atando los extremos.
 

Pero desde la óptica occidental, cuando se buscan los inicios de las matemáticas surge necesariamente el nombre de la Escuela Pitagórica, considerada la iniciadora de la ciencia griega. Aunque con frecuencia se habla de «los pitagóricos» -invisibilizando así al gran número de mujeres que formaron parte de ella desde sus inicios hasta su desaparición- esta comunidad científica introdujo a las mujeres en la corriente de la filosofía natural y la matemática. Todos sus integrantes escribían bajo el nombre de Pitágoras y los descubrimientos y especulaciones de la Escuela Pitagórica eran propiedad común de sus miembros, que los conservaban en secreto. A la muerte de Pitágoras, fue una mujer -Theano de Crotona (s. VI a. C.)- la que tomó las riendas de la Escuela y, junto con otros miembros de la misma, se ocupó de difundir los conocimientos que allí se habían generado. Fuera de la comunidad pitagórica las mujeres tenían pocas oportunidades en la sociedad griega.

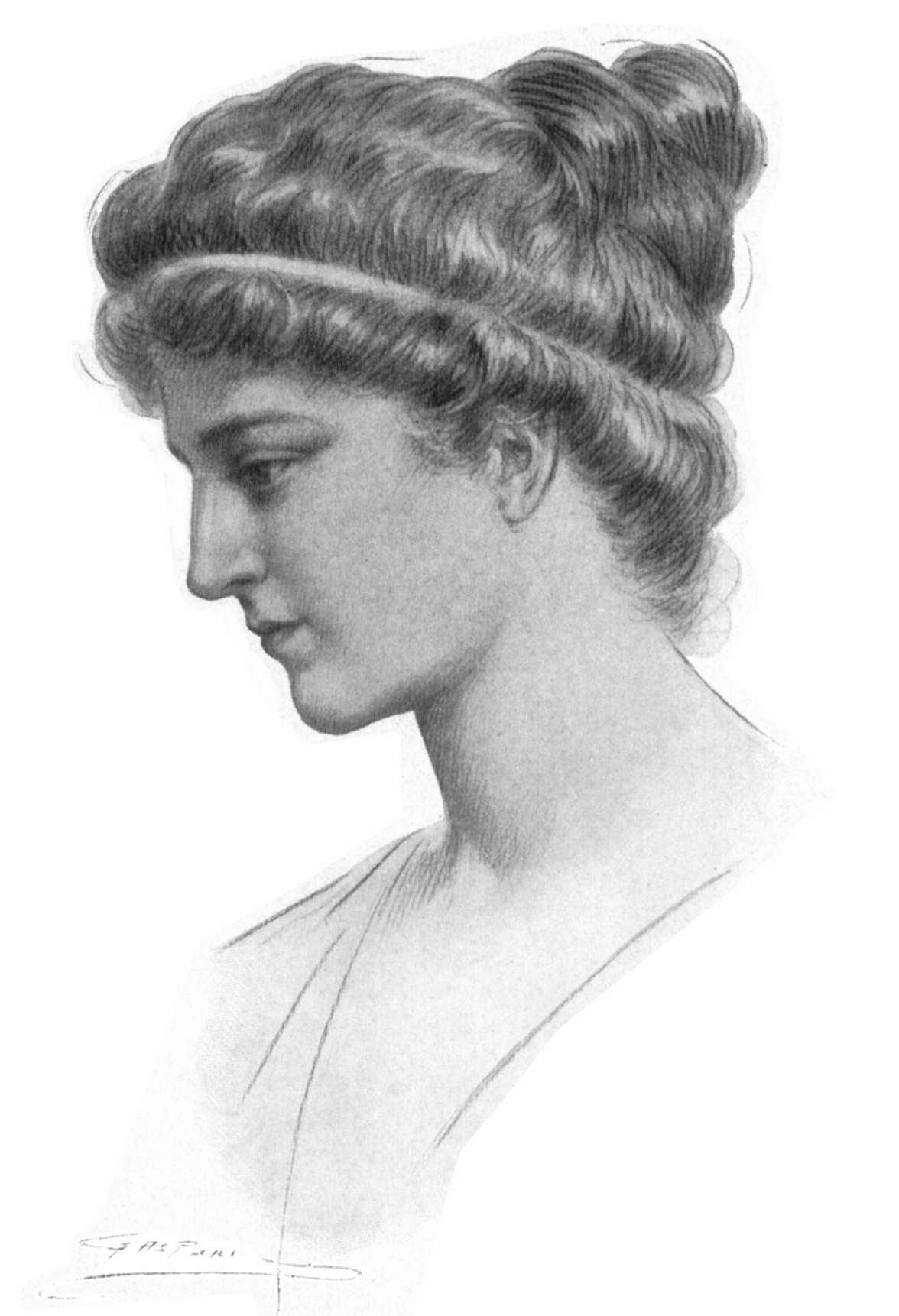
Hypatia de Alejandría

En una sociedad que veneraba la sabiduría, la mayor parte de las mujeres eran analfabetas. Sin embargo, aun en Atenas y en las demás ciudades-estado dominadas por los hombres, algunas mujeres consiguieron superar las trabas culturales y contribuir a la ciencia, como Aglaonice (s. V a. C.) que fue famosa en su tiempo por su capacidad de predecir eclipses solares y lunares, aunque posteriormente pasara a la historia como una hechicera.
Ya entrando en nuestra era, y bajo el dominio del Imperio Romano, se inició una época de decadencia científica. La creencia generalizada era que todo el conocimiento importante se encontraba en las obras de los «antiguos» -en la Grecia clásica- y que era imposible formular nuevas ideas o descubrir algo que no conocieran ya sus predecesores. Pero poco antes de la caída del Imperio romano de Occidente, en el siglo IV, en Alejandría, se produjo un pequeño renacimiento científico alumbrado por la más famosa de las mujeres de ciencia hasta Marie Curie, Hypatia de Alejandría (370-415). Fue la última científica pagana del mundo antiguo, destacada Astrónoma, Filósofa y matemática, que se negó a traicionar sus ideales y convertirse al cristianismo. Como pagana, partidaria del racionalismo científico griego y personaje político influyente, Hypatia estaba en una situación muy peligrosa en una ciudad que era cada vez más cristiana. Su brutal asesinato marcó el final de la enseñanza platónica en Alejandría y en todo el Imperio Romano, llegando a simbolizar el fin de la ciencia antigua, o clásica.

## Edad Media (s. V-XV)
Con la caída del Imperio Romano de occidente, los principios del cristianismo pasaron a dirigir todos los aspectos de la sociedad y la Iglesia pasó a ser el faro que dirigía la vida, tanto de nobles como de plebeyos. El poder político se trasladó a Bizancio, donde hubo varias mujeres en el poder que tuvieron intereses científicos. En China también hubo mujeres trabajando en ciencia aplicada -que fue la que floreció en esa época- que hicieron avanzar la ciencia y la tecnología. Con el surgimiento del Islam las traducciones de antiguas obras griegas pasaron a formar parte de los cimientos de la ciencia árabe. En la escuela de medicina de Bagdad había mujeres y se seguían las enseñanzas de María la Hebrea. Pero al igual que en otras culturas, las eruditas musulmanas no aparecen en los libros de historia, aunque sí hay testimonios de ellas en los cuentos de Las mil y una noches. El imperio musulmán era en esos tiempos portador de una cultura diversa y tolerante que conservó y amplió los conocimientos de la ciencia clásica, a la que unió parte de las culturas orientales, como la india, que posteriormente introdujo en Europa. Gracias a ello tenemos en occidente el sistema de numeración posicional/decimal, también llamado sistema Indo-Arábico, que sustituyó al engorroso sistema de numeración romano que tanto había complicado el cálculo en la antigüedad. La llegada de los árabes a Europa a través de España llevó a la creación del Califato de Córdoba (929-1031), que fue considerado como el período de mayor esplendor político, económico, científico, artístico y cultural, convirtiéndose en lugar de encuentro de literatos, filósofos, teólogos y científicos de diversas religiones y culturas. En esta época encontramos a Fátima de Madrid (s. X-XI) que trabajó en Astronomía y Matemáticas. 

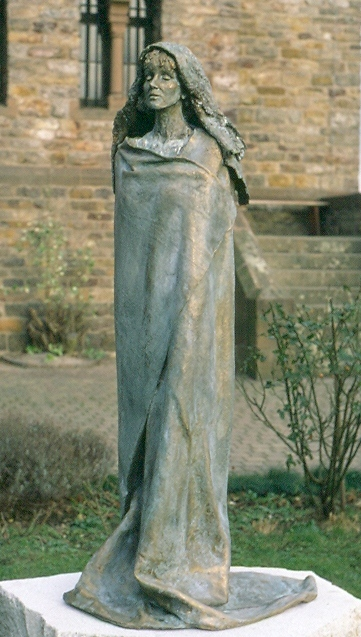
Hildegard von Bingen

En Europa, la medicina era casi la única salida para los intereses científicos de las mujeres en la Alta Edad Media. A finales del siglo VIII surge el renacimiento carolingio que promovió el establecimiento de escuelas abaciales en todo el Sacro Imperio Romano, lo que produjo un rápido florecimiento de la vida monástica y que por primera vez algunas niñas tuvieran acceso a unos rudimentos básicos de educación escolar. A finales del siglo IX empiezan a aparecer en Italia instituciones dedicadas a la instrucción superior, creadas al margen de la Iglesia, y en las que tuvieron cabida tanto hombres como mujeres. Aunque la mayoría de las italianas de clase alta eran en ese momento analfabetas, estas primeras «universidades» de Italia estaban abiertas a las mujeres y su presencia en ellas no era solo como estudiantes, sino que también estuvieron como profesoras. Quizá la más importante de todas ellas fue la Escuela Médica Salernitana -considerada la primera universidad europea- en la que destacaron numerosas profesionales de la medicina y la cirugía conocidas como las «damas de Salerno», entre las cuales destacó Trótula, una de las científicas más famosas de la Edad Media.

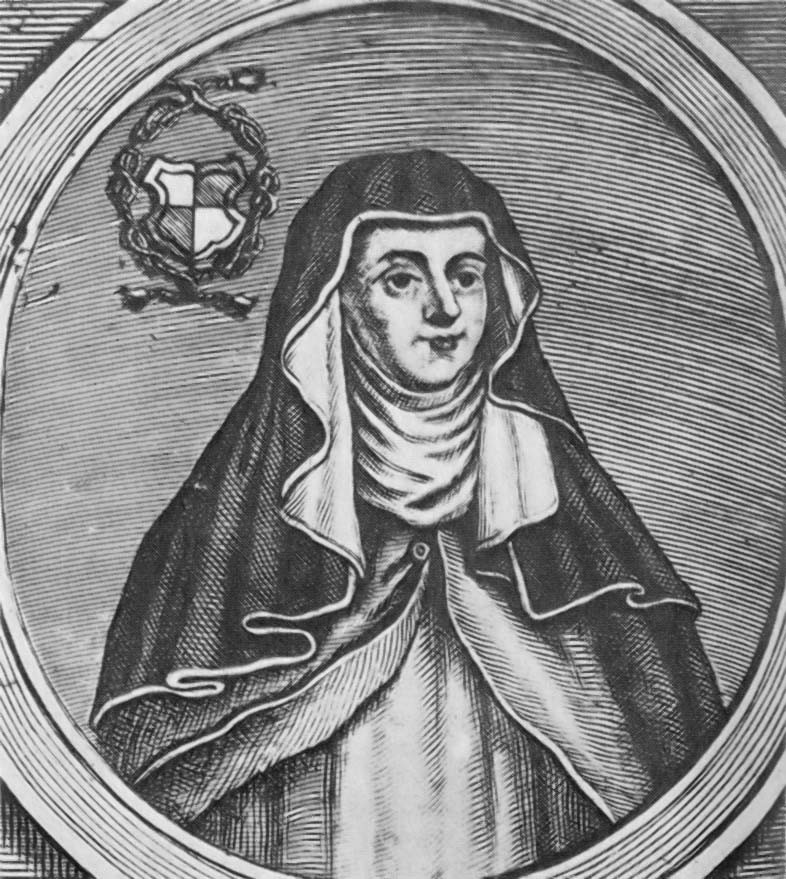
Roswitha von Gandersheim

La mayor parte de las personas dedicadas a la ciencia en Europa durante la Edad Media, tanto hombres como mujeres, pertenecían a comunidades religiosas, lo que dificulta rastrear los itinerarios científicos de las mujeres en esta época en la que muchas de ellas se refugiaron en los conventos. Durante este tiempo tuvieron lugar varias reformas dentro de la Iglesia que afectaron a la vida en los conventos: Reforma de Cluny (910), Cisma de Oriente (1054), inicio de Las Cruzadas (1095), reforma del Císter y Reforma Gregoriana (s. XI). En esta época convulsa, entre los siglos X y XII, encontramos a dos mujeres excepcionales: Hroswitha de Gandersheim (935 − 1000) -que escribió Hortus deliciarum, El Jardín de las delicias, compendio de todos los saberes de la época- y Hildegarda de Bingen (1098-1179) -autora de varias obras científicas entras las que se encuentra Subtilitates diversaron naturarum creaturarum, Sutilezas de la diversa naturaleza de las cosas creadas- obra que convirtió a su autora en la sabia más deslumbrante de la Edad Media-; ambas llegaron a ser abadesas y fueron muy influyentes dentro de la Iglesia. Tras la muerte de Hildegarda de Bingen, las puertas de los conventos se cerraron mucho más firmemente. La bula Periculoso del papa Bonifacio VIII (1298) prohibió a las monjas salir de sus conventos y restringió su autonomía dentro de ellos, haciendo que incluso las que los dirigían, como las abadesas, tuvieran portavoces masculinos. Los siglos XII y XIII fueron testigos de la edad de la escolástica y el surgimiento de las universidades fundadas por la Iglesia católica, de las que quedaron excluidas las mujeres. La naturaleza de la investigación científica empezaba a cambiar. Las profesiones necesitaban una educación universitaria, y en todas partes, a excepción de Italia, las universidades estaban vedadas a las mujeres. A pesar de ello, muchas mujeres siguieron ejerciendo su profesión hasta que durante los siglos XIV y XV fueron consideradas charlatanas y brujas, pasando a caer todo el peso de la Inquisición sobre muchas de ellas. El camino se hizo aun más tortuoso para las mujeres estudiosas, que comenzaron una lucha para ser admitidas en las universidades, que se prolongó en muchos lugares hasta mediados del siglo XX.

## Renacimiento y revolución científica (-)

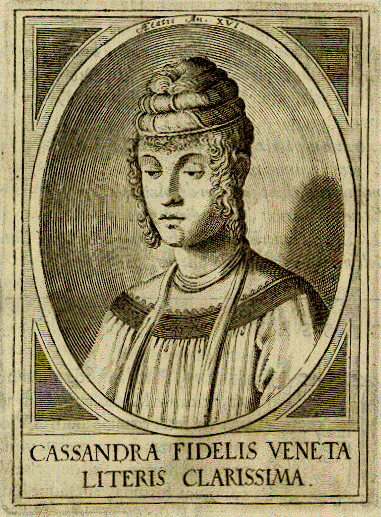
Cassandra

## Renacimiento y revolución científica (sigloXV-XVII)

### La Querella de las Mujeres

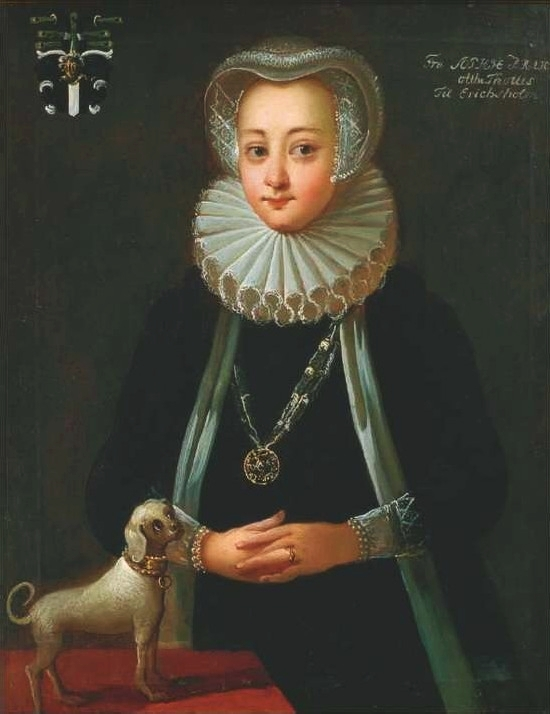
Sophie Brahe

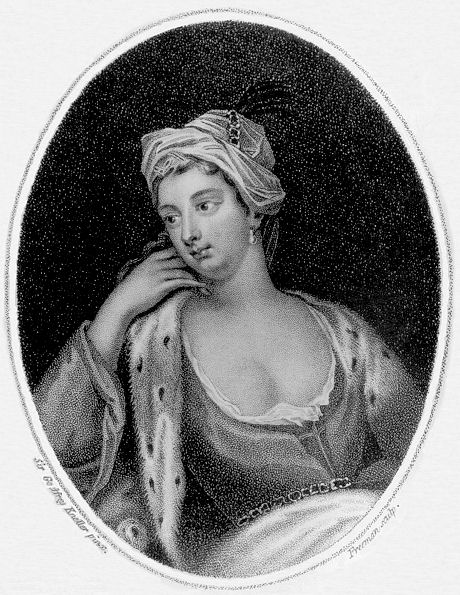
Lady Mary Montagu

La exclusión de las mujeres de los centros oficiales del saber, y de la educación en general, llevó a que desde los inicios del siglo XV apareciera una corriente, primero en Francia, pero que rápidamente se extendió por toda Europa, conocida como la «Querella de las Mujeres» en la que mujeres cultas y con influencia en la sociedad de su época manifiestan públicamente sus quejas por la discriminación a la que las tenía sometidas la sociedad, siendo el eje central de sus reivindicaciones el derecho a la educación. De esta corriente formaron parte algunos personajes importantes como la italiana Cassandra Fedele (Venecia, 1465-1558), que se formó en literatura clásica, filosofía, ciencias y dialéctica; y que con 22 años, logró un gran éxito en Italia, y en el extranjero, con un discurso en elogio de las artes y las ciencias durante la graduación de un primo suyo en Padua. O la danesa Sophia Brahe (Dinamarca, 1556 − 1643) coautora del catálogo donde se detallaba la posición de los planetas y el mapa estelar, que sirvió a Johannes Kepler para enunciar sus leyes astronómicas.

### Las Damas de Ciencia

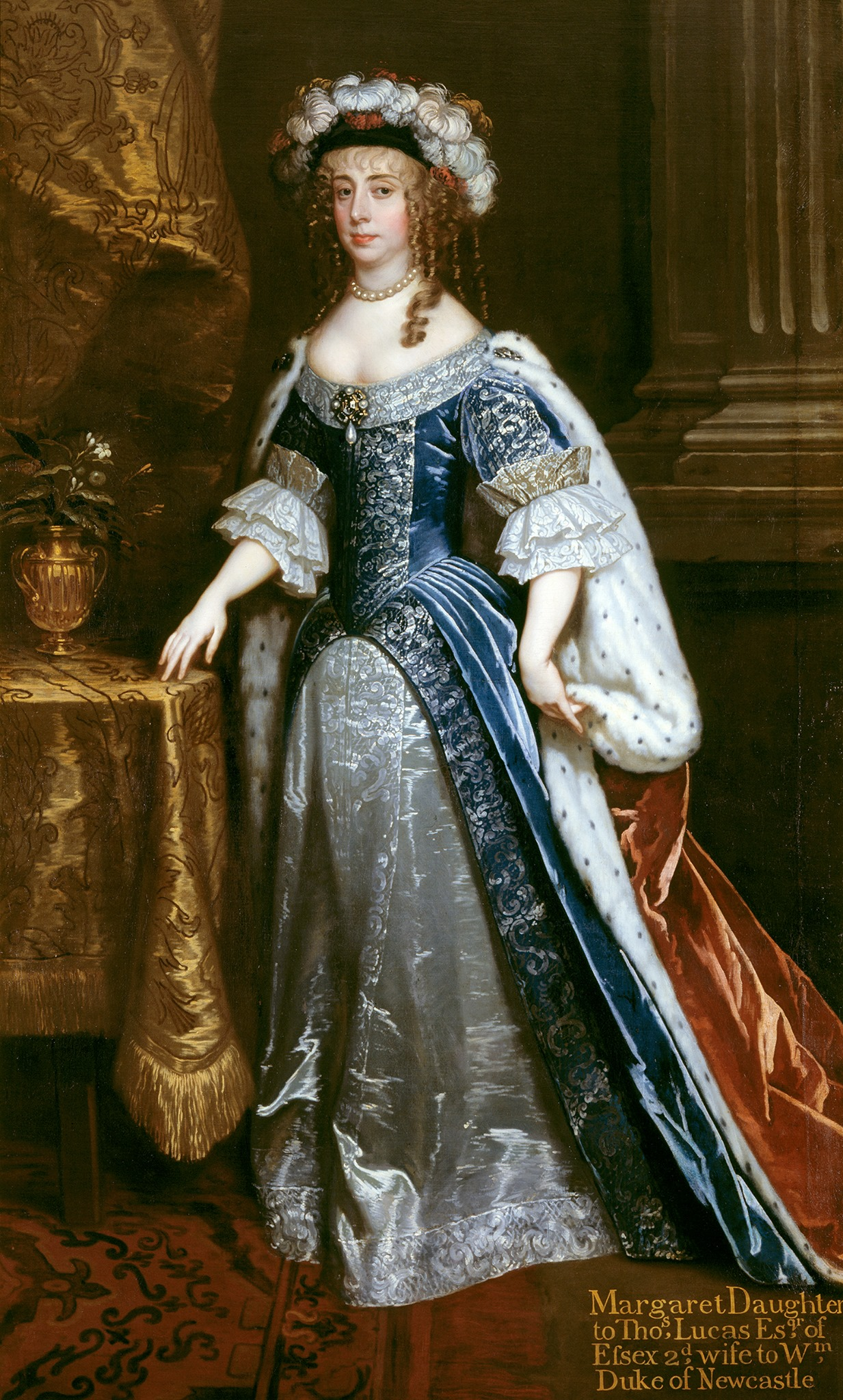
Margaret Cavendish

La gran Revolución Científica del siglo XVII, iniciada con Galileo Galilei (1564−1642) y René Descartes (1596−1650), y culminada con Newton (1643−1727) y Leibniz (1646−1716), ya entrado el siglo XVIII, tuvo su germen en la nueva astronomía de Nicolás Copérnico (1473−1543), y cambió la forma en la que mujeres y hombres instruidos veían el mundo. Los miembros ilustrados de la alta burguesía y de la aristocracia se convirtieron en científicos aficionados y contribuyeron a abrir las puertas a la aparición de nuevas investigaciones y nuevos descubrimientos. Sus esposas, hijas y hermanas, se unieron también a esta corriente, recibiendo el nombre de «Damas de Ciencia» y tuvieron un destacado papel en la ciencia y en la sociedad del momento. Grandes mujeres que, con poder y conocimientos, influyeron en el pensamiento de los grandes protagonistas. La dama de ciencia encontró su hueco en sociedades como la inglesa y, como resultado de ello, varias mujeres de ciencia alcanzaron la fama. Como la inglesa Margaret Cavendish (1623-1673) interesada en todo tipo de ciencias, llegó a escribir diez libros de filosofía natural. Se empeñó en poner su nombre y retrato en cada una de sus obras publicadas. Quería dejar constancia de que era ella, una mujer, la autora de la obra. Isabel de Bohemia (1618−1680), la Princesa Palatina, influyó significativamente en su maestro Descartes −quien le dedicó sus Principios filosóficos en 1644−. Las cartas de Descartes a Isabel de Bohemia, publicadas en 1644, sirven para transmitir sus ideas sobre problemas de matemáticas, física y astronomía. Descartes también fue instructor de la reina Cristina de Suecia (1626-1689), con quien discutía de problemas filosóficos y científicos. Sofía de Hannover (1630− 1714), inspiró el trabajo de Leibniz y fue, tanto política como intelectualmente, la colaboradora más cercana de Leibniz, con quien mantuvo una extensa correspondencia filosófica desde la década de 1670 hasta su muerte.

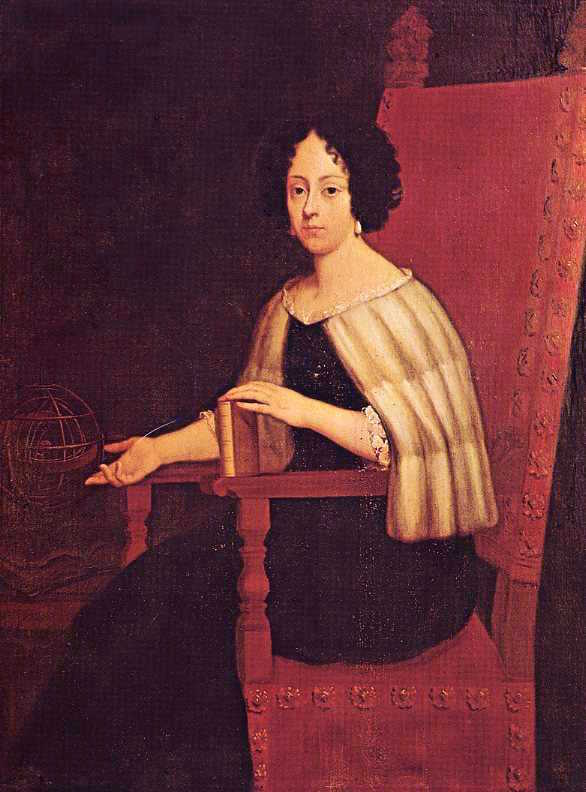
Elena Cornaro Piscopia

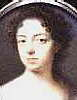
Anne Conway

Pero la que más influyó en la filosofía de Leibniz fue Anne Finch (1631−1679) fuente de la que bebió Leibniz para su filosofía vitalista, ya que esta se basa en las «mónadas» de Conway. Anne Conway fue una filósofa naturalista de primer nivel; pero de ninguna manera fue la única, su obra influyó en la de otras y otros filósofos, y recibió influencia de ellas. La revolución científica tuvo que ver ante todo con la naturaleza de la materia, con el movimiento y la relación entre ellos; y ese es precisamente el trabajo que desarrolló Anne Conway. Carolina Brandenburg-Ansbach (1683−1737) estudió con Leibniz en 1696, poco antes de convertirse en Princesa de Gales. Más tarde, cando ya era reina, Newton, Samuel Clarke y Mary Montagu visitaban frecuentemente su corte. La reina Carolina fue intermediaria de la famosa correspondencia de 1716 entre Leibniz y Clarke sobre el conflicto entre la filosofía mecanicista de Newton y la vitalista de Leibniz. Pero también es de esta época Elena Cornaro Piscopia (1646-1684) filósofa, música y matemática veneciana que en el año 1678 se convirtió en la primera mujer en recibir un doctorado en una universidad. Posteriormente ejerció de profesora de matemáticas en la Universidad de Padua.

### Las astrónomas
Pero si hay una rama de la ciencia en la que las mujeres matemáticas siempre tuvieron mucho peso, desde la antigüedad, esa es la Astronomía. Y en este tiempo podemos encontrar, por ejemplo, a la polaca Elisabeth Hevelius (1647−1693) que publicó un catálogo recogiendo la posición de alrededor de 1600 estrellas que no solo fue el mayor catálogo de estrellas jamás compilado hasta ese momento, sino que fue el último que se hizo sin el uso de un telescopio. Está considerada una de las primeras mujeres astrónomas profesionales y la madre de los mapas lunares.

Las observaciones a través de telescopios se hicieron cada vez más habituales y las ilustraciones se volvieron un complemento importante en los tratados de astronomía. 

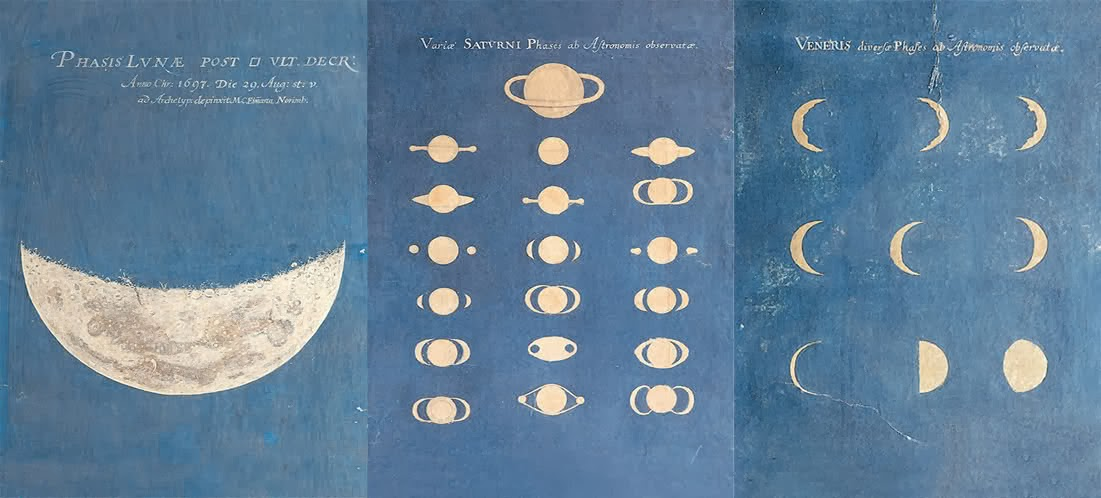
Ilustraciones del cielo de Maria Clara Eimmart

La alemana Maria Clara Eimmart (1676−1707) fue una de las primeras artistas especializadas en astronomía. Hija de un importante pintor y astrónomo aficionado, en su taller-observatorio de Núremberg se reunían importantes astrónomos del momento para contemplar y admirar sus dotes de grabadora para la representación de cometas, manchas solares, eclipses o las montañas de la Luna. Observaciones y representaciones que acabaron para siempre con el «cielo inmutable y perfecto» de Aristóteles. Maria Winckelmann Kirch (1670-1720) se formó en astronomía en su Leipzig natal con el llamado «campesino astrónomo», hasta que se traslada con su esposo Gottfried Kirch (1639–1710) a Berlín y prosigue allí su formación como astrónoma. Esta abundancia de mujeres en la élite de la astronomía en Europa llevó al astrónomo sueco Anders Celsius (1701-1744) -que conoció a las Kirch, madre e hija, cuando él estudiaba en Berlín, que en París se encontró con otra gran astrónoma, la hermana de Joseph Delisle (1688-1768), y que cuando llegó a Bolonia a estudiar con el director del observatorio Eustachio Manfredi (1674-1739) encontró que este también tenía dos hermanas, Maddalena (1673–1744) y Teresa (1679–1767), ambas bien preparadas y que colaboraban con el en la preparación de las efemérides solares, lunares y planetarias de Bolonia- a escribir, en una carta dirigida a Kirch: Empiezo a creer que tener hermanas doctas es el destino de todos los astrónomos, ya que por lo menos eso fue lo que me encontré en los que tuve la honra de conocer durante mi viaje. Yo también tengo una hermana... Para conservar la armonía, debemos convertirla en astrónoma.

## Siglo de las Luces (sigloXVIII)

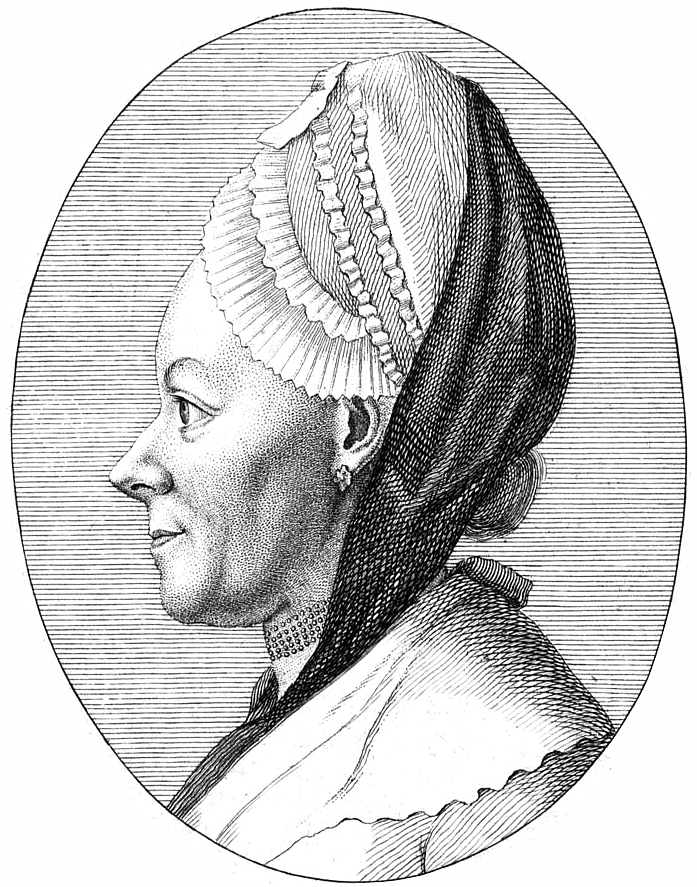
Anna Barbara Reinhart

En los últimos años del siglo XVII se inicia un movimiento filosófico, cultural y científico que se prolongará hasta la Revolución francesa y que será conocido como el Siglo de las
Luces. En él se enfrentó la razón a la superstición, se combatió la ignorancia y se impuso una ideología de libertades y reconocimiento de derechos. Es un momento de cambio en la mentalidad femenina y de grandes avances en las reivindicaciones de derechos para las mujeres. Fue una época crucial, porque en ella arrancó el debate en torno a la igualdad entre ambos sexos. Como consecuencia de las nuevas corrientes de pensamiento, que comenzaban a extenderse, en las que los más conspicuos pensadores se constituían en defensores de los derechos de los ciudadanos, de los esclavos, los indios y los niños, muy pocos sin embargo aceptaban, y mucho menos defendían, esos derechos para las mujeres. Por su parte muchas mujeres cultivaron un sentimiento igualitario y lucharon por no quedar excluidas de los derechos y libertades que se planteaban, sobre todo del acceso a la educación.

### Los salones científicos en Francia
La revolución científica había cambiado la forma en la que las personas se relacionaban con la ciencia. Hombres adinerados y ociosos se habían convertido en científicos aficionados y habían abierto nuevas posibilidades para hacer ciencia. Sus esposas y hermanas se habían convertido en damas de ciencia -etiqueta que era utilizada como un insulto por sus detractores-, lo que les permitió alcanzar un nivel de competencia científica muy superior a sus predecesoras. Pero al margen de la polémica sobre si la ciencia se consideraba o no apropiada para las mujeres, un amplio estrato de la población femenina comenzó a interesarse por ella, a estudiarla y realizar aportaciones. Las mujeres de los salones del Siglo de las Luces apoyaron y divulgaron las nuevas teorías de Descartes, Newton y Leibniz.

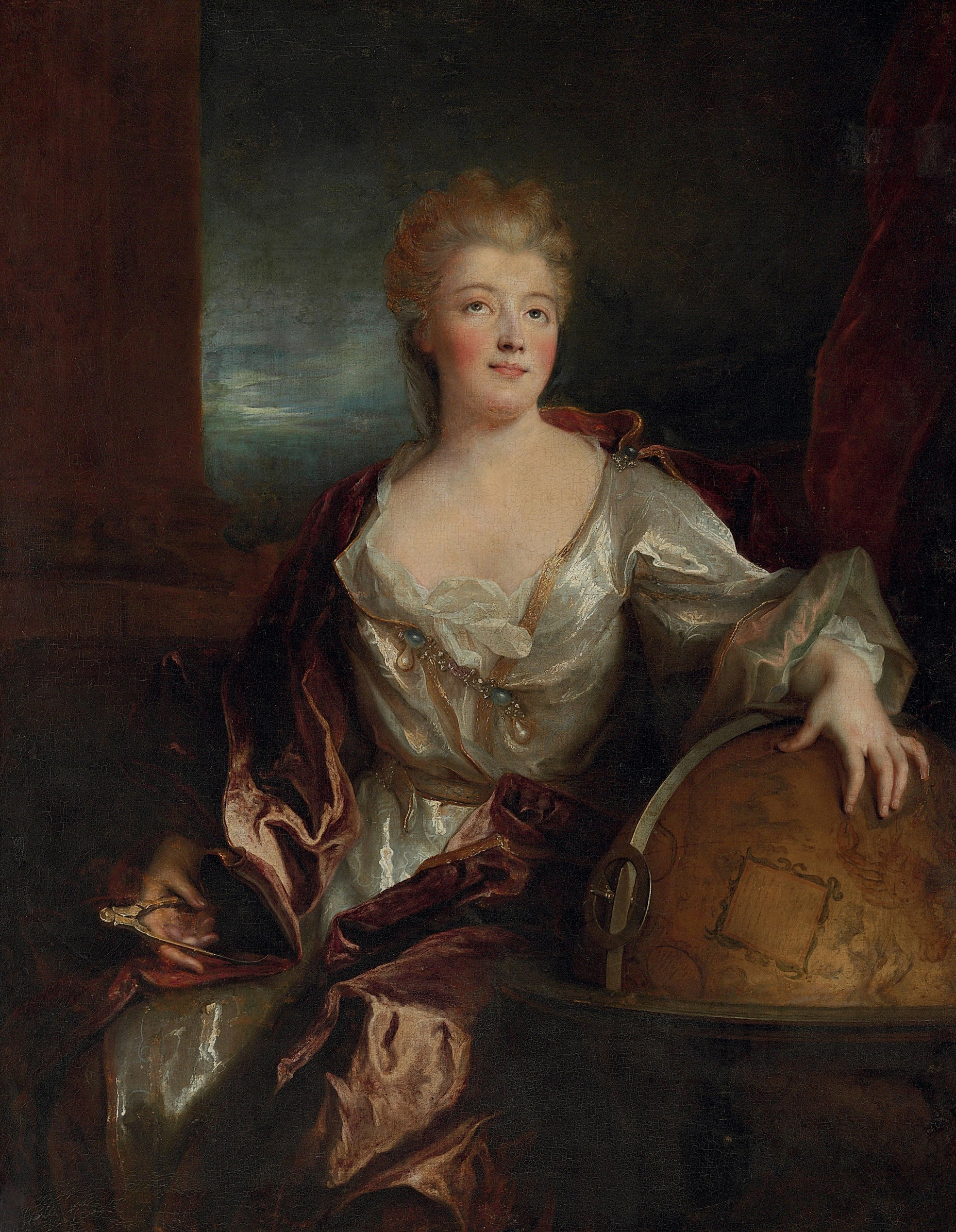
Marquise du Châtelet.

El libro de Isaac Newton (1643-1727) Philosophiae naturalis principia mathematica [1687] es una de las obras básicas del nuevo pensamiento científico. Sustituyó la mecánica de Descartes –en la que las fuerzas actúan por contacto– por la ley de gravitación universal –en la que las fuerzas actúan a distancia– lo que supuso un avance cualitativo importante porque permitió explicar el movimiento de los astros y fenómenos terrestres en una forma matemática. El conde Francesco Algarotti (1712-1764) era un admirador de la obra de Newton que en 1735 realizó una estancia de seis semanas en el castillo de Cirey, residencia de la Marquise du Châtelet y sede de uno de los mejor dotados Salones de Ciencia del momento. Algarotti escribió en Cirey parte del libro Il neutonianismo per le dame (1737), en el que, por medio del diálogo entre un filósofo y una dama, explica parte de las ideas de Newton. Los dos volúmenes de los Principia fueron traducidos del latín al francés y comentados por Emilie de Breteuil (1706-1749), marquesa de Châtelet, lo que permitió que se difundieran en la Francia cartesiana las ideas de Newton. Esta mujer hizo importantes contribuciones al desarrollo del pensamiento científico francés, aparte de ser la que más colaboró a la introducción y difusión de las teorías de Newton y Leibniz en Francia. Pero además fue una de las que con más ardor y vehemencia alzaron la voz para defender los derechos de las mujeres, sobre todo el derecho a la educación. Así, en su «Discurso sobre la felicidad» mantiene que: La sabiduría siempre debe »hacer bien sus cálculos, porque quien dice sabio dice feliz, al menos en mi diccionario. O más adelante: El estudio nos hace totalmente independientes y por ello el amor al estudio es la pasión más necesaria para nuestra felicidad; es un recurso seguro contra la adversidad, es una fuente de placer inagotable. Mientras que en la traducción que ella realizó de «La fábula de las abejas», de Bernard Mandeville, dice en su prefacio: Siento todo el peso del prejuicio que nos excluye universalmente de las ciencias, y es una de las contradicciones de este mundo que me ha extrañado siempre muchísimo, dado que hay grandes países en los que la ley nos permite regular sus destinos, pero no hay ninguno en el que seamos educadas para pensar. O en una carta a Federico de Prusia: Juzgadme por mis propios méritos, o por la falta de ellos, pero no me consideréis como un mero apéndice de este gran general o de aquel renombrado estudioso, de tal estrella que relumbra en la corte de Francia o de tal otro autor famoso. Soy yo misma una persona completa, responsable solo ante mí por todo cuanto soy, todo cuanto digo, todo cuanto hago. Puede ser que haya metafísicos y filósofos cuyo saber sea mayor que el mio, aunque no los he conocido. Sin embargo, ellos también no son más que débiles seres humanos, y tienen sus defectos; así que, cuando sumo el total de mis gracias, confieso que no soy inferior a nadie.

### Italia como pionera
Italia, que ya en los siglos anteriores destacó por el mayor respeto a sus mujeres, fue otro de los lugares en los que florecieron en esta época los Salones, tanto literarios como 

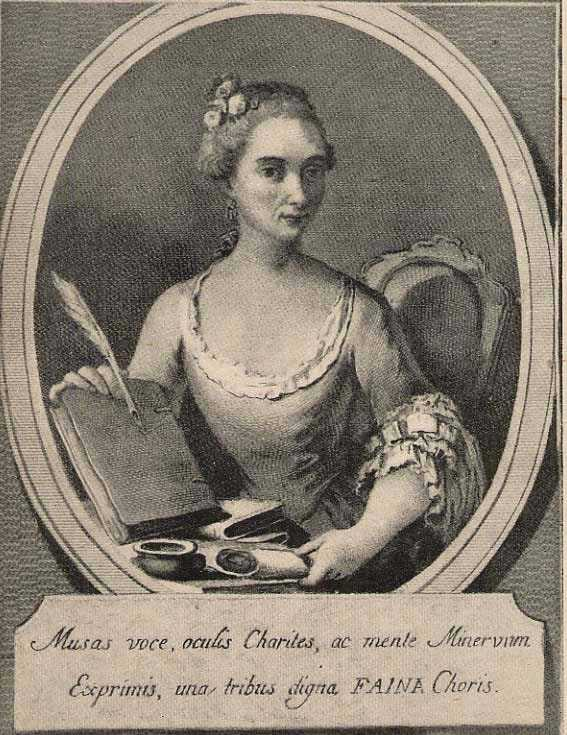
Diamante Medaglia Faini

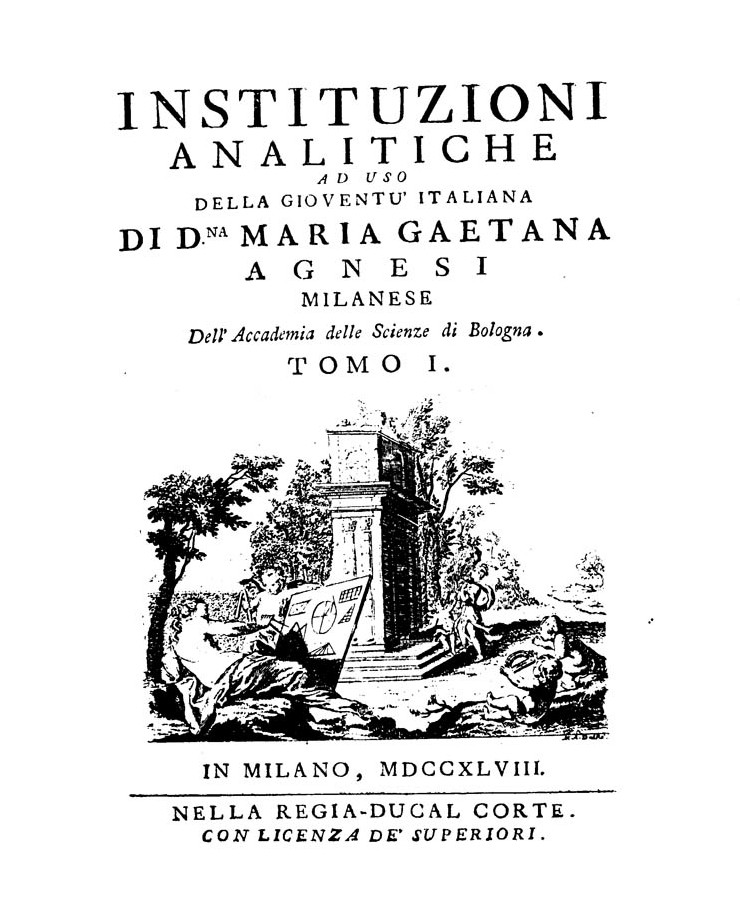
Instituzioni analítiche ad uso della gioventú italiana

científicos, sobre todo en el norte del país; donde además empezaron a abrirse algunas de sus universidades a la incorporación de las mujeres como alumnas y profesoras en las mismas. En esta época podemos destacar a la matemática napolitana Faustina Pignatelli Carafa (1705-1785), que fue fundamental en la introducción de las teorías de Isaac Newton en Nápoles. O a la veneciana Cristina Roccati (1732-1797), que se graduó en la Universidad de Bolonia en Filosofía Natural (Ciencia), donde también había estudiado literatura, lógica, metafísica, moral, meteorología y astronomía. Posteriormente fue nombrada miembro de la Academia Concordi de Rovigo (Véneto) en 1749, donde enseñó física newtoniana durante décadas; siendo además una destacada y afamada poeta. También de la misma época es Diamante Medaglia Faini (1724-1770), quien destacó desde muy joven como poeta, pero que ya en su edad adulta "buscando nuevas fronteras intelectuales" descubrió su interés por la filosofía natural, 

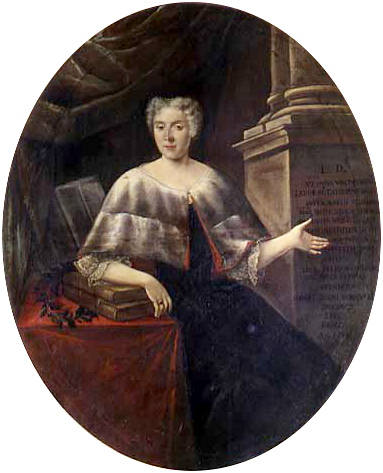
Laura Bassi

especialmente las matemáticas, la astronomía y la física, que se convirtieron en su nueva pasión. Abiertamente admiradora de Cristina Roccati, fue también una gran luchadora por el derecho de las mujeres a la educación; tema en el que disintió públicamente de divulgadores como Francesco Algarotti -autor de Newtonianismo para las damas-, quien consideraba que existían conceptos adecuados y no adecuados para las mujeres, lo que lo llevó a excluir a las matemáticas de su famoso libro, con el argumento de que no eran adecuadas para la mente femenina. Para rebatir todos estos prejuicios, ella escribió y publicó una disertación sobre la importancia del estudio de las matemáticas para las mujeres. Pero si hay unas científicas que 

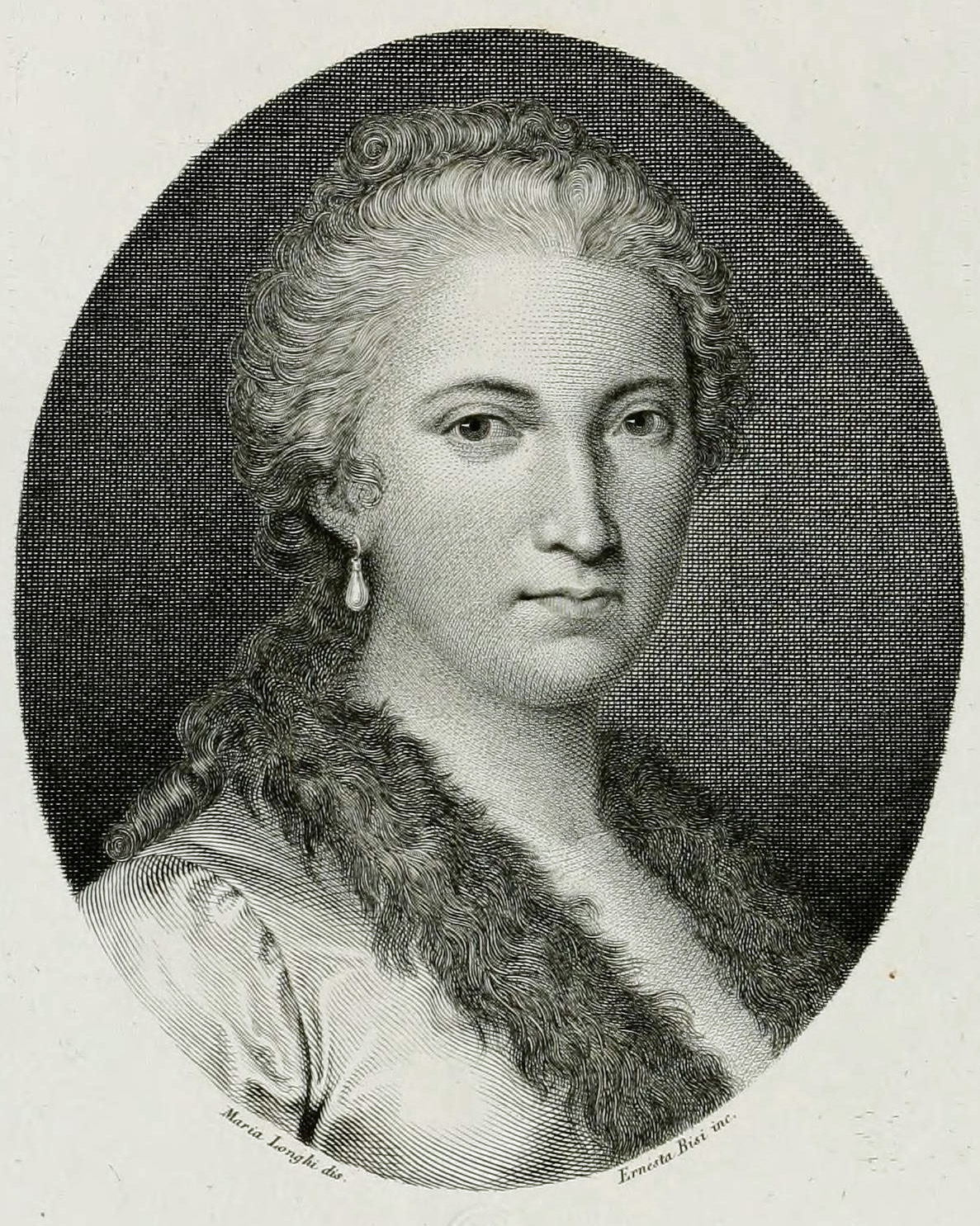
Maria Gaetana Agnesi

brillaron especialmente en la Italia del momento fueron Laura Bassi (1711 - 1778) y María Gaetana Agnesi (1718-1799), dos grandes figuras enciclopédicas. Bassi brilló con luz propia en la Bolonia ilustrada. En su año de gloria, en 1732, después de haber participado en varios debates públicos con notables académicos, primero es nombrada miembro de la Academia de Ciencias de Bolonia, a continuación la Universidad de Bolonia le concedió un doctorado honorario, y finalmente, en ese mismo año, después de un examen público, consigue una plaza de profesora en la Universidad de Bolonia. Tanto en la Academia como en la Universidad de Bolonia «pelea» por defender sus derechos y conseguir un salario -justo y equiparable al de sus colegas- por su trabajo. Sus potentes conocimientos de física y matemáticas, junto con su formación pionera en las teorías de Newton, que contrastaba con los enfoques tradicionales de sus colegas, hicieron de Bassi una figura clave en la difusión de la ciencia newtoniana en Italia. Por su parte Agnesi fue famosa en su tiempo por su obra «Instituzioni analítiche ad uso della gioventú italiana», libro que escribe a los 30 años por la necesidad de ocuparse de la educación matemática de sus 20 hermanas y hermanos. A este tratado se le atribuye haber sido el primer libro de texto que acometió el tratamiento conjunto del cálculo diferencial y el cálculo integral, haciendo explícita además su naturaleza como problemas inversos. Tras el éxito de este libro, 
María Gaetana Agnesi fue elegida miembro de la Academia de Ciencias de Bolonia y nombrada, por orden papal, profesora de matemáticas de la Universidad de Bolonia.

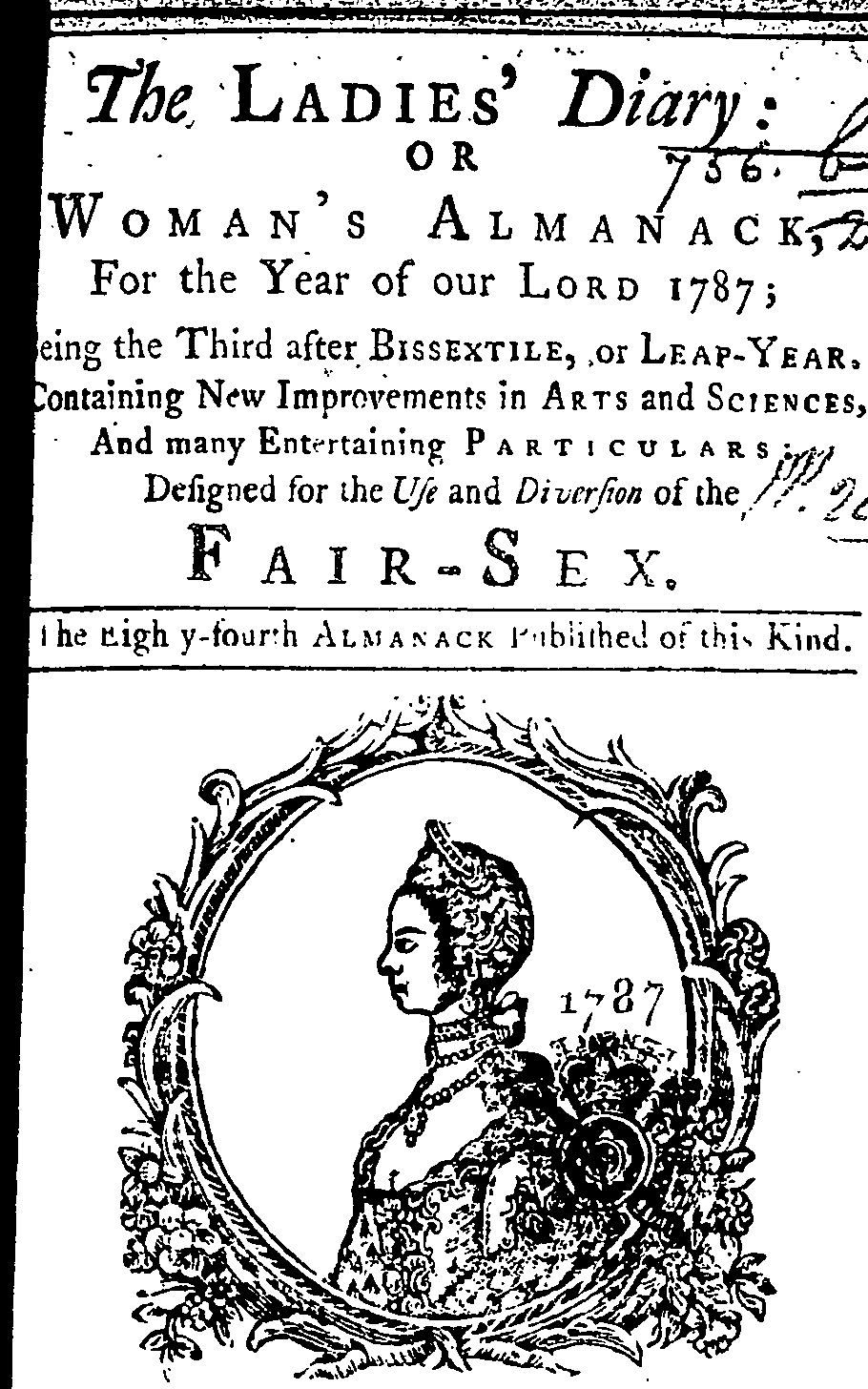
The ladies' diary

### La situación en Inglaterra
De 1704 a 1840 se publicó anualmente en Londres un almanaque destinado al público femenino: The Ladies’ Diary or Woman’s Almanack, subtitulado: «Containing New Improvements in Arts and Sciences, and many Entertaining Particulars: designed for the Use and Diversion of the Fair-Sex». Además de las secciones propias sobre el calendario, esta publicación incluía regularmente secciones con acertijos, charadas, preguntas científicas y problemas matemáticos. En cada número se incluían soluciones a los problemas del año anterior, enviadas por las lectoras, y se proponían problemas nuevos, sugeridos asimismo por estas. Tanto la redacción de los problemas como su solución solían versificarse. En la introducción del número de 1718 su editor escribía: «[...]los extranjeros se asombrarán si les muestro no menos de cuatrocientas o quinientas cartas de otras tantas mujeres, con soluciones geométricas, aritméticas, algebraicas, astronómicas y filosóficas». En el siglo XVIII hay tantas publicaciones de carácter científico dirigidas a mujeres –ya sea en forma de epístolas, periódicos o textos divulgativos–, que el hecho no hace sino corroborar el anhelo de estas por la educación y su alto interés por las manifestaciones culturales y científicas de toda índole. Las mujeres del Siglo de la Luces apoyaron en sus salones la difusión de las ideas de Descartes, Newton y Leibniz. Posteriormente, la ciencia pasaría de los salones a las universidades y a las academias, de las que las mujeres se verían excluidas durante muchos años.

### Las astrónomas

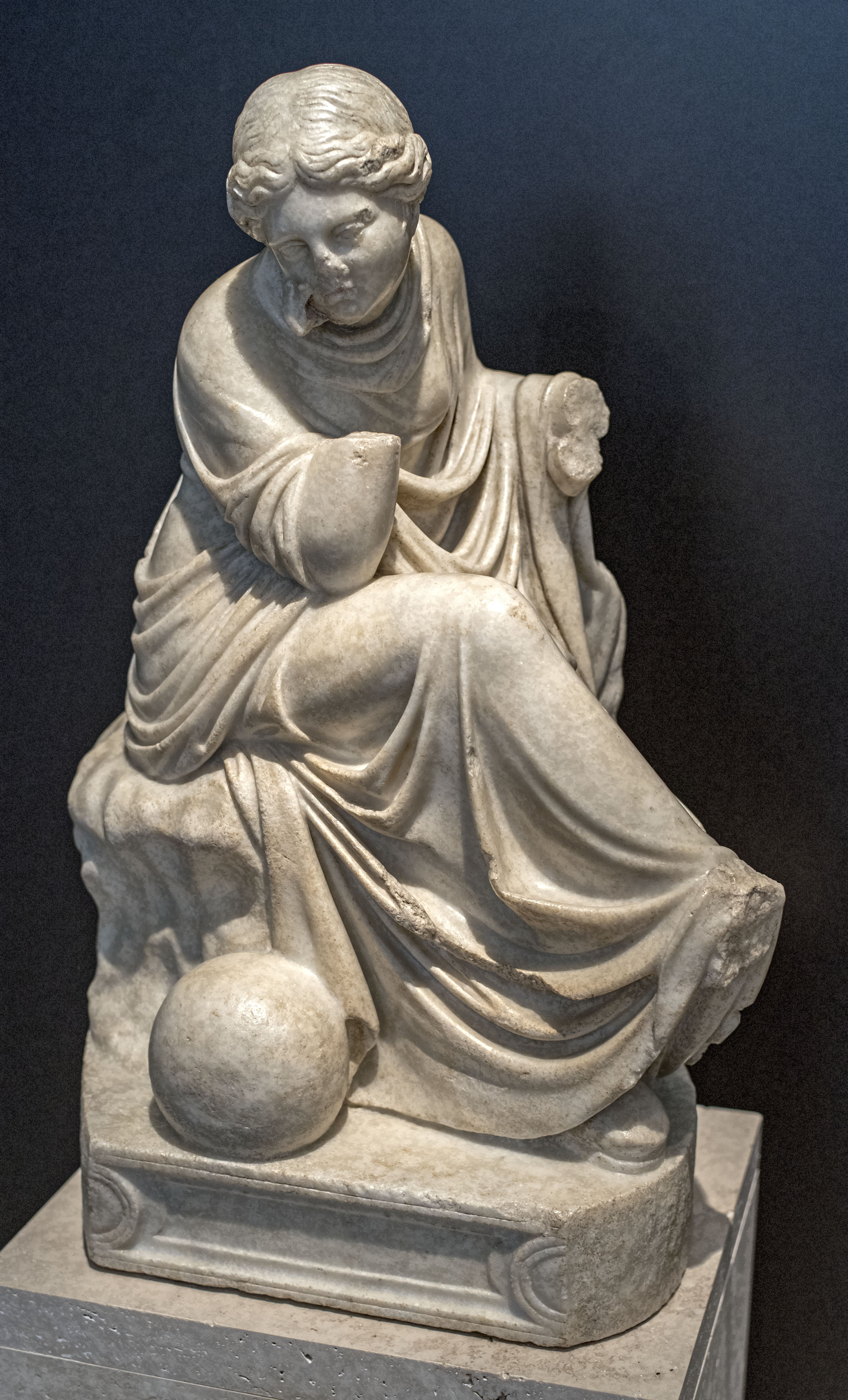
Urania, protectora de la Astronomía.

Como ya ocurría en el siglo anterior, una de las áreas de la matemática con una importante presencia de mujeres fue la Astronomía. En esta época, muchas mujeres dedicaban las noches a contemplar el firmamento, cual hijas de Urania -musa de la astronomía en la mitología griega-. El hecho de que esta ciencia estuviera en esos momentos relacionada con oficios artesanales, que se desarrollaban desde el hogar, probablemente tuvo mucho que ver para que en este siglo hubiera una deslumbrante constelación de astrónomas que trabajaron en los observatorios, que eran en aquel tiempo negocios familiares. Maria Winkelmann (1670-1720) descubrió el cometa de 1702, aunque no se le dio su nombre ni recibió reconocimiento por ello. Tras quedar viuda desarrolla una brillante carrera como astrónoma independiente. Sus contribuciones más importantes a la astronomía fueron sus observaciones de la aurora boreal, sus escritos sobre la conjunción del Sol con Saturno y Venus, y sobre la conjunción de Júpiter y Saturno. Después de la muerte de su marido, en 1710, preparó a su hijo, de diez y seis años para que fuera asistente suyo. Cuatro años más tarde, en 1714, fue su hijo Christfried, de 20 años, el elegido como director del Observatorio de Berlín, convirtiéndose su madre y sus hermanas en sus asistentes. El trato dado a Maria Kirch fue una de las primeras «conjuras de los necios» que tuvieron lugar en las recién creadas instituciones científicas. No toda la comunidad científica reaccionó del mismo modo, un científico tan prestigioso como Leibniz no tuvo problema en reconocer los méritos de ella -presentándola incluso a la corte de Prusia, de la que no tardó en recibir una oferta de trabajo-. Sin embargo los mediocres se atrevieron a decir que la presencia de una mujer desprestigiaba a la academia, cuando eran ellos quienes la mancillaban con su mediocridad. Ella siempre tuvo claro que el trato desconsiderado que recibió de la Academia fue debido a su género; lo que años más tarde fue ratificado al salir a la luz los agrios debates que hubo en el seno de la academia, en los que se reconocían sus méritos, pero en los que se decidió echarla para no sentar un precedente pernicioso, dando por sentado que la institución se vería perjudicada si tenía entre sus miembros a una mujer.
 

Pero si hubo en esta época una estrella que brilló sobre las demás fue Carolina Herschel (1750-1848), también conocida como "la cenicienta de Hannover" por el papel a la que fue destinada en la familia 

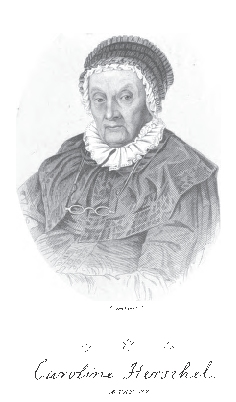
Carolina Herschel

-debido a los problemas de salud que tuvo en su infancia: viruela a los tres años, que le dejó la cara marcada, y tifus a los diez, que casi acaba con su vida y que detuvo su crecimiento -quedó con 1.20 m de estatura -. 
Su inteligencia, extraordinariamente despierta, y sus buenas dotes musicales, junto con la ayuda de su hermano William -12 años mayor que ella, que se la llevó con él cuando se fue a trabajar a Inglaterra- le permitió brillar primero como soprano y más tarde -cuando su hermano decidió dedicarse profesionalmente a la astronomía- como astrónoma. Ya como ayudante de su hermano comenzó a ser conocida, sobre todo a partir del descubrimiento del cometa de 1786, por el que fue reconocida por la Royal Astronomical Society. así como por el rey Jorge, con una asignación de 50 libras anuales (cantidad considerable para la época) por su trabajo como asistente de su hermano. La fama de los hermanos Herschel se extendió por toda Europa, tanto por la precisión de sus observaciones astronómicas como por los telescopios creados por ellos y que permitían explorar regiones celestes mucho mayores al tener mucha menos distancia focal, por lo que eran ideales para barrer el cielo y detectar cometas, por lo que fueron también conocidos como los "barredores de cometas". Ambos hermanos crearon un gran equipo: él aportaba la intuición y la ambición de saber, y ella una inmensa capacidad de trabajo y de disciplina, ambas necesarias para recopilar los resultados de las observaciones nocturnas, realizar los cálculos y prepararlos para su publicación. El haber sobrevivido 25 años a su hermano, y continuar realizando, ya en solitario, los trabajos que antes realizaban conjuntamente, la hizo más conocida y reconocida en los ámbitos científicos del momento, consiguiendo distinciones tanto en Inglaterra como Prusia, a donde regresó los últimos años de su vida, que a pesar de su mala salud se prolongó hasta los 98 años.

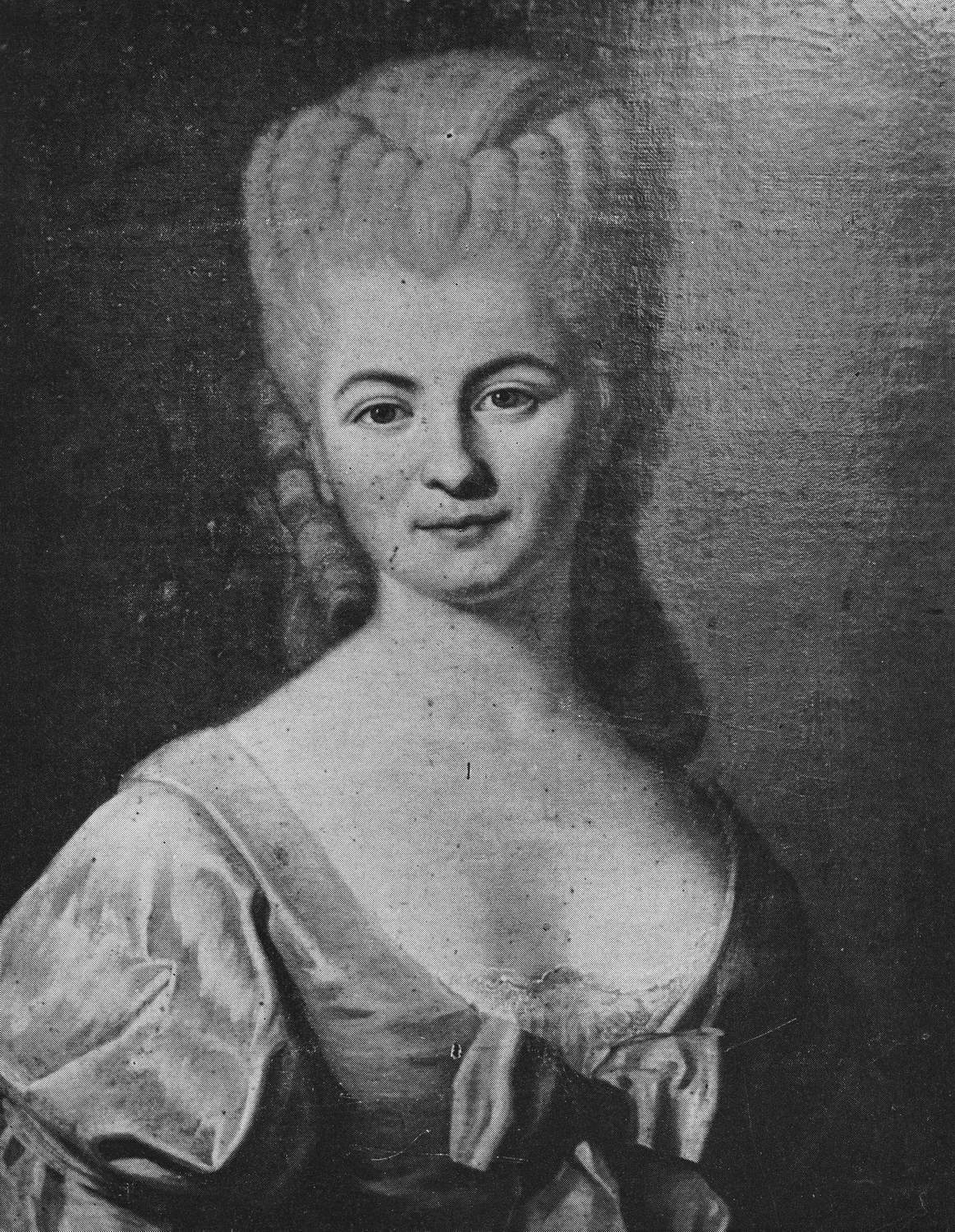
Nicole-Reine Lepaute

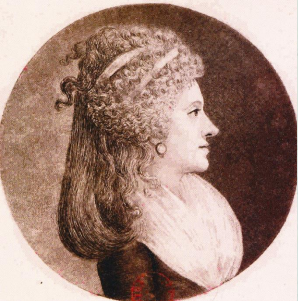
Jeanne-Amélie de Lalande

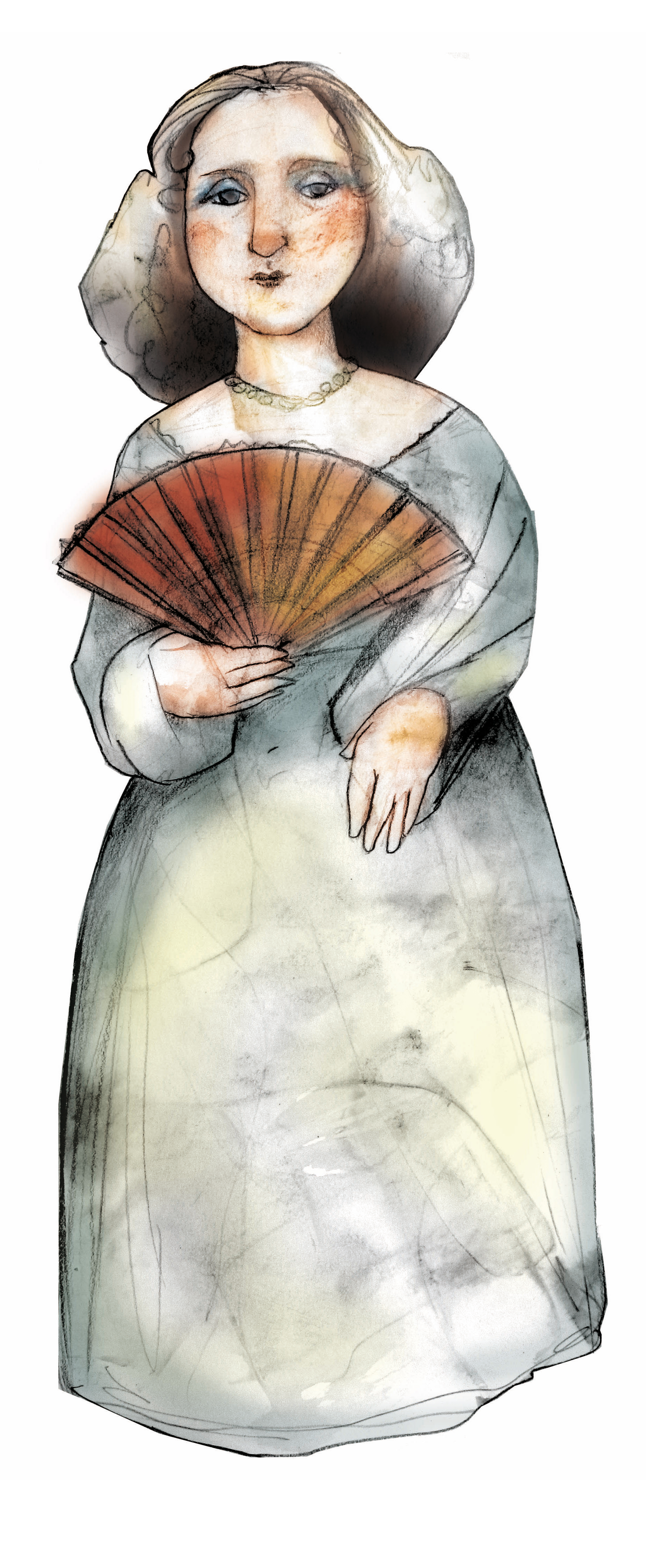
María Andresa Casamayor.

Las francesas se fueron aproximando a la astronomía de mano de Nicole-Reine Lepaute (1723-1788). Su primera investigación importante fue sobre las oscilaciones de péndulos de longitudes variables, lo que la llevó a ganarse la fama de ser una de las mejores computadoras astronómicas da su época. Para la llegada del cometa Halley, en 1757, el director del Observatorio de París, Joseph Lalande, contrató al matemático Clairaut para predecir la fecha exacta del retorno del cometa, determinando su órbita; y este recurrió a Mme. Lepaute pare que le ayudara en la tarea. El 14 de noviembre de 1758 informaron a la Academia de Ciencias de las fechas de regreso del cometa. Fue un gran triunfo de la ciencia newtoniana y Clairaut reconoció, en su obra Comets, el trabajo de Lapaute; aunque más tarde se retractó y hoy en día todo el mérito de la predicción se le atribuye a él. Por su parte ella continuó dedicándose al estudio de los eclipses y publicó varias memorias astronómicas basadas en sus observaciones, pero también continuó colaborando con Lalande en otros muchos trabajos. Pero ella no fue la única que colaboró con Lalande, Louise du Pierry, que relevó a Lepaute como colaboradora de Lalande, fue quien hizo los cómputos de la mayioría de los eclipses que utilizó Lalande para su estudio del movimiento lunar. También colaboró con Lalande su sobrina política Marie-Jeanne de Lalande (1768-1832) que dio clases de astronomía en París y trabajó tanto de forma independiente como con su esposo.

### La situación en España
En la España del siglo XVIII existieron unas instituciones, las Sociedades Económicas de Amigos del País, defensoras del pensamiento ilustrado, que pretendían la recuperación de sectores marginados, como vagabundos, pobres u hospicianos, argumentando que podían ser útiles para el progreso del país. También defendían la incorporación de la mujer a trabajos productivos, pero a la hora de valorar su capacidad intelectual se mostraban retrógradas. Prueba de ello es que a finales de siglo XVIII se produjo una fortísima polémica en respuesta a la demanda de un grupo de mujeres que pretendían pertenecer a las Sociedades Económicas, alegando que sus estatutos no lo impedían. Un claro ejemplo de la posición mayoritaria de estas instituciones, respecto al papel de las mujeres en ellas, es el de la Sociedad Matritense, en la que se oponían a su admisión argumentando que tal hecho ponía en cuestión "el pudor y el recato" y que su incorporación llevaría el caos a la institución por la "naturaleza anárquica" de las mujeres y su incapacidad para plegarse a las leyes y normas establecidas, así como por su naturaleza frívola e inestable. Sin embargo otro sector minoritario de ellas, en el que se encontraba por ejemplo Jovellanos, era partidario de la incorporación de las mujeres, reconociendo sus capacidades intelectuales y la posibilidad de admitirlas por sus méritos y no por su extracción social. Pero incluso estos creían que, por recato, las mujeres no acudirían a las Sociedades Económicas, por lo que proponían que pudiesen hacer las aportaciones desde sus casas. En 1787 Carlos III pone fin a la disputa decretando la admisión de las mujeres en las Sociedades Económicas. Pero la sociedad ilustrada empezó a llamar "bachilleras", de manera despectiva, a las mujeres intelectuales, y pocas se atrevieron a desafiar tal crítica, con la excepción de un pequeño grupo perteneciente a la nobleza y a la burguesía, que desempeñó una importante labor en las Sociedades Económicas. Y en esta España ilustrada encontramos en Zaragoza a una ilustre matemática: María Andresa Casamayor (1720 - 1780) que a pesar de tener cerradas las instituciones oficiales se relacionó con la élite científica de la época y nos legó dos tratados, escritos bajo seudónimo: «El tirocinio aritmético» y «El para sí solo», ejemplos de innovación y pioneros en matemática aplicada, ofreciendo en ellos herramientas para mejorar la productividad, exponiendo de una manera clara y accesible las reglas de sumar, restar, multiplicar y dividir, buscando ejemplos de la vida diaria y con un gran interés en su aplicación práctica, lo que le confirió gran importancia en la época, por la necesidad de aplicar estas operaciones a la agricultura, a la ganadería o al comercio.

### Una matemática china
Pero también en esta época encontramos en el lejano oriente a una científica de la dinastía Qing, Wang Zhenyi (1768-1797) que destacó sobre todo en matemáticas y astronomía, pero que también sobresalió en poesía, geografía y medicina. A pesar de su corta vida, falleció a los 29 años, sus trabajos científicos fueron recopilados en un libro llamado Shusuan jiancun (Simples Principios del Cálculo) donde se pueden encontrar artículos como «La explicación del Teorema de Pitágoras y la trigonometría», «Sobre la longitud y las estrellas», «Sobre la explicación de los eclipses lunares», «La explicación del eclipse Solar» o «Sobre la procesión de los equinoccios». También reescribió el libro del matemático Mey Wending (1633-1721) titulado «Principio del Cálculo», con un lenguaje más sencillo y lo tituló «Las bases del Cálculo». Con 24 años escribió otro libro llamado «Los simples principios del cálculo» en el que simplificó las multiplicaciones y las divisiones para hacer que las matemáticas fueran más fáciles, y por lo tanto más divertidas. En 1994, la Unión Astronómica Internacional nombró a un cráter de Venus en su honor.

## Revolución industrial

La Libertad guiando al pueblo

## Revolución industrial (sigloXIX)

### La situación de las mujeres: El ángel del hogar
Se conoce como «Siglo de la Ciencia» al tiempo comprendido entre 1789, comienzo de la Revolución Francesa, y 1914, comienzo de la Primera Guerra Mundial, momento en el que la ciencia alcanzó su mayoría de edad. La Revolución Francesa se enmarca en el ciclo de transformaciones políticas y económicas que dieron lugar al fin de la Edad Moderna y el comienzo de la Edad Contemporánea. Abarca 10 años (1789-1799), durante los que se establecieron en Europa nuevas formas de organización política, social y económica, aparecieron nuevos usos y costumbres y triunfaron nuevas formas de pensamiento y nuevas tendencias espirituales. Fue un momento clave en la historia de las mujeres. Estas esperaban un cambio en su posición en la sociedad debido a las expectativas despertadas por la Revolución, pero la situación de las mujeres se quedó en el mismo núcleo que venía ocupando sin cuestionarse su papel político en la sociedad. El lugar que la mujer debería ocupar en la sociedad y no solo en el orden doméstico, fue un planteamiento que estuvo presente. Considerar que la mujer podría ocupar un lugar en la sociedad, constituyó todo un descubrimiento, sin embargo este descubrimiento no se tradujo en soluciones revolucionarias, ni se experimentaron cambios en la perspectiva de la vida de la mujer. Durante gran parte del siglo XIX la educación de las niñas continuó sometida a los modelos establecidos por la costumbre. Los varones continuaron 

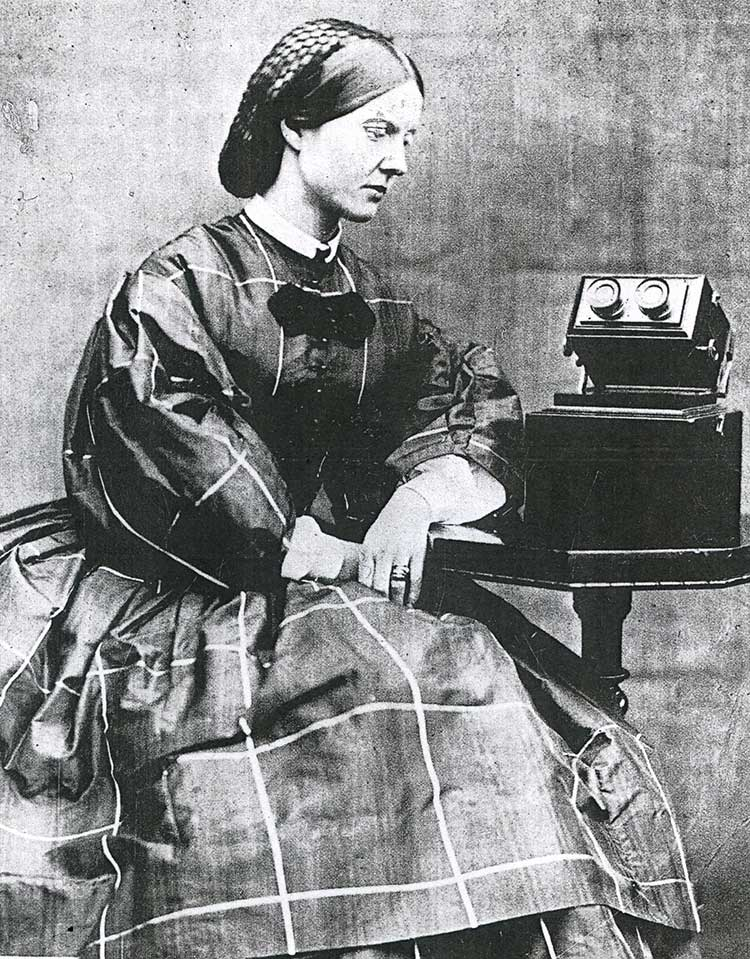
Mary Ward

teniendo como destino la vida pública, los trabajos de las armas y de las leyes. Las mujeres continuaron siendo educadas para ocuparse del hogar y la vida conyugal. La sociedad pasaba de ser rural a industrial, y en consecuencia a ser científica y tecnológica. Se profesionalizó la ocupación científica con todos los requisitos que eso conlleva: formación institucionalizada y reglamentada, puestos de trabajo remunerados, evaluación y reconocimiento social. La ciencia se dividió y organizó por especialidades, formando una estructura que en gran medida prefiguraba la que posteriormente adoptaría en el siglo XX. Los científicos tomaron conciencia de su lugar en la sociedad como clase 

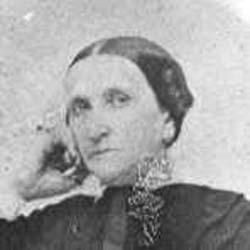
Caterina Scarpellini

profesional, reclamaron puestos remunerados en la enseñanza y en la industria. Junto a su crecimiento y desarrollo, la ciencia ganó prestigio e influencia. Retomó su imagen clásica de objetividad, veracidad y motor de progreso, virtudes que en buena medida se extendieron a los científicos. En el siglo XIX se configuraron y comenzaron a adquirir peso académico disciplinas dedicadas al estudio del ser humano y de la sociedad: Psicología, Sociología y Antropología. El siglo vería también el nacimiento de la Estadística Social y de la Geografía Humana.
Desde la Ilustración, las sucesivas revoluciones liberales ampliaron la categoría de ciudadanía a sectores sociales excluidos de su ejercicio, pero fundamentaron la conceptualización de los derechos políticos y de ciudadanía en la exclusión femenina y en la universalización de la norma masculina. Además, el discurso de género consolidó como valor cultural de la modernidad la idea de la separación entre el espacio público, asignado a los hombres, y el privado, a las mujeres. El hombre quedó adscrito al mundo público, es decir al ámbito de lo laboral, de lo político, de la ciencia; mientras que la mujer, presentada como «el ángel del hogar», quedaba sometida a un rígido sistema patriarcal de valores orientado a conseguir de las mujeres sumisión y obediencia al marido. Al tiempo que este ideal constituía un modo de preservar la institución burguesa más preciada: la familia. la mujer quedaba relegada al ámbito doméstico. Este modelo se correspondió con el nuevo modelo social, esto es, el de la burguesía y el de la mujer burguesa, madre y esposa.

### Las Academias
En otros momentos que permiten entender el proceso de expulsión de las mujeres del ámbito científico es la fundación de las academias durante los siglos XVIII y XIX. La formación de las primeras personas científicas -tanto hombres como mujeres- no dependía de las universidades, sino de la práctica directa y del intercambio de ideas, que tenían lugar en talleres, salones, observatorios y laboratorios caseros. Durante el arranque de la modernidad, muchas mujeres hicieron aportaciones destacadas a los saberes clásicos de las matemáticas, la alquimia, la herbolaria o la filosofía, y participaron en la fundación de disciplinas nacientes como la astronomía, la entomología, la botánica o la geología. 

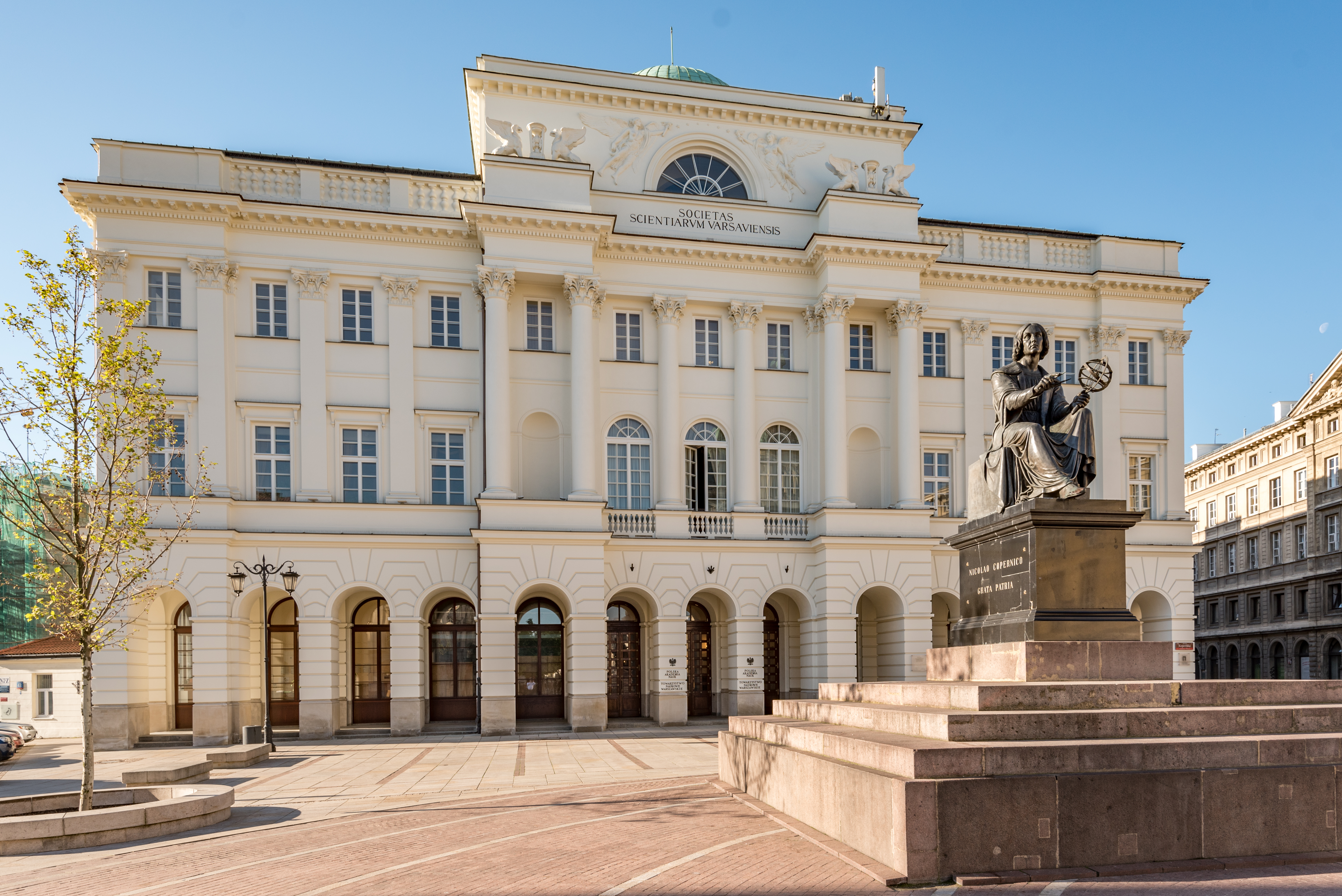
Academia Polaca de Ciencias

Antes de la profesionalización de las viejas y nuevas especialidades, la participación epistemológica y práctica en el desarrollo del saber no requería la ostentación de credenciales; la mayoría de los hombres y mujeres que lideraron la revolución científica eran amateurs y diletantes que aprovechaban sus pequeños talleres para instalar laboratorios improvisados, armaban sus propios instrumentos ópticos en las azoteas de sus viviendas, o emprendían expediciones de descubrimiento por tierras ignotas. Todo lo hacían por cuenta propia, sin la subvención de instituciones académicas y con la libertad suficiente para permitir que hermanas, hijas, esposas y madres estuvieran presentes en el proceso de trabajo de esas empresas, o que las viudas y huérfanas prosiguieran con los esfuerzos familiares. Pero el impulso determinante de la investigación científica radicó en la conformación de instituciones formales: por un lado, las academias, y por otro, la aparición de las Profesión|profesiones. Ambas instancias funcionaron como mecanismos decisivos para la exclusión femenina. Lo paradójico es que, en el momento de fundación de las academias de ciencias a lo largo y ancho de Europa, había una cantidad importante de mujeres que hubieran pertenecido por mérito propio a estos organismos -y habrían entonces disfrutado de los emolumentos que tales instituciones aportaban-, pero que no fueron admitidas por el hecho de ser mujeres. Por ejemplo, Maria Winkelmann no ingresó a la Academia de Ciencias de Berlín a causa de argumentos como el expuesto por Jablonski a Leibniz en una carta de 1710: Debe usted ser consciente de que la decisión que pronto habrá de tomar podría ser tomada como precedente. En principio somos de la opinión de que este caso debe ser juzgado no solamente por sus presentes méritos sino también por como pudiera serlo en adelante, pues lo que le concedamos a ella ahora podría servir de ejemplo para el futuro.
En este contexto, tanto la profesionalización de las disciplinas como la implantación de las primeras academias científicas, tuvo como consecuencia la expulsión explícita y flagrante de las mujeres. Es decir, el origen de la ciencia, como momento cardinal de la modernidad, atestigua la participación de una importante cantidad de mujeres que debieron ser activamente expulsadas o marginadas a partir de la aplicación de las políticas de institucionalización de las academias y de las profesiones. Fue la institucionalización del proyecto científico lo que instauró las regulaciones a partir de las cuales se expulsó a las primeras científicas de los espacios académicos y universitarios.

### «El origen del hombre»: Respuesta feminista
También en este siglo XIX se inició una pseudociencia que intentaba «probar» la inferioridad intelectual de las mujeres, y especialmente que las mujeres eran intelectual y moralmente incapaces de trabajo científico. Probablemente esto tuvo mucho que ver con la aparición en 1859 de la teoría de la evolución de Charles Darwin (1809− 1882), ya que un aspecto destacado de la misma fue el profundo sesgo sexista -aplicado al ámbito del género humano, del que carecían los estudios evolutivos de otras especies- que impregnaba a esta teoría. Como recoge la profesora Carolina Martínez Pulido en su artículo «Respuesta femenina a El origen del hombre de Charles Darwin», el contenido androcéntrico de los argumentos esgrimidos por el célebre naturalista hizo que algunas notables mujeres estudiosas reaccionaran públicamente presentando objeciones ante tanto insulto; como por ejemplo las norteamericanas Antoinette B. Blackwell (1825 − 1920) y Eliza B. Gamble (1841 − 1920). Cuatro años más tarde de la publicación de «El origen del hombre y la selección en relación al sexo» (1871) de C. Darwin, Antoinette B. Blackwell publicó «Los sexos a través de la naturaleza», donde analizaba la obra del británico, convirtiéndose en la primera mujer en responder con argumentación científica sólida al célebre científico. Casi que veinte años más tarde de que Antoinette B. Blackwell reivindicara la igualdad entre los sexos, la también estadounidense Eliza B. Gamble asumió una postura mucho más radical. En 1893 Gamble publicó un libro titulado «La evolución de la mujer: una investigación sobre el dogma de su inferioridad ante el hombre», donde defendía sin ambages la superioridad del sexo femenino sobre el masculino. Otras destacadas personalidades que realizaron aportaciones a este debate fueron, entre otras, la escritora gallega 

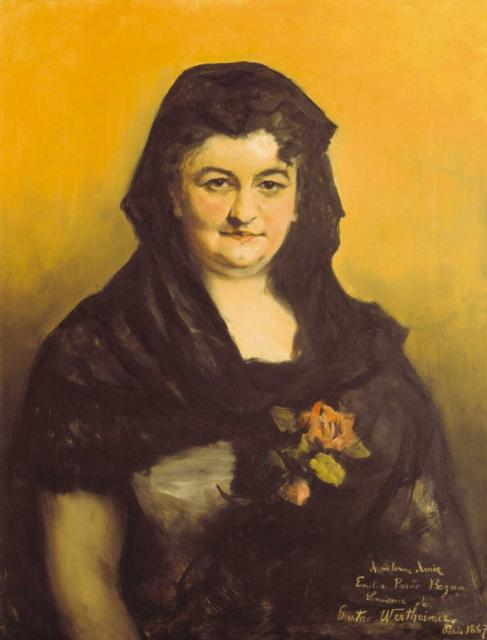
Emilia Pardo Bazán

Emilia Pardo Bazán (1851 − 1921), quien sostenía en 1877 que «la ley del más fuerte es nefasta para el sexo femenino»; o la francesa Clèmence Royer (1830 − 1902), primera traductora al francés y prologuista de la obra de Darwin «El origen de las especies». Todas estas estudiosas, claramente por delante del tiempo que les tocó vivir, se atrevieron a expresar en público comentarios críticos sobre el papel que se le otorgaba a las mujeres en una obra tan valorada y respetada como «El origen del hombre».
Esta proscripción se legitimó mediante un discurso sexista -continuador de la lógica del claustro medieval y de la misoginia imperante en épocas anteriores- que legitimaba la separación de espacios, ahora basado en un paradigma naturalista. De esta manera, lo que en la Antigüedad y en la Edad Media había sido una posibilidad para una mínima élite de mujeres, en la modernidad se convirtió en una imposibilidad generalizada que declaraba al conjunto del sexo femenino incapacitado para el saber. Así se difundió un imaginario cada vez más sofisticado donde se atribuía a las mujeres un papel primero marginal y luego por completo ausente de la vida intelectual, para recluirlas imaginariamente en el espacio doméstico, como si esto fuese natural y eterno. Para consolidar esta expulsión del ámbito académico, universitario y científico, muchas de las aportaciones femeninas al conocimiento fueron sistemáticamente borradas de los registros históricos y han requerido de un minucioso trabajo de reconstrucción. Este proceso consistió en muchos casos en haber negado a las mujeres la autoría de sus propias obras, atribuyendo estas erróneamente a varones próximos a ellas -sus confesores, hermanos, padres, maridos o amantes- o haber puesto el acento en las biografías sociales o sexuales de aquellas que demostraron una genialidad incompatible con este imaginario. El resultado de tal panorama permea las épocas. Las mujeres pasaron de nuevo a la invisibilidad, pues las nociones de progreso y modernidad se hicieron incompatibles con las mujeres. Se tardaron casi dos siglos en recuperar ese papel perdido. Cabe señalar que se pueden encontrar en textos histórico-científicos del siglo XVIII los nombres y aportaciones de mujeres como Hipatia de Alejandría, Anna Marıa van Schurman, Lucrecia Marinella y otras, que desaparecieron de reediciones posteriores en el siglo XIX y que no volvieron a aparecer hasta que las investigaciones sobre ciencia y género, a partir de los años ochenta del siglo pasado, los recuperaron.

### Matemáticas en la primera mitad del siglo

#### Tres destacadas matemáticas

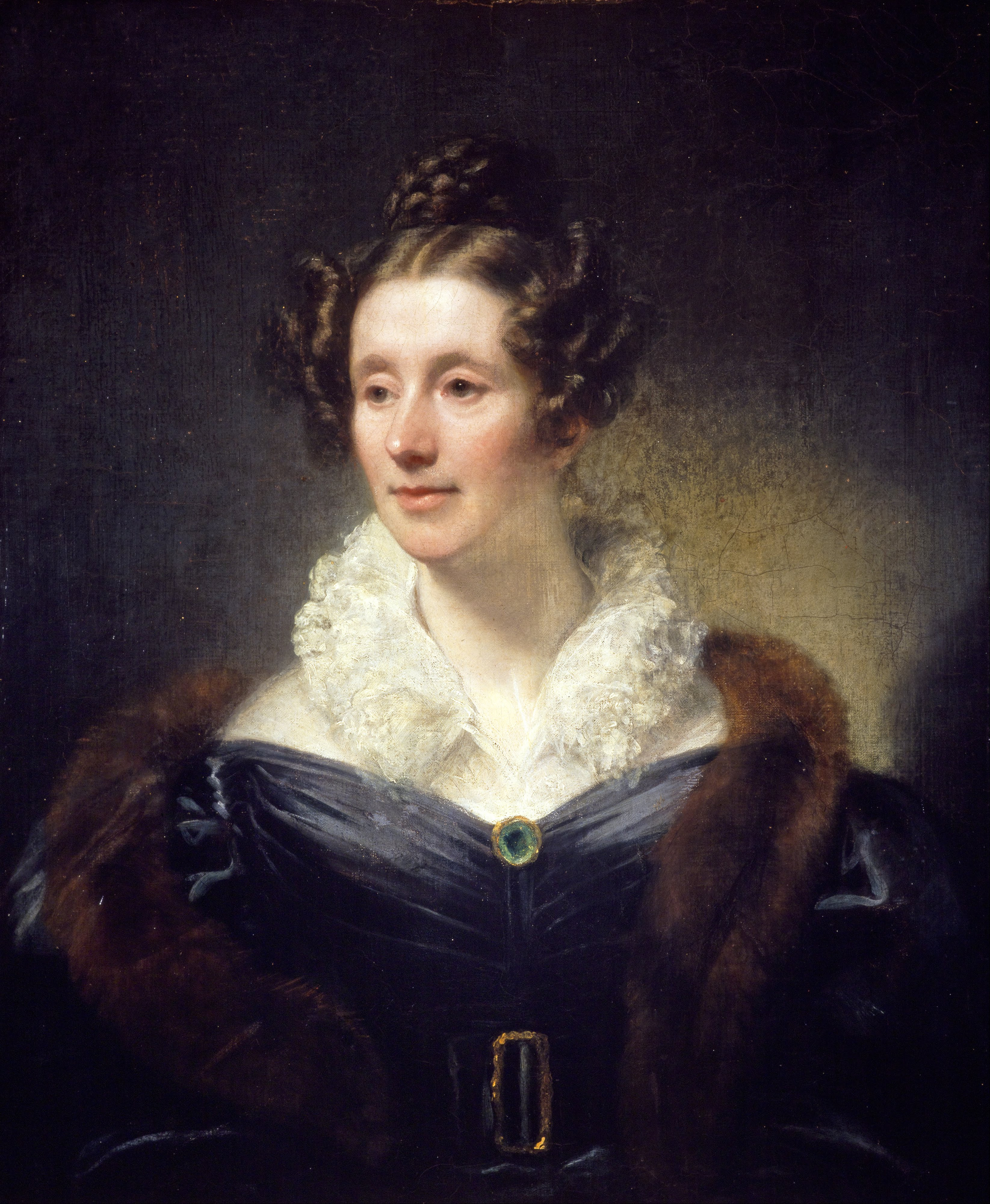
Mary Somerville, "la reina de las ciencias del siglo XIX"

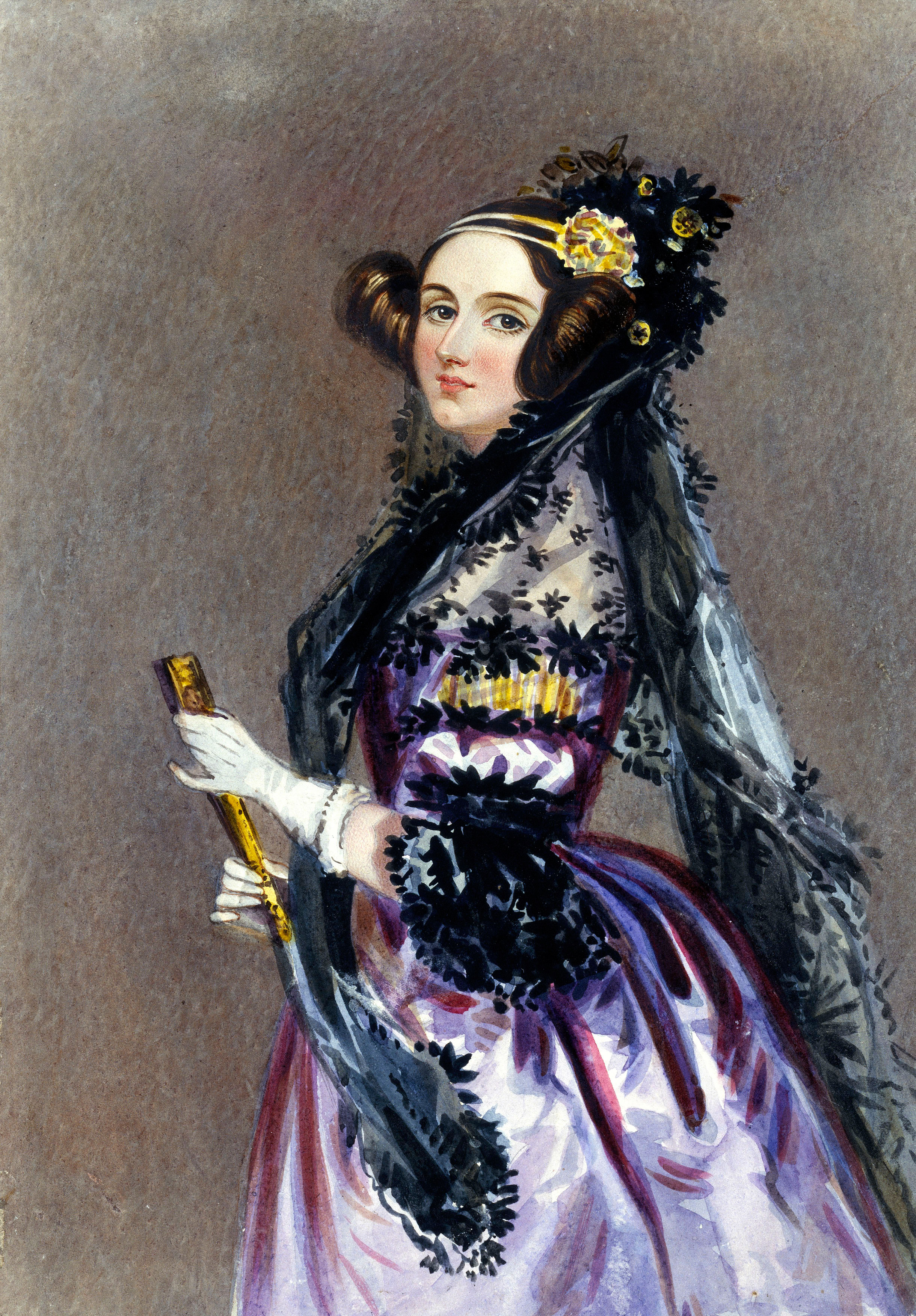
Ada Augusta Byron Lovelace

A pesar de todas las dificultades, ya desde los inicios del siglo XIX podemos encontrar en matemáticas figuras muy relevantes, como la francesa Sophie Germain (1776-1831), hija de la Revolución francesa, que marcó su infancia y la llevó a refugiarse en la biblioteca familiar para aislarse de los disturbios de la época. La imposibilidad de acceder a los centros oficiales del saber científico, por su condición de mujer, la obligó a utilizar el seudónimo de «Monsieur Le Blanc» para intercambiar información, ideas y resultados con grandes matemáticos de la época como Lagrange y Gauss. Destacó en Teoría de números (los Primos de Germain, se denominan así en su honor) y en Teoría de la Elasticidad, área en la que ganó un concurso de la Academia Francesa de Ciencias sobre la teoría matemática que permitía explicar la formación de figuras al extender arena sobre una placa vibrante. Después de todos estos méritos conseguidos a lo largo de su vida, su nombre no figura entre los que aparecen en la Torre Eiffel como homenaje a aquellos que hicieron contribuciones, desde la ciencia, a su construcción; y en su certificado de defunción lo que figura como su profesión es «rentista», no matemática. La escocesa Mary Somerville (1780-1872), considerada la «Reina de las Ciencias del siglo XIX», según parece, tenía que aprenderse de memoria los libros que conseguía, porque su padre no estaba 

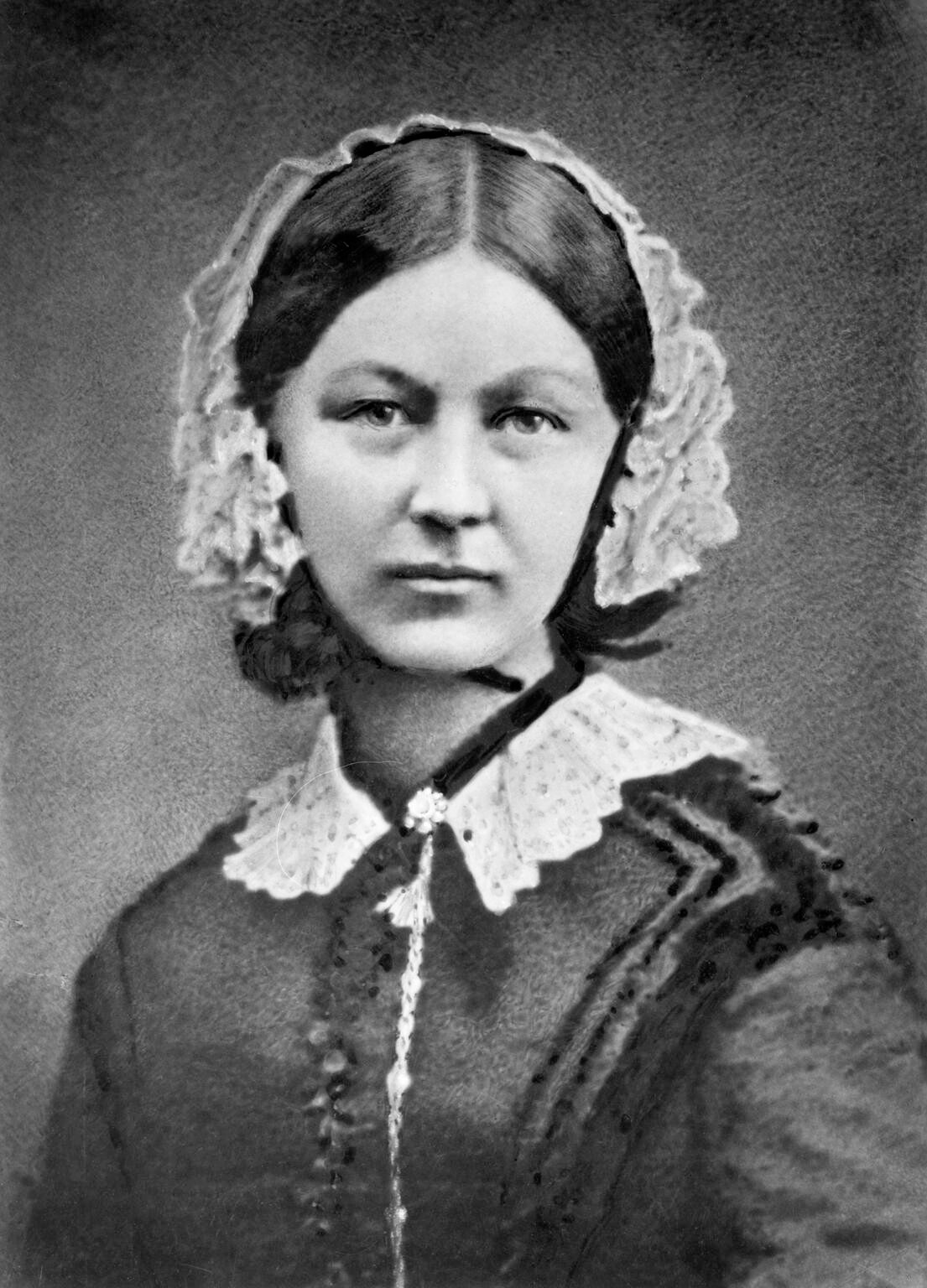
Florence Nightingale

en absoluto de acuerdo con esa rara afición de su hija por el saber. Afortunadamente para ella, y para la humanidad, el marido con el que la casó su padre, que era de su misma opinión en relación con las «mujeres sabias», murió al cabo de 3 años de matrimonio, dejándola con 2 hijos y una situación económica muy acomodada, lo que le permitió retomar sus estudios abiertamente y empezar a brillar muy rápidamente en concursos públicos. Años más tarde se volvió a casar, pero esta vez con un hombre que tenía sus mismas inquietudes intelectuales y que no solo apoyó su carrera científica sino que se convirtió en su enlace ante las instituciones a las que ella no podía llegar directamente por su condición de mujer. Mary Somerville fue una de las mujeres de ciencia afortunadas y una de las últimas grandes científicas amateur. Como le escribió Charles Lyell a su futura esposa, Mary Horner, en 1831: «Si nuestra amiga la señora Somerville se hubiera casado con Laplace, o con otro matemático, nunca habríamos oído de su trabajo. Lo habría fundido con el de su marido, presentándolo como si fuera de él». La enfermera y estadística británica Florence Nightingale (1820-1910) fue precursora en la representación visual de la información, que aplicó en la enfermería. Con sus técnicas, evidenció que la estadística proporciona un ámbito de organización para contrastar y aprender, pudiendo llevar a mejoras en las prácticas quirúrgicas y médicas. Cada 12 de mayo, coincidiendo con el aniversario de su nacimiento, se celebra el Día Internacional de la Enfermería. 

#### El origen de la informática
Pero no se puede hablar de las matemáticas del siglo XIX sin mencionar la informática, que tuvo sus preliminares en este siglo XIX aunque no surgió con fuerza hasta mediados del siglo XX. Ada Augusta Byron, marquesa de Lovelace (1815-1852), personaje crucial en el ámbito de la ciencia y la tecnología, sentó las bases de un cambio de rumbo fundamental en las vidas de la mayoría de la población mundial. Fue una «visionaria» informática: casi 100 años antes de que se construyeran los primeros «computadores» dejó escritos programas informáticos que años más tarde pudieron probar su validez. Tuvo como tutora a Mary Somerville, de la que acabamos de hablar, que fue quien la llevó a una conferencia de Babbage sobre su máquina diferencial, de la que quedó absolutamente fascinada. Pero cuando más tarde Babbage la hizo partícipe de su idea más ambiciosa de la construcción de la máquina analítica, Ada Byron se convirtió, con apenas 18 años, en la más fiel colaboradora de Babbage, aportando importantes innovaciones al proyecto. Junto a la idea de utilizar tarjetas perforadas, para introducir tanto datos como órdenes al sistema, Ada Byron sugirió el cambio del sistema decimal al binario. Ada firmó el trabajo -en el que aparece su programa para el cálculo de los números de Bernoulli- como A.A.L. para evitar que fuera rechazado de entrada. Pero toda a gente del ámbito académico e intelectual sabía que la única persona con conocimientos para escribirlo era Ada; en consecuencia la Sociedad matemática del momento declaró poco relevante su trabajo y este quedó relegado al olvido.

### La segunda mitad del siglo

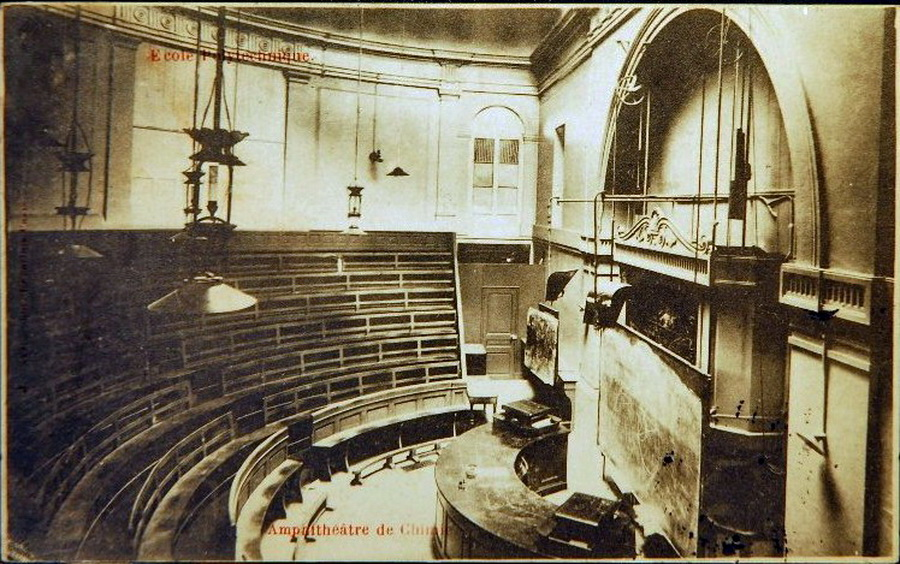
École Polytechnique de París

Durante la segunda mitad del siglo XIX, en los principales centros industriales del mundo; Inglaterra, Francia, Alemania, Italia, Rusia y Estados Unidos, tuvo lugar el inicio de los grandes avances que se producirían en las matemáticas. En torno al cambio de siglo las matemáticas eran una disciplina científica altamente avanzada y estimada en todos los países desarrollados de la tierra. Aumentó el número de personas que se dedicaban a estudiar e investigar en matemáticas, lo que hizo necesaria la publicación de los logros conseguidos. Como consecuencia aparecieron revistas y congresos, además de asociaciones y agrupaciones de matemáticos a nivel nacional. A medida que la ciencia se hacía más compleja, especializada y profesionalizada, iba siendo tema de estudio reconocido en las universidades donde, por lo general, las mujeres no tenían acceso. En la École Polytechnique de París, fundada en 1794, las mujeres no fueron admitidas hasta 1972. De la misma manera, con alguna excepción especial, a las mujeres les estaba vedada la entrada en los centros científicos más importantes de siglo XIX, las universidades alemanas.
Tendrían que pasar muchos años para que en las universidades se admitieran mujeres en un plano de igualdad con los hombres. No se correspondía este trato dado a las mujeres con la actitud que ellas mantenían hacia la ciencia, pues algunas mujeres influyentes habían patrocinado actividades científicas. Por ejemplo, en San Petersburgo la Academia de Ciencias funcionó con el patrocinio de las emperatrices Catalina I, Ana y Catalina la Grande, sin embargo a finales del siglo XIX esa academia prohibía la entrada a las mujeres. En Gran Bretaña, la real Institución fundada en 1799 por el conde Rumford para promover la investigación científica seguía siendo una institución de hombres, aunque dependía de las suscripciones de sus miembros de ambos sexos. Posteriormente se crearon otras asociaciones científicas como la British Association for the Advancement of Science, en la que a partir de 1840 las mujeres participaron activamente.

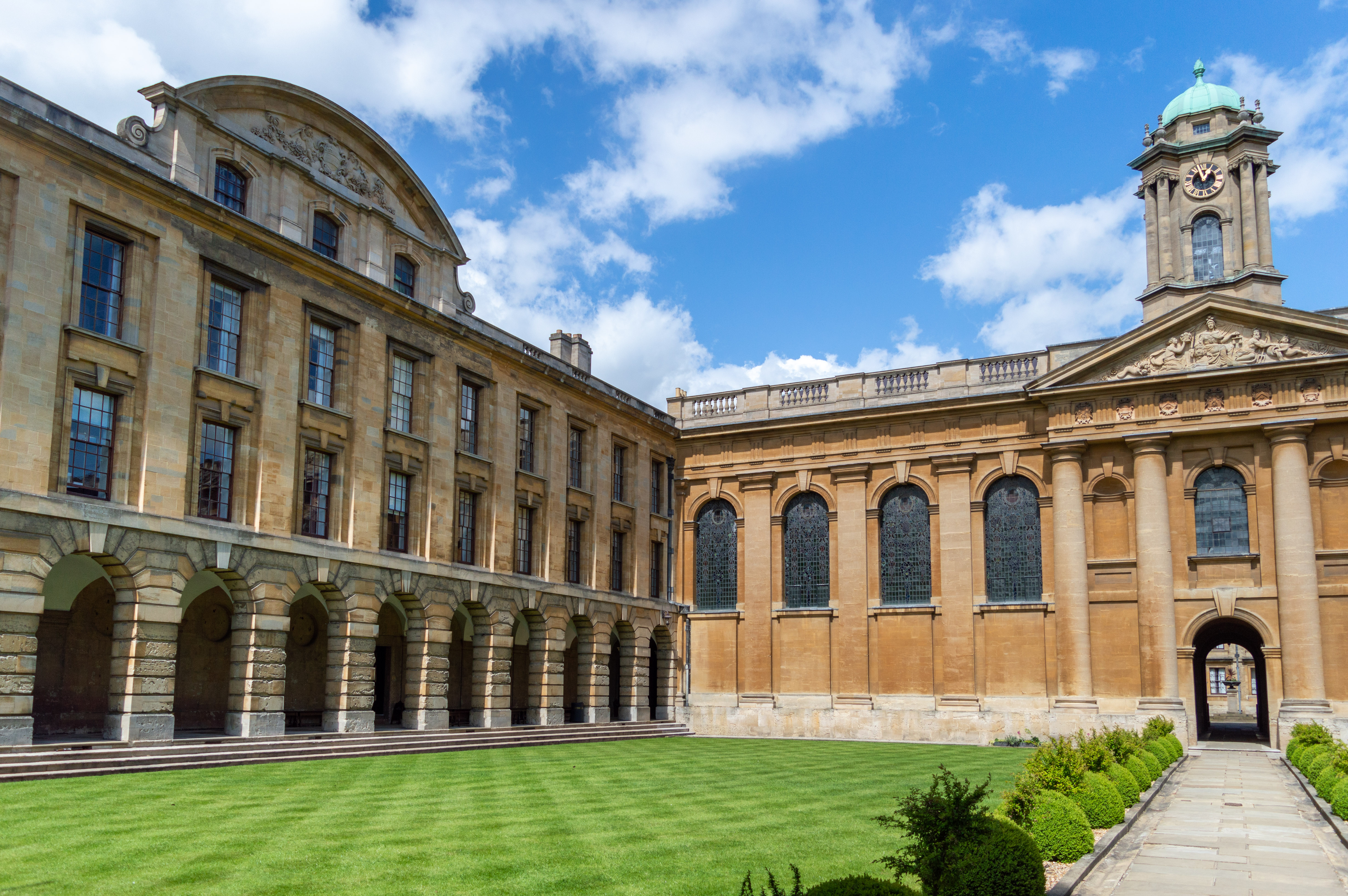
Queen´s College

Pero es en la segunda mitad de este siglo cuando empezaron a aparecer muchas mujeres matemáticas en diversos países europeos y en los Estados Unidos de América y, lo que es más importante, empiezan a crear escuela, preocupándose no solo de su carrera profesional sino también de la de sus discípulas. No solo realizaron importantes aportaciones a la ciencia y a la tecnología, sino que consiguieron derribar algunas de las barreras que impedían la integración de la mujer en pie de igualdad en instituciones como las universidades y las academias, facilitando así la incorporación de otras muchas congéneres a las mismas. En Gran Bretaña, aunque en un primer intento, a principios de siglo, no se había conseguido abrir Cambridge a las mujeres, a mediados de siglo se les permitió estudiarlas en sus propios colegios como sucedió en el Queen´s College. En 1863 fueron evaluados los trabajos de 83 chicas por un comité de la Asociación Nacional para la promoción de las Ciencias Sociales. Sus excelentes resultados en ciencia y matemáticas fueron tema de discusión en una reunión de la Asociación y un experto aseguró a los miembros que el alentar a las mujeres a usar su cerebro no les haría perder la razón.

#### Matemáticas inglesas

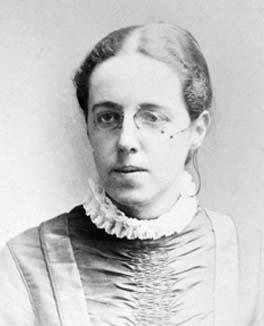
Charlotte Angas Scott

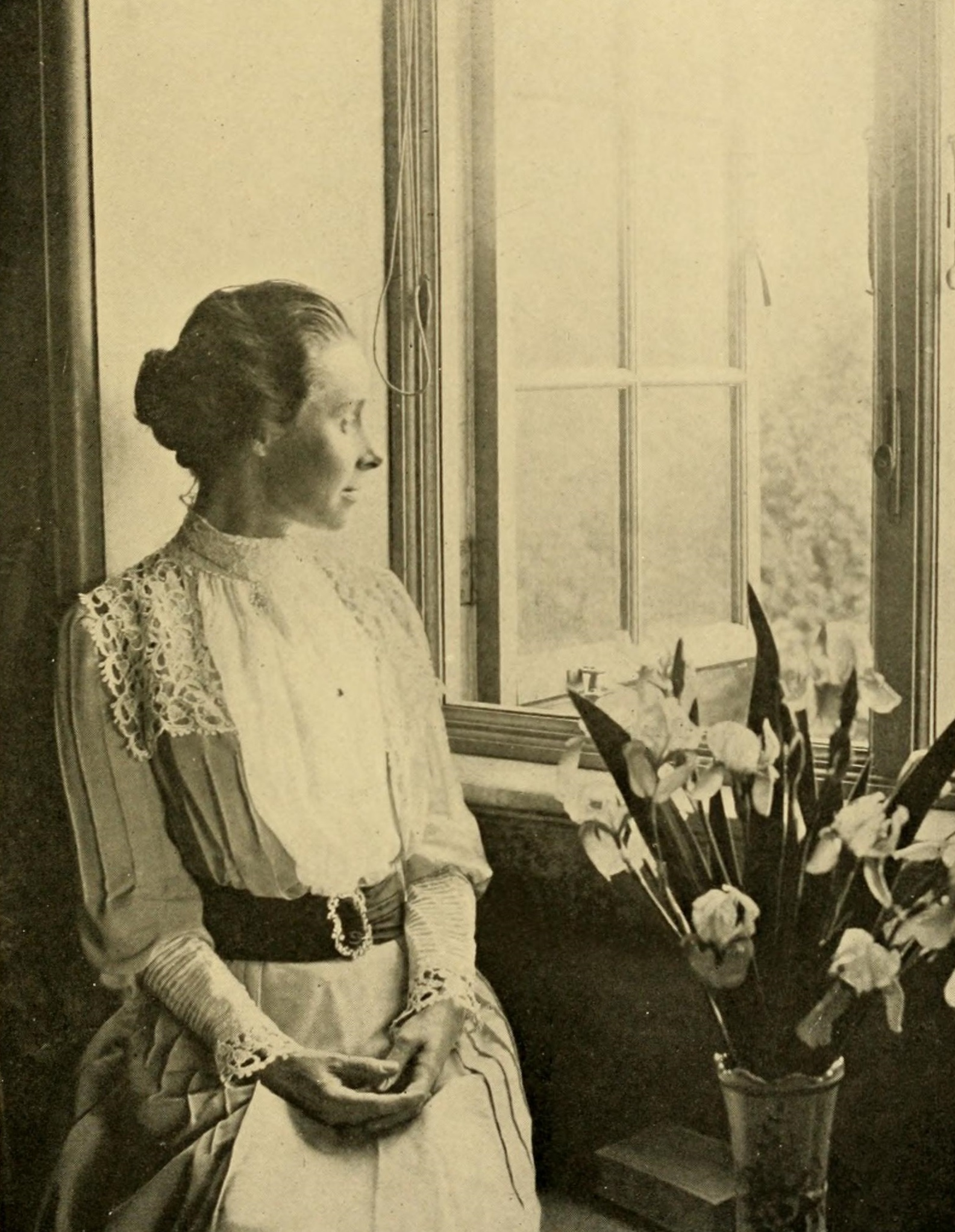
Philippa Garrett Fawcett

La inglesa Charlotte Scott (1858-1931) supone un punto de inflexión en la relación de las mujeres y las matemáticas. Luchó en Cambridge para conseguir permiso, en 1880, para presentarse al examen, «el Tripos», que otorgaba la titulación de matemáticas. Consiguió graduarse en Matemáticas en Cambridge -aunque non se le permitió participar en la ceremonia de graduación, lo que le impidió asistir en directo al boicot que realizaron sus compañeros para protestar por su ausencia-. Además no solo consiguió el «permiso» para ella sino que logró que a partir de ahí otras mujeres pudieran hacerlo. Posteriormente desarrolló su carrera profesional en los Estados Unidos como profesora en una universidad femenina, en la que siempre defendió un nivel de exigencia igual al que tenían las mejores universidades masculinas; aparte de ser editora de una de las mejores revistas científicas «American Journal of Mathematics» desde sus inicios, así como ser la primera mujer en formar parte de la Sociedad matemática americana. Esta mujer inicia una saga de mujeres matemáticas que a partir do siglo XX se ocuparon de facilitar la carrera científica de sus discípulas y colegas. Aprovechando la «porta» abierta por Scott, 10 años más tarde otra mujer, Philippa Fawcett (1868-1948), consiguió ser la número uno de su promoción, lo que le permitió iniciar su carrera profesional en la propia Universidad de Cambridge, aunque después re-encaminaría su carrera hacia puestos de gestión de la educación.

#### Astrónomas de Estados Unidos

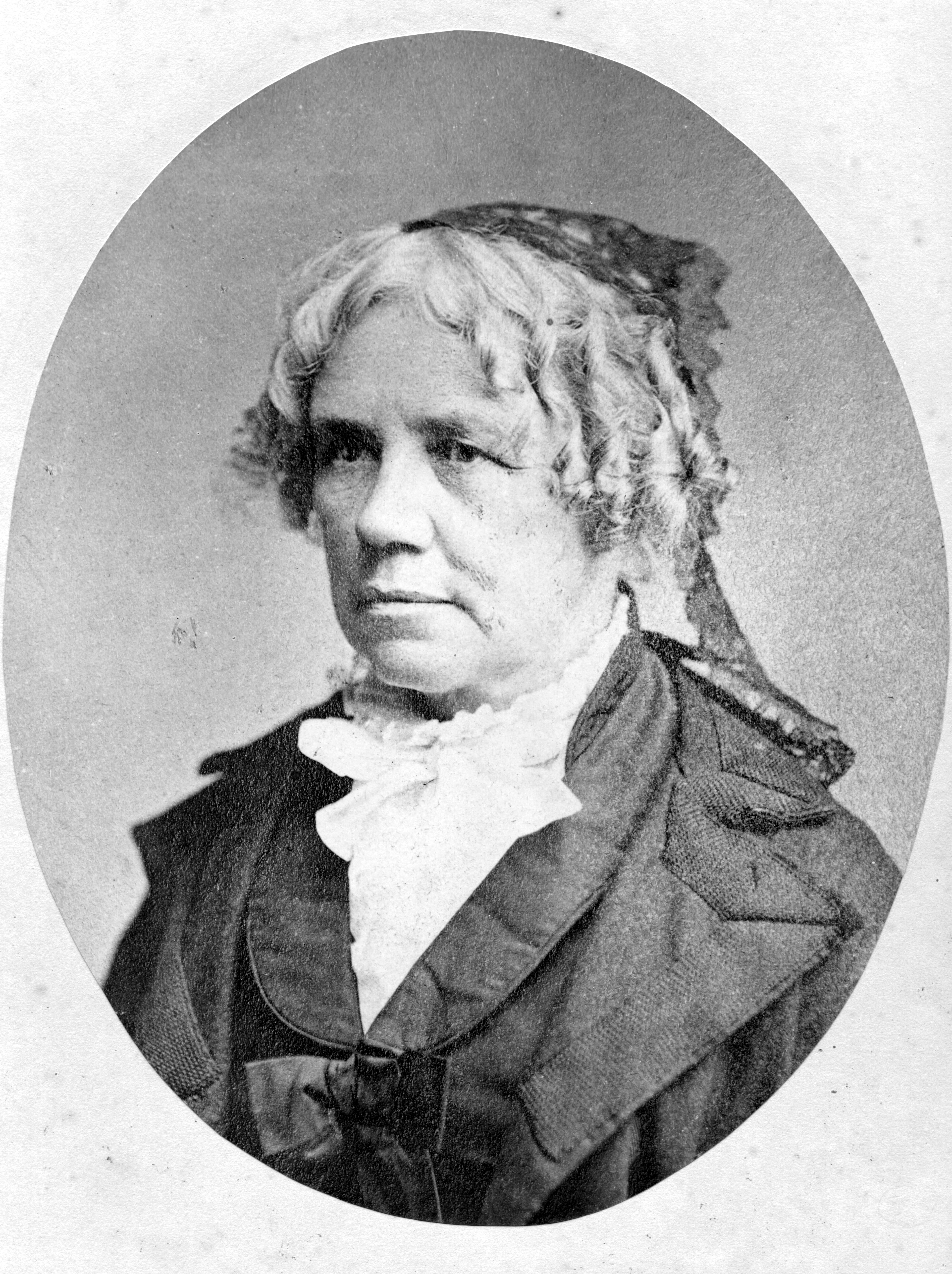
Maria Mitchell

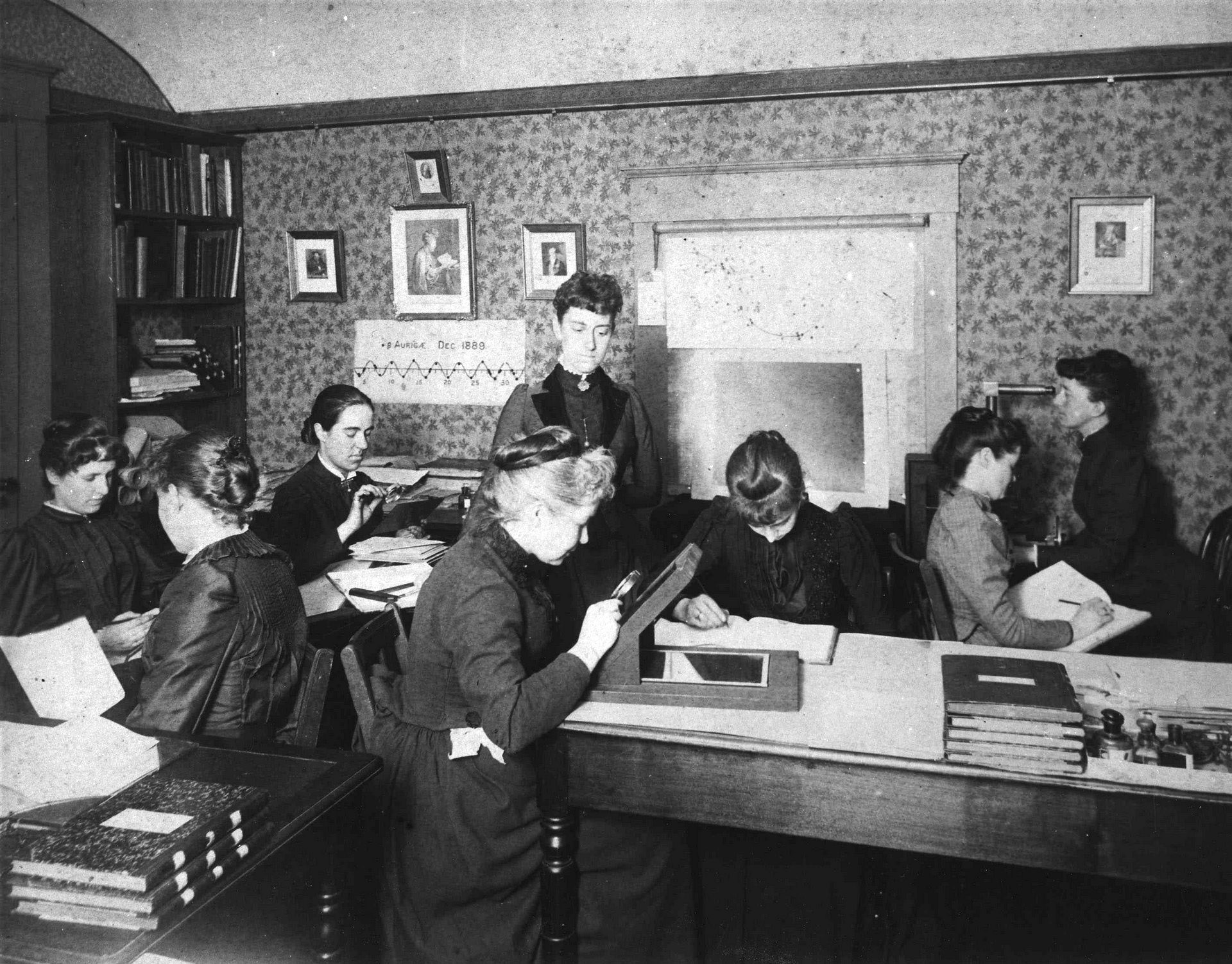
Astrónomas del Observatorio de Harvard. Entre ellas Henrietta Swan Leavitt, Annie Jump Cannon, Williamina Fleming, y Antonia Maury.

También en la segunda mitad del siglo XIX destaca Maria Mitchell (1818-1889), primera mujer dedicada profesionalmente a la astronomía en Estados Unidos y tercera mujer en descubrir un cometa, el primero de octubre de 1847, al que pusieron su nombre, «Miss Mitchell's Comet», por lo que recibió una medalla de oro del rey Federico VII de Dinamarca. Enseñó astronomía a mujeres en el Vassar College y participó en la fundación de la Asociación Americana para el Avance de las Mujeres. A finales del siglo XIX un grupo de 13 mujeres, conocidas actualmente como «las calculadoras de Harvard», se dedicaron a contar y clasificar estrellas en el Observatorio. Realizaban un trabajo tedioso y mecánico que, sin embargo ayudó a sentar las bases de la astro-física moderna. Trabajaron a las órdenes del astrónomo E. Charles Pickering (1846-1919). Su labor consistía en archivar y catalogar la inmensa colección de fotografías de estrellas del Observatorio de Harvard. Se trataba de una mano de obra barata para realizar una labor que precisaba de gran paciencia y una 

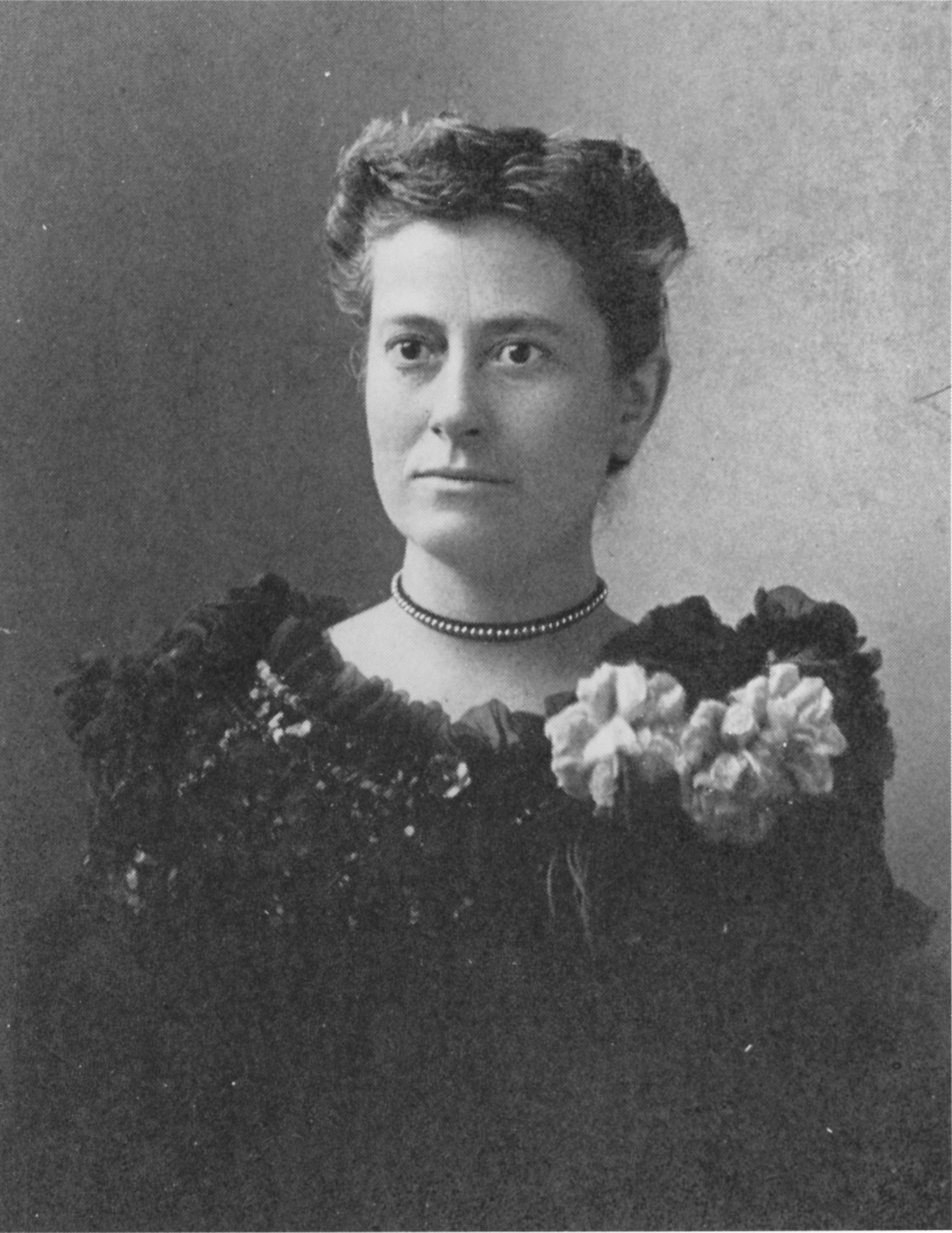
Williamina Fleming.

considerable capacidad de observación y cálculo.
 

Entre ellas la apenas conocida Williamina Fleming (1857 - 1911) desempeñó un 

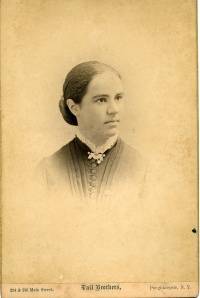
Antonia Maury

papel crucial. Después de trabajar como criada en casa de Pickering, este la contrató para realizar tareas administrativas y cálculos matemáticos. Su eficacia hizo que el astrónomo confiara en ella para custodiar el archivo fotográfico del Observatorio y, con el tiempo, también le encargó reclutar y dirigir a otras mujeres que irían configurando el que desafortunadamente se conoció como «el harén de Pickering». Otra de las que jugó un papel destacado fue Antonia Maury (1866-1952), quien diseñó un nuevo sistema de clasificación estelar que sería la base de la astro-física moderna, con el que Pickering no estuvo de acuerdo. Sus diferencias con Pickering pronto fueron insalvables y Antonia Maury abandonó definitivamente el observatorio en 1896 para dedicarse a la enseñanza. En 1943 se revisó el catálogo Henry Draper para incorporar las ideas de Antonia Maury. Annie Jump Cannon (1863-1941), fue famosa por su buen «ojo» para los espectros estelares. Consiguió que sus catálogos Draper (que con pcerca de 400,000 estrellas continúan siendo utilizados hoy en día) fueran valorados como obra de una observadora excepcional. Publicó también catálogos de estrellas variables (incluidas 300 descubiertas por ella). Fue de las pocas que consiguió reconocimiento en vida por su trabajo. Henrietta Swan Leavitt (1868-1921) descubrió y catalogó 1.777 estrellas variables situadas en las Nebulosas de Magalhães. En 1912 confirmó, a partir de su catálogo, que la luminosidad de las variables Cefeidas era proporcional a su período de variación de luminosidad, y que esa relación era bastante precisa. 

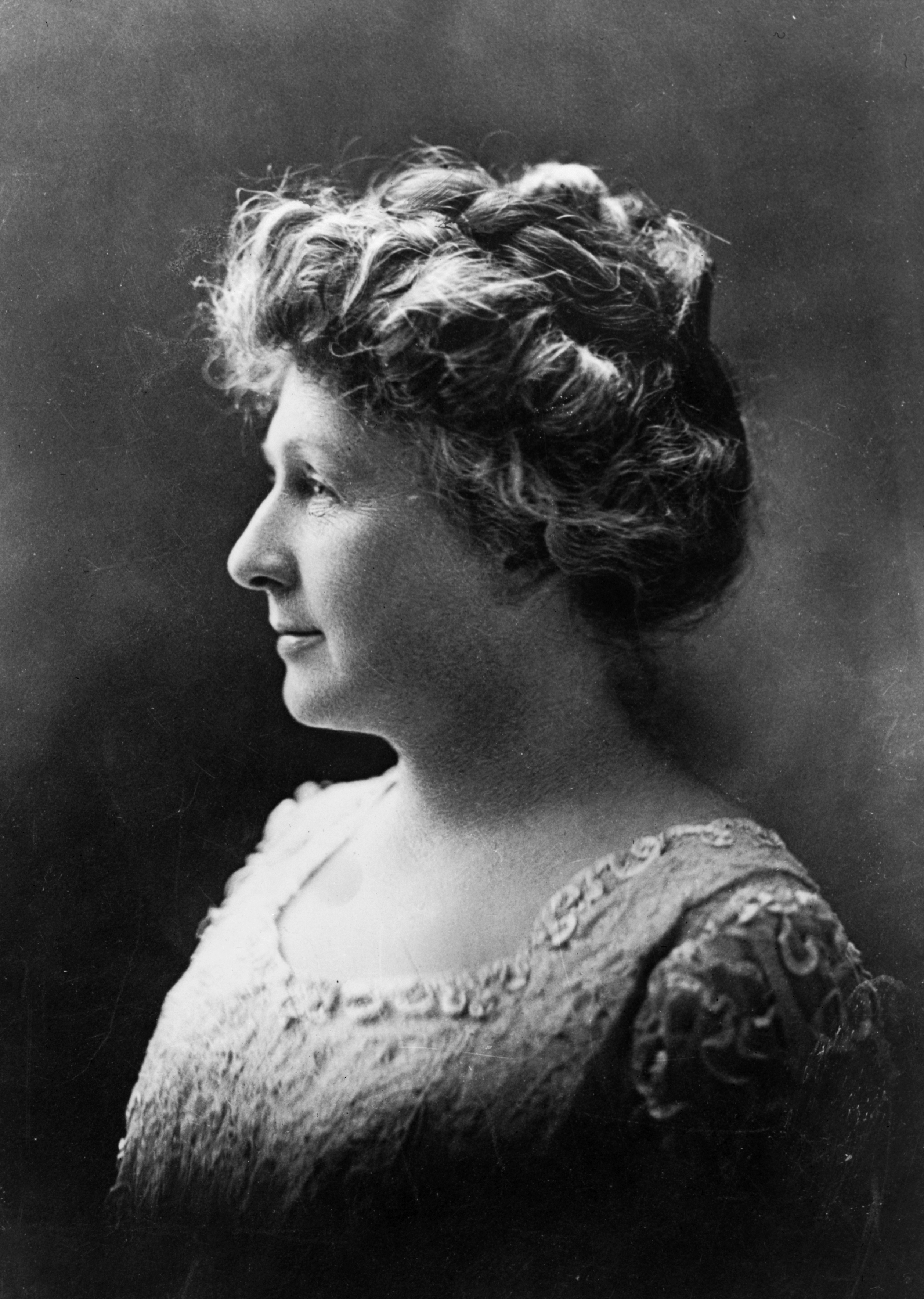
Annie Jump Cannon

#### Una matemática rusa

Sofia Kovalevsky

En Rusia, a mediados del siglo XIX nace Sofia Kovalévskaya (1850-1891) una matemática singular en muchos aspectos. Mostró capacidades innatas para las matemáticas desde niña, pero la época que le tocó vivir –la Rusia de los zares- no se lo facilitó. Miembra desde muy joven de la corriente Nihilista que tanto éxito tenía entre las y los jóvenes cultos de la época, decidió realizar un «matrimonio blanco» con un amigo suyo, Vladimir Kovalesvky, para poder salir de Rusia y estudiar matemáticas en otras universidades europeas. No sin antes superar grandes dificultades, consiguió ser discípula primero y posteriormente colega y amiga del gran Weierstrass, doctorándose en matemáticas en la Universidad de Gotinga «in absentia». Gracias a la intervención de Mittag-Leffler, en 1883 consiguió una plaza de profesora en Estocolmo, donde desarrollaría la parte más importante de sus investigaciones matemáticas. Obtuvo el Premio Bordin de la Academia de las Ciencias francesa en 1888 por su trabajo «Mémoire sur un cas particulier du problème de le rotation d’un corps pesant autour d’un point fixe, où l’intégration s’effectue à l’aide des fonctions ultraelliptiques du temps». Además de sus aportaciones matemáticas creativas, originales e innovadoras en el terreo del Análisis Matemático, fue durante toda su vida una activista, tomando parte en la Comuna de París; sin olvidar su faceta literaria, que la llevó a decir que en su opinión es imposible dedicarse a las matemáticas sin tener alma de poeta. Fue coetánea de Elizaveta Fedorovna Litvinova, matemática  y respetada pedagoga en el campo de las matemáticas y las ciencias naturales y autora de biografías de destacadas personalidades del ámbito matemático, como la de la propia Kovalévskaya. 

### Final del siglo: inicio de un cambio

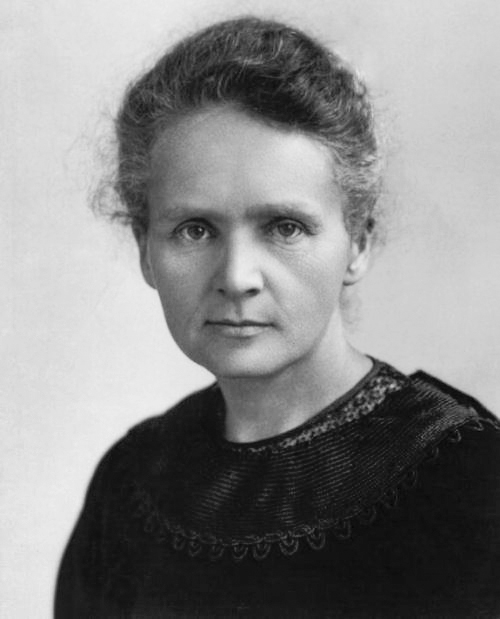
Marie Sklodowska-Curie

En el último tercio del XIX y comienzos del XX, las transformaciones económicas y sociales que acontecieron en Europa y, aunque en menor grado, también en España, demandaron mano de obra femenina y, por lo tanto, la incorporación paulatina de las mujeres al mercado laboral. En este contexto, se incluirían las vindicaciones de mujeres como Concepción Arenal y Emilia Pardo Bazán, quienes defendieron para las mujeres, contraviniendo a los pensadores de su época, la compatibilidad entre los quehaceres domésticos y el cultivo de su inteligencia; esto es, la necesidad de no considerar a las mujeres inferiores a los hombres.
En la última década del siglo XIX avances muy importantes habían revolucionado las matemáticas, la física, la astronomía y otras ciencias. La ciencia se había convertido en una profesión en todos los sentidos -nunca más habría descubrimientos importantes hechos por personas aficionadas- y tanto su estructura como la de sus instituciones principales habían cambiado irremediablemente. En este contexto, por primera vez en la historia, fue posible que una mujer -la física y matemática Marie Curie (1867-1934) que en 1898 descubrió que la radiactividad era una propiedad intrínseca del átomo, descubrimiento que cambiaría el mundo- ingresara en los grupos científicos establecidos. Aun así, las palabras escritas ese mismo año 1898, en el Popular Science Montly, por Henrietta Bolton no solo son pertinentes para miles de años de historia, sino que siguen siendo ciertas hoy en día: Como regla general la mujer de ciencia debe ser lo bastante fuerte para valerse por sí misma, capaz de soportar el sarcasmo y la antipatía, a menudo injustos, de hombres que sienten celos al ver invadido lo que consideran ser su campo propio de actividad.

## Irrupción de la mujer en el espacio público (sigloXX)

### La consecución de derechos para las mujeres
El siglo XX supuso para las mujeres la consecución de los derechos de ciudadanía por los que algunas, primero de forma individual y más tarde a través de asociaciones, pelearon a partir de la Revolución Francesa. La consecución de esos derechos fundamentales, como: el voto, el divorcio, a la custodia de los hijos, a la propiedad, a la educación y a la abolición de la doble moral sexual, entre otros, fue un largo camino con resultados desiguales y grandes diferencias entre unos países y otros. Pero a lo largo del siglo se fueron consiguiendo esos dereechos en la mayoría de los países, al menos en los del considerado primer mundo, aunque a veces estos se quedaran más en el aspecto formal que en el real.

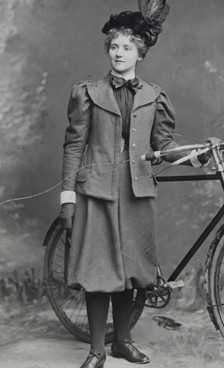
Florence Wallace Pomeroy

El siglo XX fue un siglo extremadamente convulso a nivel político, con dos guerras mundiales y que se mantuvo dividido durante más de cuarenta años en dos bloques -liderados por EE. UU. y la URSS- enfrentados en una tensa guerra fría que finalizó con desaparición de uno de los bloques, el soviético. No obstante si hay algo que caracterizó este siglo fue el gran desarrollo experimentado, sobre todo en los países del primer mundo, que llevó a un gran crecimiento económico, que se inició después de la I Guerra Mundial pero que se aceleró después de la II Guerra Mundial. También fue un siglo en el que colectivos sociales tradicionalmente carentes de derehcos políticos y sociales, como las mujeres o los miembros de colectividades raciales no dirigentes, fueron consolidando derechos como el derecho al voto o a la educación y se fueron incorporando a la vida social, laboral y política. En este tiempo la ciencia, y de su mano la tecnoloxía, experimentaron un crecimiento sin precedentes. Estos progresos de la ciencia y la tecnología hicieron que la forma de vida de la población, sobre todo en los países desarrollados, experimentara un cambio radical. A esto contribulló de manera muy importante un invento del siglo anterior, debido a dos matemáticos: C. Babbage, con su máquina analítica, y Ada Byron, con la programación informática. Innovaciones técnicas, científicas e industriales como: los antibióticos, los automóviles, la aviación, la electricidad doméstica, las fibras sintéticas, internet, los ordenadores, la radio, los satélites de comunicación, los sistemas de localización, la telefonía fija y móvil, la televisión, o las nuevas técnicas de exploración clínica, llevaron a nuevas formas de vida totalmente impensables siglos atrás. La ciencia y la tecnología del siglo XX aportaron a la sociedad una mayor calidad de vida, con mejoras en la salud, incremento de la longevidad, mayor nivel de educación y nuevos modos de vida, consecuencia de la urbanización y el aumento del consumo y de los bienes de servicio. Para las mujeres esto supuso una transformación del trabajo del hogar y de la maternidad, permitiéndole una mayor participación en la vida social. Aunque con bastante retraso respecto a los hombres, el siglo XX supuso para las mujeres de los países desarrollados, y en alguna medida también de los países en desarrollo, el acceso a la modernidad, con el acceso masivo de las mismas a todos los niveles de la educación y al trabajo remunerado, a pesar de la desigualdad de oportunidades en el acceso a la educación y a la desigualdad salarial en los empleos.

#### Grandes avances en Educación
En este siglo se hicieron grandes progresos en alfabetización de la población. La demanda de plazas escolares de secundaria, y sobre todo, de educación superior se multiplicó, y aumentó considerablemente la población que empezó a cursar esos estudios. La enseñanza universitaria que había sido insignificante antes de la Segunda Guerra Mundial (1939-1945), excepto en los Estados Unidos (en Alemania, Francia e Inglaterra, tres de los países más cultos del mundo en ese momento, los estudiantes universitarios eran apenas un uno por ciento da su población antes de 1939), experimentó un gran auge, y a finaless de los ochenta el alumnado universitario se contaba por millones en Francia, la República Federal de Alemania, Italia, España y la parte europea de la URSS.

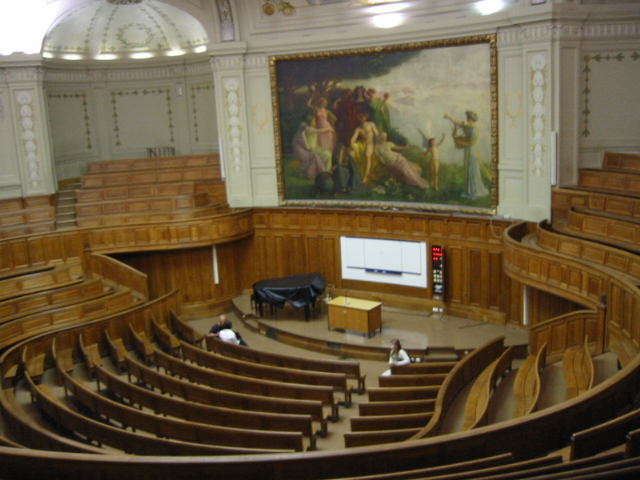
Anfiteatro de la Sorbona

Durante el siglo XX quizás lo más significativo fue que se consiguió el acceso a la enseñanza superior para las mujeres, que hicieron su entrada con un gran empuje en este nivel. En los inicios del siglo, la lucha por el acceso de las mujeres a las universidades y a la ciencia fue un objetivo secundario que solo planteaban algunos colectivos feministas y se consideraba un "capricho de ricas". Esta lucha, que ya se había iniciado en algunas universidades a mediados del siglo anterior, levantó un frente común contra tal osadía. Las universidades, consideradas bastiones inexpugnables del poder y saberes masculinos, se resistieron durante muchos años a esta pretensión de las mujeres, pero su comportamiento fue muy distinto dependiendo de los lugares. Así, mientras que las universidades de Zúrich y París fueron de las que menos resistencia presentaron a la entrada de mujeres, permitiendo su ingreso desde mediados del siglo XIX. 

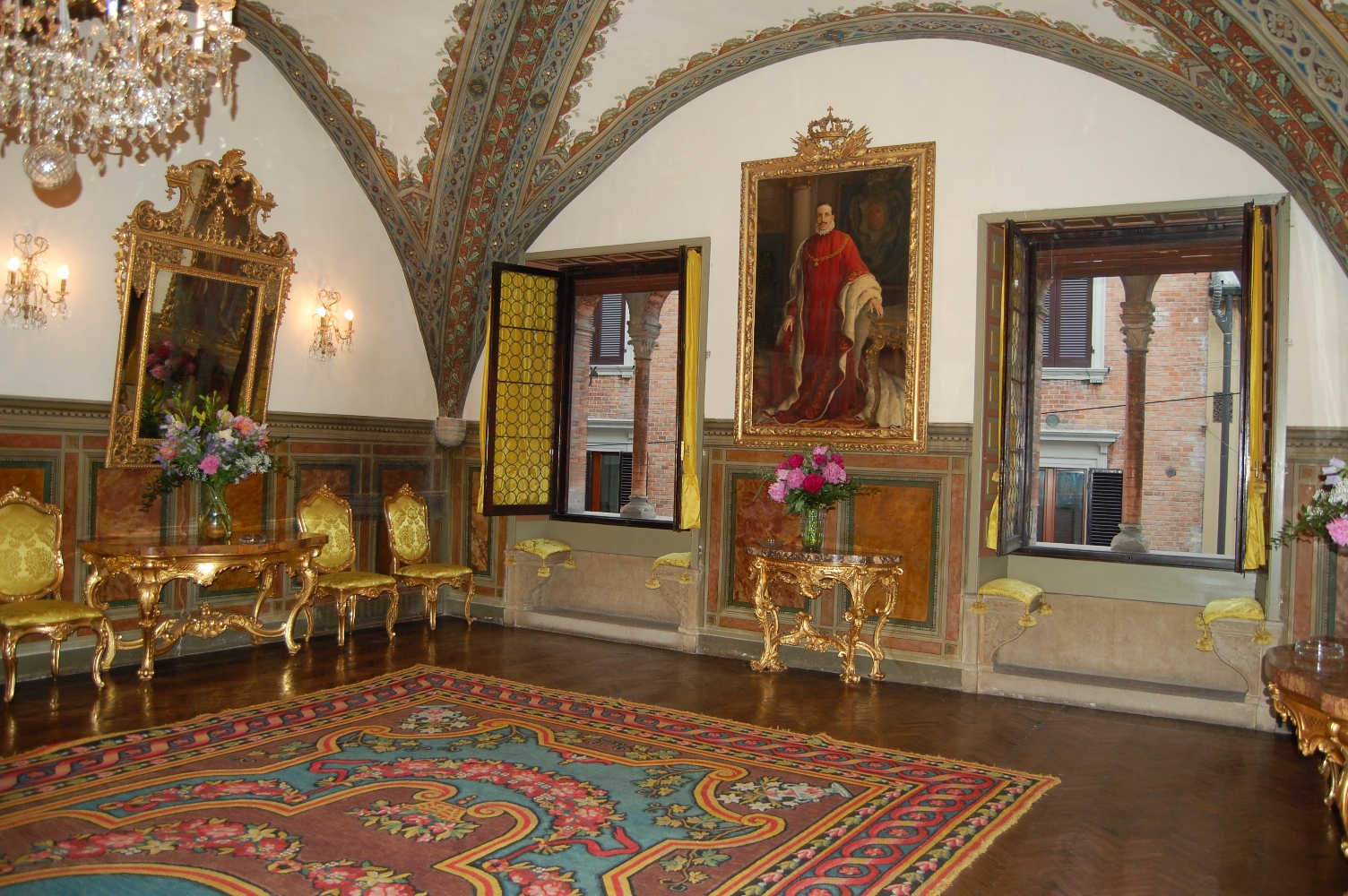
Real Colegio de España en Bolonia.

En España en esa época las aspirantes tenían que solicitar un permiso especial al ministro, hasta que en 1910 la ley Burrell permitió el libre acceso de las mujeres a la universidad, si bien algunas universidades politécnicas se resistieron hasta casi mediados de siglo a la entrada de mujleres en sus aulas. El caso de Gran Bretaña es especialmente significativo, pues a pesar de ser le lugar en el que las mujeres iniciaron la lucha para entrar en la universidad, fue el país europeo donde más tardaron en conseguirlo, ya que la ley de autonomía universitaria de ese país hizo que hubiera que conquistar el derecho de manera individual en cada una de ellas. Las más remisas a admitir mujeres fueron las universidades de mayor prestigio, especialmente las de Oxford (que no lo permitió hasta 1920) y Cambridge (que en 1945 lo permitió, pero con limitaciones en el acceso de mujeres hasta la década de 1970 donde el acceso ya fue totalmente libre), y dentro de ellas los colleges más remisos a la admisión de mujeres fueron "casualmente" aquellos que en su día se beneficiaron económicamente de la expropiación de los conventos de monjas tras la creación de la Iglesia anglicana en el siglo XVI. Pero el último reducto en el veto al acceso de mujeres a la universidad fue el Real Colegio de España en Bolonia, que mantuvo la exclusión de las mujeres hasta julio de 2020 -por ser las mujeres, en palabras de su fundador, el cardenal Gil de Albornoz, «cabeza del pecado y arma del demonio»-.

### El papel de las mujeres matemáticas en este siglo
Las matemáticas, como el resto de las ciencias y de las fuerzas productivas, experimentaron durante el siglo XX una gran expansión. Desde principios de siglo, se considera que el número de personas dedicadas a las matemáticas se duplica cada 10-15 años y cada 10 años se dobla el número de publicaciones matemáticas. Al final del siglo XX la matemática era una ciencia asentada con éxito en todo el mundo, en estrecha relación con todas las esferas de la vida social y del resto de las ciencias, lo que hizo de ella una ciencia extremadamente ramificada y sumamente extensa a la que contribuyeron, con un peso cada vez mayor a medida que avanzaba el siglo, gran número de mujeres matemáticas.

#### Principios de siglo en Europa y EE. UU.

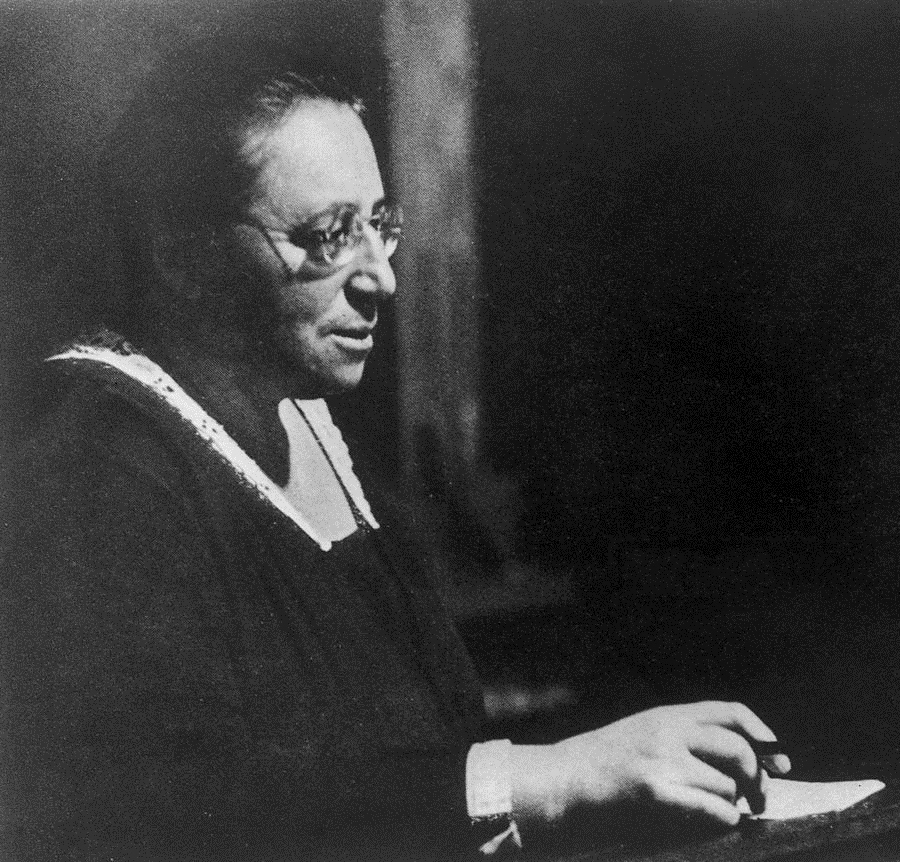
Emmy Noether

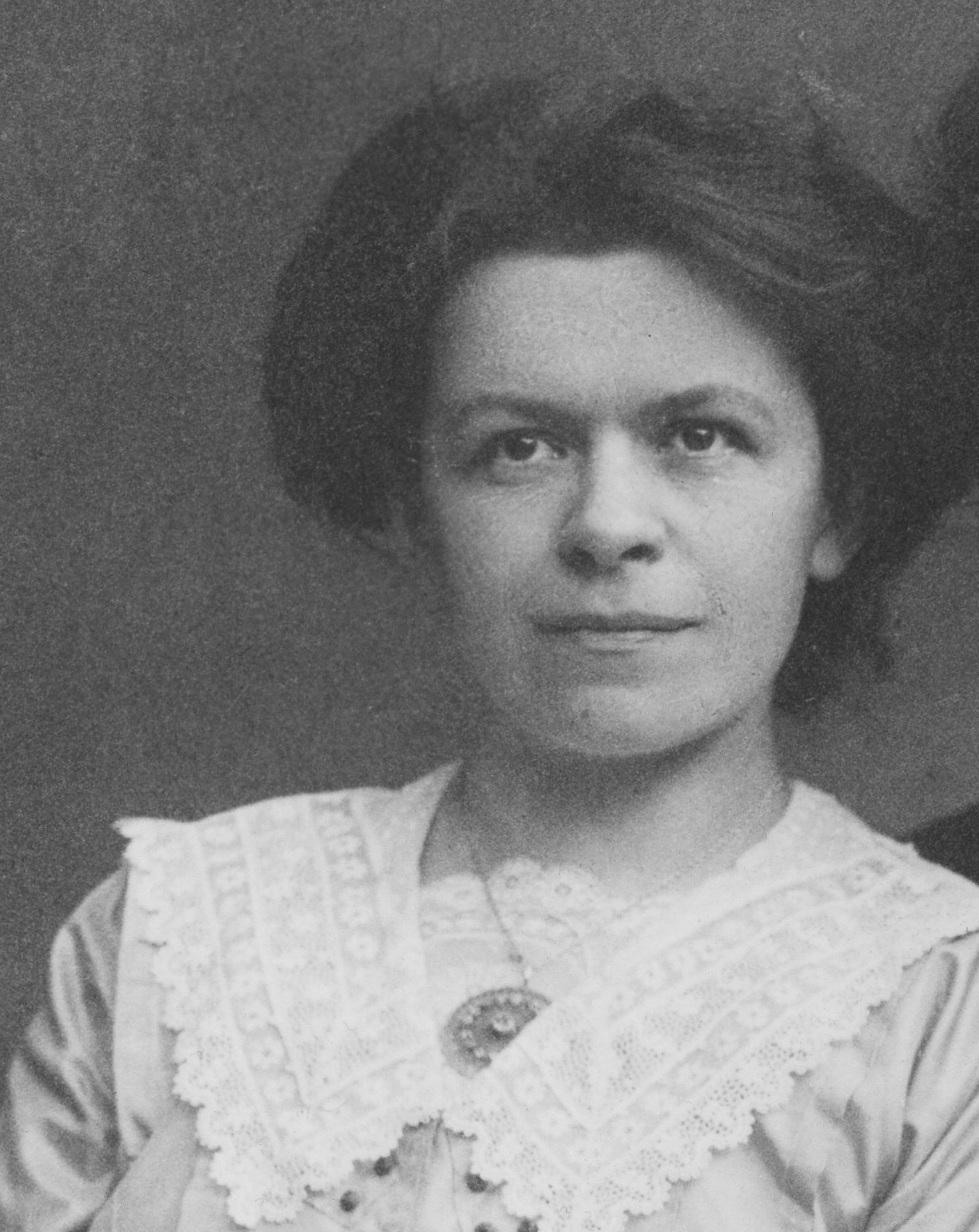
Mileva Maric

Ya en los inicios del siglo XX encontramos en Centro Europa matemáticas brillantes, como Mileva Marić (1875-1948). Sin ella no habría visto la luz la Teoría de la Relatividad, por lo menos en el momento en el que lo fizo, al haber sido ella pieza imprescindible en la elaboración de los fundamentos matemáticos de la misma. Trabajo que posteriormente, una vez que Mileva se separó de Einstein, continuó Emmy Noether (1882-1935). Esta mujer, considerada la persona más brillante en el campo de las matemáticas durante el siglo XX, tuvo que luchar primero para poder estudiar y, una vez titulada, trabajar durante muchos años sin sueldo, impartiendo clases en nombre de otros, hasta que consiguió un puesto de trabajo en la Universidad de Gotinga con un pequeño salario, muy inferior no solo al de sus compañeros sino incluso inferior al de sus propios discípulos varones. Y cuando ya tenía consolidada su posición profesional en la Universidad de Gotinga, tuvo que huir del país por su origen judía. Destaca por sus aportaciones en física teórica y álgebra abstracta, área de las matemáticas que revolucionó totalmente.

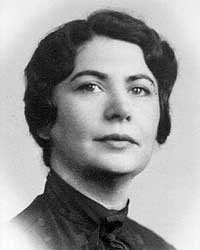
Gertrude Blanch

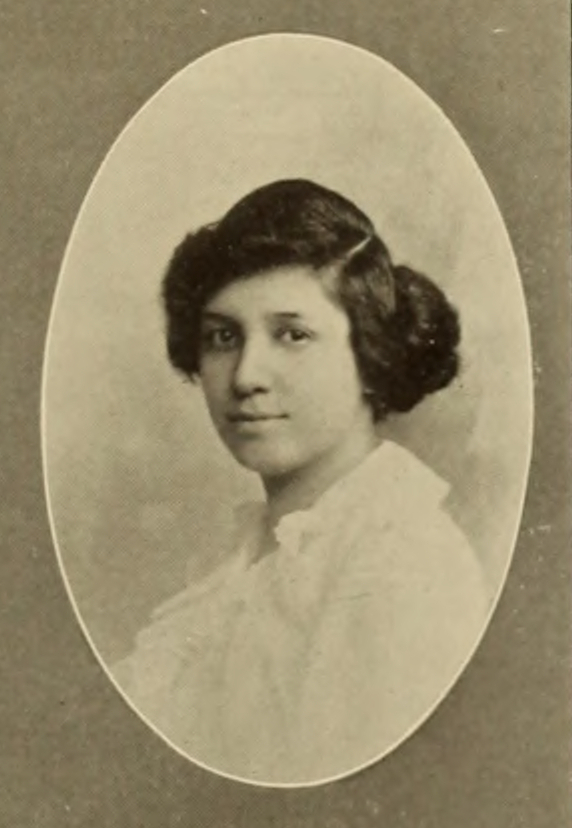
Euphemia Haynes

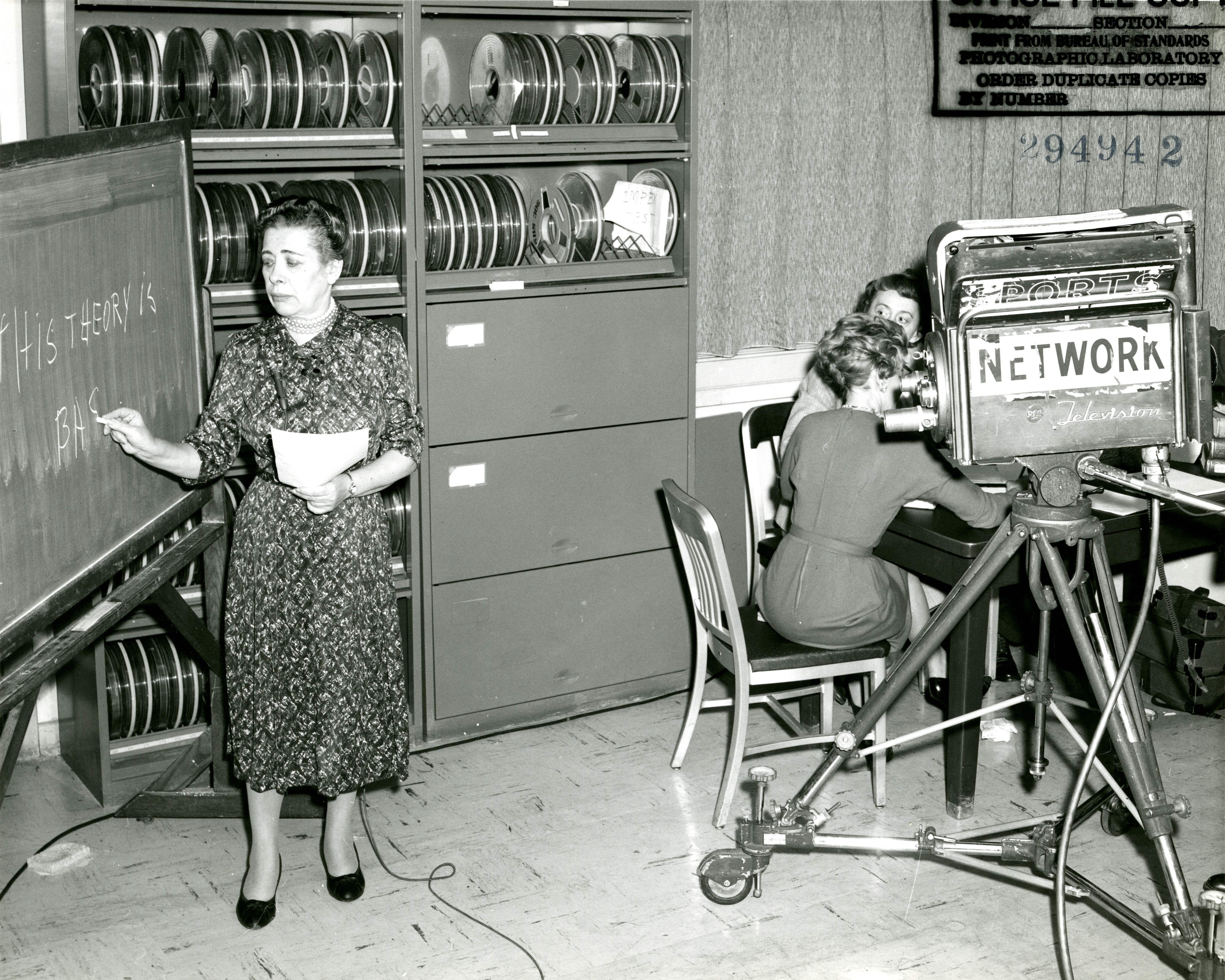
Ida Rhodes

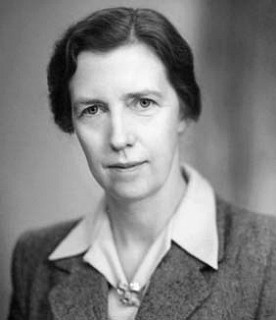
Mary L. Cartwright

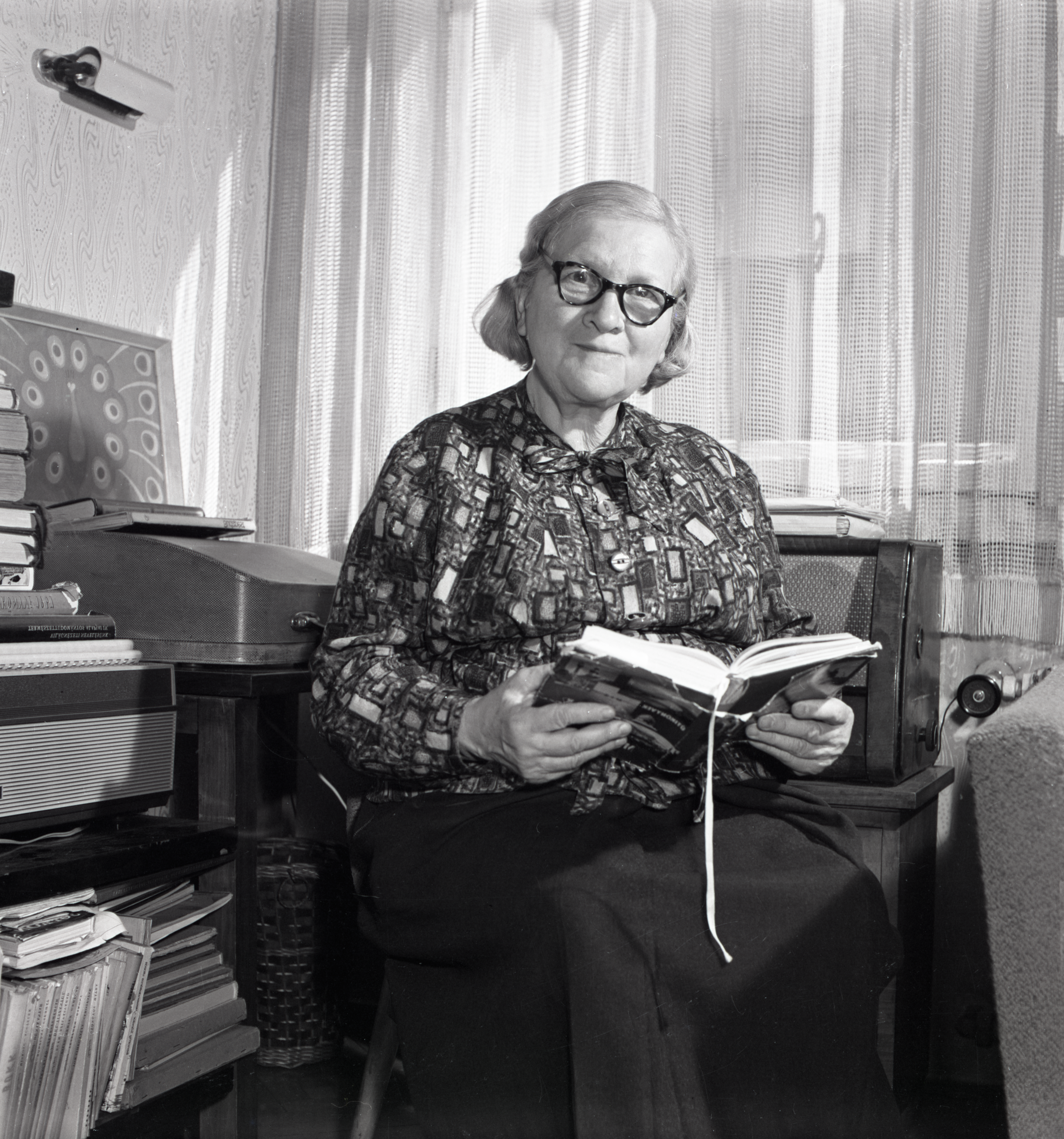
Rózsa Péter

En el siglo XX irrumpen en masa una gran cantidad de mujeres matemáticas es en los EE. UU.. Allí fueron muchas las que destacaron en matemática aplicada, pero también en matemática pura o gestión de la educación. Entre ellas cabe señalar a Euphemia Haynes (1890-1980), primera mujer afroamericana en conseguir un doctorado en matemáticas. Luchó durante toda su carrera profesional contra la segregación racial y por unas mejores condiciones en las escuelas públicas. También destaca en ese tiempo Gertrude Blanch (1897-1996) pionera en análisis numérico y posteriormente en computación mecánica. En 1938 se convirtió en directora técnica del Mathematical Tables Project, proyecto de la agencia Works Progress Administration para el cálculo de tablas de funciones matemáticas. La ucraniana-estadounidense Ida Rhodes (1900-1986) en 1940 se unió al Proyecto de Tablas Matemáticas, donde trabajó bajo la dirección de Gertrude Blanch, que fue su mentora. Con posterioridad hizo importantes aportaciones en programación informática: fue pionera en análisis de sistemas de programación, junto a la programadora Betty Snyder Holberton diseñó el lenguaje de programación C-10 para a UNIVAC I a principios de los años 50. También diseñó el ordenador original de la Administración del Seguro Social. De la misma época, pero en Inglaterra, es Mary Cartwright (1900-1998). Sus trabajos iniciales en optimización de funciones abrieron el camiño a la teoría fractal, y sus trabajos en ecuaciones diferenciales iniciaron la teoría del caos. Lleva su nombre el Teorema de Cartwright sobre máximos de funciones. Fue una de las primeras matemáticas que consiguió reconocimiento en vida por su importante trabajo matemático. Fur galardonada con numerosas distinciones: primera mujer matemática en ingresar en la Royal Society (1947), primera mujer en presidir la Sociedad Matemática de Londres (1961), la reina la nombró en 1969 comandante del Imperio británico. Y ya nacidas en el siglo XX, Rózsa Péter (1905-1977) matemática húngara conocida por sus trabajos en teoría de funcioens recursivas. Es autora de «Playing with Infinity: Mathematical Explorations and Excursions», traducido al menos a 14 idiomas, y de «Recursive Functions in Computer Theory». Y casi coetánea es la austríaca Olga Taussky-Todd (1906-1995). Sus trabajos en Teoría de Grupos y Teoría de matrices fueron de vital importancia para el desarrollo de los ordenadores. Esta matemática también fue de las que facilitó durante 

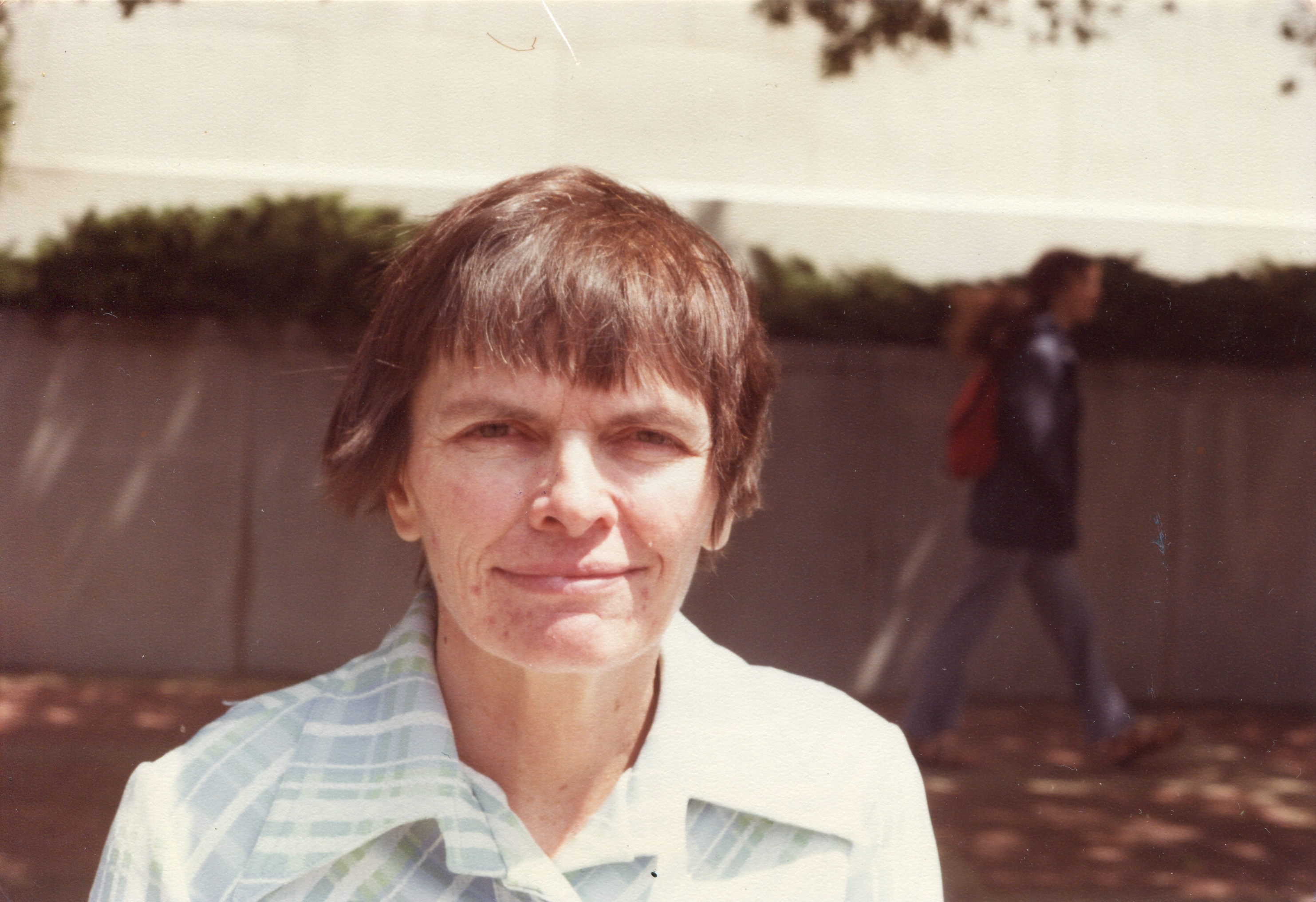
Julia Bowman Robinson

toda su vida la incorporación de jóvenes matemáticas a la enseñanza superior y a la investigación. La italiana Emma Castelnuovo (1913-2014) fue referente en didáctica de la matemática durante toda la segunda mitad del siglo XX, y una de las responsables de la introducción de las «Matemáticas Modernas» en todos los niveles de la enseñanza. Julia Robinson (1919-1985) destacó en Lógica y Ecuaciones diofánticas, y jugó un papel primordial no solo en la resolución de uno de los problemas del milenio, el 10.º, sino también en el acercamiento entre la URSS y EE. UU., al menos en el mundo científico. También hizo importantes aportaciones a la Teoría de juegos en sus inicios. Mary Ellen Rudin (1924-2013), que estimuló la investigación en Topología durante más de veinte años, es reconocida por sus construcciones y contra-ejemplos a célebres conjeturas, la más conocida de ellas es el espacio de Dowker.

#### La mujer en Informática y Criptografía

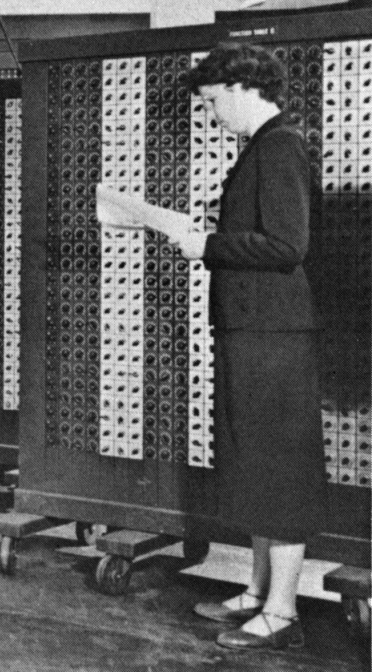
Betty S. Holberton

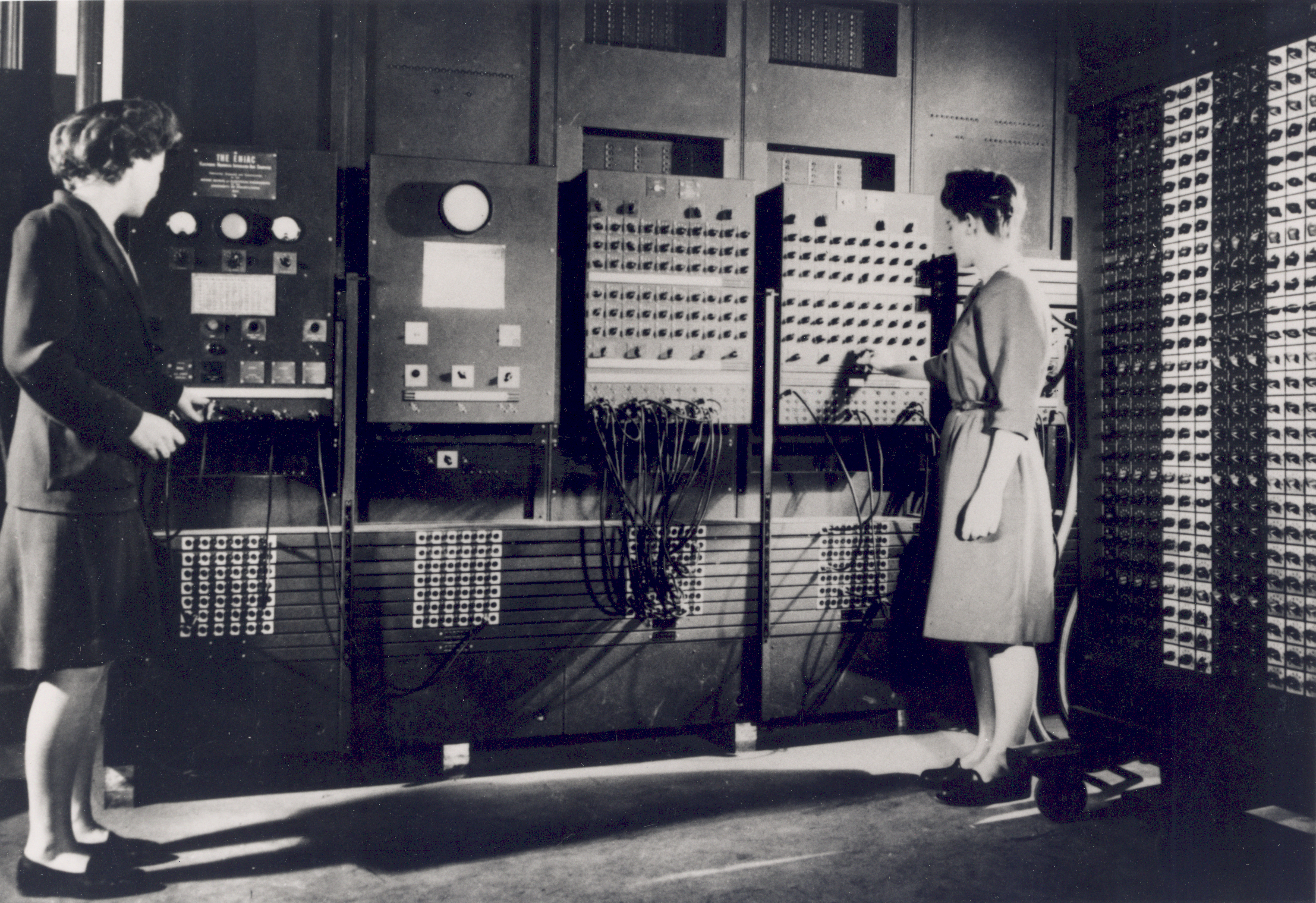
Dos mujeres operando la ENIAC

Pero si hubo algo que caracterizó a la ciencia del siglo XX fueron los espectaculares avances en Informática y criptografía que permearon el resto de las áreas del saber. Como ya se vio, los trabajos de C. Babbage y Ada Byron, que constituyeron el inicio de la informática, quedaran relegados al olvido con la muerte de Ada Byron, y no fue hasta la segunda década del siglo XX que volvieron a aparecer trabajos relacionados con el tema, como el de Edith Clarke (1883-1959) que en 1921 presentó y obtuvo una patente de una calculadora gráfica para usarla en la solución de los problemas de líneas de transmisión.

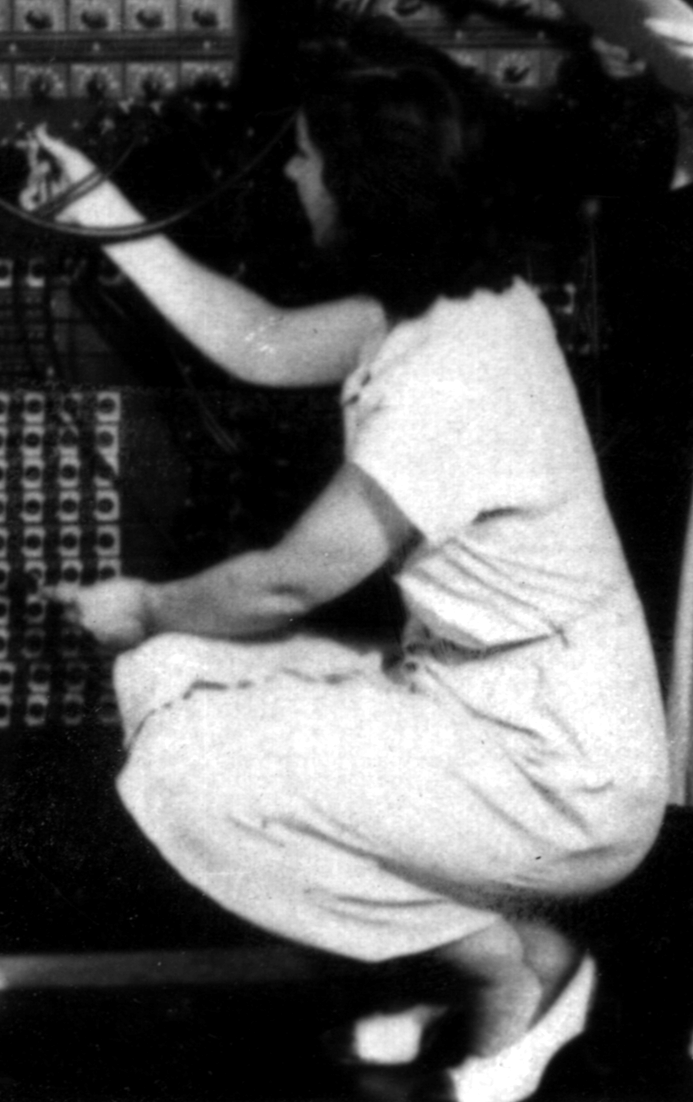
Ruth Teitelbaum

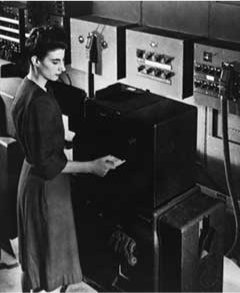
Frances Bilas Spence

Es con la llegada de las Guerras Mundiales que, tanto en Europa como en USA, aparecen proyectos de construcción de máquinas, primero electromecánicas y más tarde electrónicas, para facilitar los cálculos necesarios en los trabajos relacionados con la guerra. A este fin se retoman los traballos de C. Babbage y A. Byron. Cuando Gran Bretaña declaró la guerra a la Alemania nazi, el alto estamento militar fue consciente de que para decodificar los mensajes cifrados de las máquinas electromecánicas del enemigo necesitaba matemáticos y criptoanalistas. Como la mayoría de los jóvenes fueran reclutados para ir al frente, las mujeres ocuparon un lugar que, seguramente, en condiciones de normalidad social hubieran ocupado los hombres. La mayoría de ellas pertenecían a la pequeña burguesía y tenían grados universitarios en matemáticas, física y/o ingeniería. Su trabajo fue excelente y demostraron total capacidad y eficacia técnica para un trabajo matemático que requería método y conocimiento. Las mujeres del centro de estudios del ejército británico realizaron durante la guerra tareas complejas de cálculo y codificación que llevaron al desarrollo integral de la informática. En ese centro, al final de la guerra llegaron a trabajar unas 10 000 personas, con un 75% de mujeres. De entre todas ellas cabe destacar a Joan Clarke (1917 - 1996), que participó en el proyecto Enigma, colaborando muy estrechamente con A. Turing, sobre todo a partir de la puesta en funcionamiento de las máquinas Colossus -máquinas electrónicas y con funcionamiento en sistema binario- que les permitió descifrar las comunicaciones secretas de la Alemania nazi. Clarke se convirtió en subdirectora del Hut 8 en 1944 y fue nombrada miembro de la Orden del Imperio Británico en 1946. Pero se le impidió progresar, por su condición de mujer, y se le pagó menos por su trabajo que a los hombres.

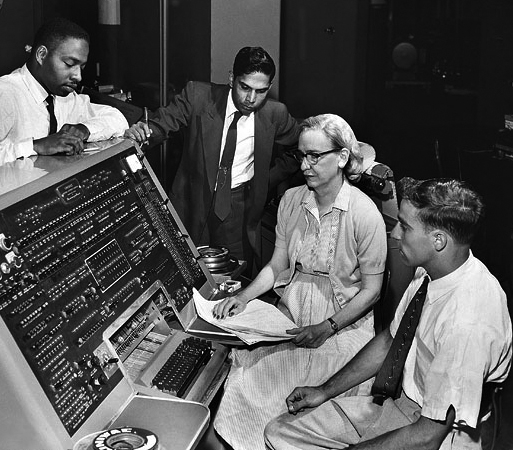
Grace M. Hopper

Al otro lado del atlántico, en los EE. UU., aproximadamente 80 mujeres trabajaron para el ejército calculando las trayectorias balísticas. Fueron llamadas las «computers». En 1945, el ejército de EE. UU. financió un proyecto experimental: la primera computadora digital totalmente electrónica, el ENIAC, que vería la luz a mediados de 1948. Fue a máquina más grande del mundo, ocupando una superficie de 167 m2 y montando 17.468 tubos de vacío (válvulas electrónicas) que pesaba 27 toneladas. Aunque los ingenieros a cargo del proyecto fueron los que se llevaron los honores, pasando a la historia como los asombrosos creadores del ENIAC, hubo seis mujeres que fueron las encargadas de programar todo aquel monstruo. Era una máquina sin manual de instrucciones que pudo funcionar gracias a seis matemáticas especializadas en programación que fueron silenciadas durante décadas al ser consideradas profesionales de segunda por el simple hecho de pertenecer al tan denostado sexo femenino. Estas seis mujeres programadoras de la máquina ENIAC fueron: Betty Snyder Holberton (1917-2001), Kathleen Antonelli (1921-2006), Marlyn Wescoff Meltzer (1922 – 2008), Frances Bilas Spence (1922-2012), Ruth Lichterman Teitelbaum (1924-1986) y Jean Jennings Bartik (1924--2011). 

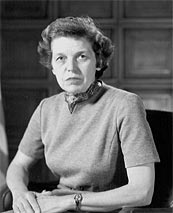
Ann Zeilinger Caracristi

A partir de ese momento, fueron muchas las mujeres que jugaron un papel destacado en el avance e implantación social de la informática. Entre oras, Grace Murray Hopper (1906-1992), que trabajó como programadora en el desarrollo del Mark I, BINAC y UNIVAC I. En 1952, creó el primer compilador de la historia, el A-0, precursor del COBOL, y en 1957 el primer compilador que usaba órdenes en inglés, el B-0. La criptoanalista Ann Z. Caracristi (1921-2016) trabajó en la Agencia Nacional de Seguridad (NSA) de los EE. UU. durante cuarenta años. Ayudó a implantar los primeros ordenadores para el criptoanálisis y fundó un laboratorio para estudiar nuevos fenómenos de comunicación. Fue la primera mujer en ser nombrada Directora Adjunta de la NSA (1980). 

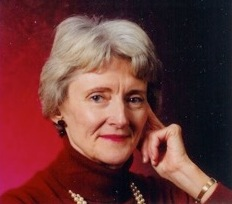
Mary Allen Wilkes

En esta primera etapa de la posguerra, encontramos ya aplicaciones a la sociedad civil. Evelyn Berezin (1925-2018) en 1951 entró a trabajar en Elecom, donde desarrolló el primer sistema de reservas de billetes de líneas aéreas. En 1953, creó el primer ordenador de oficina y en 1968 el primer procesador de texto. Marjorie Lee Browne (1914-1979) hizo toda su carrera en la enseñanza y fue pionera en la introducción de la informática en la enseñanza media. 

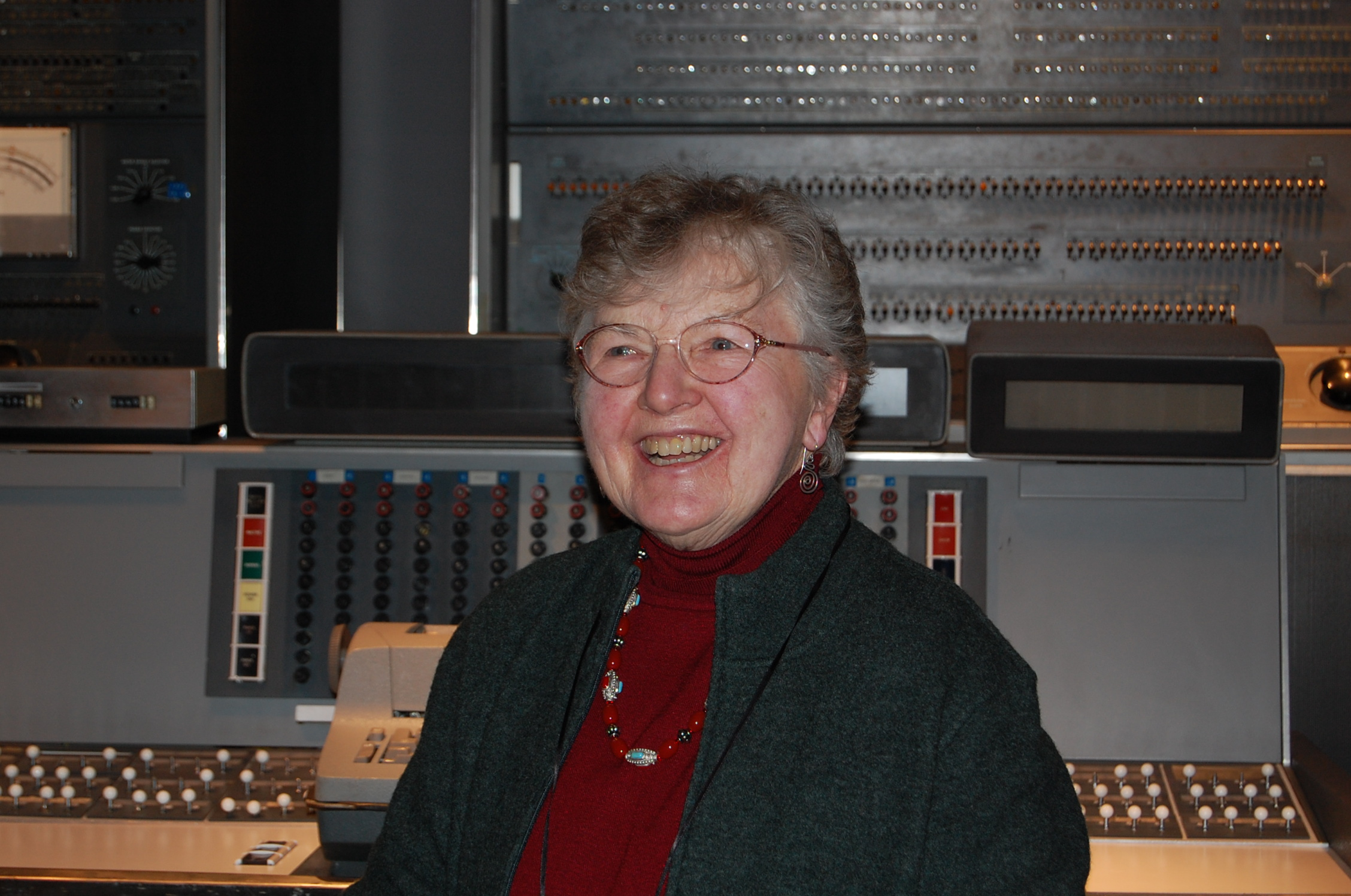
Frances Elizabeth Allen

En 1960, obtuvo una subvención de 60 000 dólares, de IBM, para tener un ordenador NCCU -uno de los primeros ordenadores en informática académica, y probablemente el primero en una escuela históricamente negra-. Frances Elizabeth Allen (1932) fue pionera en la optimización de compiladores y la primeia mujer Premio Turing de la ACM en 2006. Tuvo un papel importante en la creación de linguajes de programación y códigos de seguridad para la Agencia de Seguridad Nacional Americana. Steve Shirley (1933) fue una empresaria informática que en 1962 fundó una empresa de software. En 

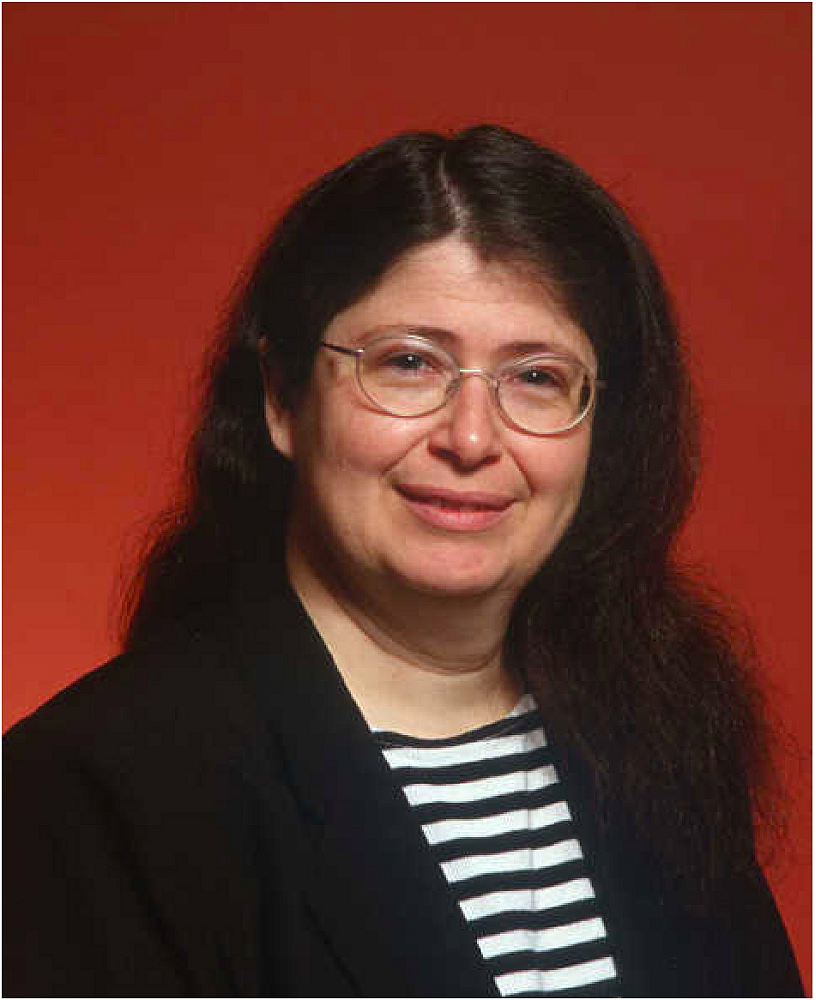
Radia Perlman

su empresa Shirley solo contrataba mujeres, hasta que en 1975 la ley británica contra la discriminación sexual lo prohibió. Su empresa realizó la programación del registrador de vuelo de la caja negra del Concorde. Mary Allen Wilkes (1937) en 1965 fue la primera persona en crear y trabajar con una 

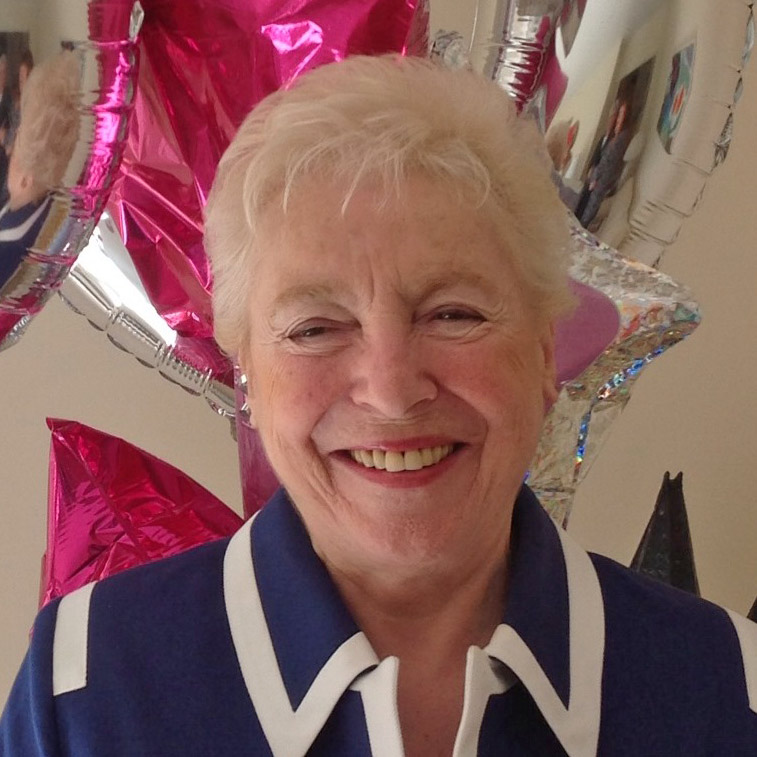
Steve Shirley

computadora privada desde su casa. Diseñó diversos sistemas operativos para LINC, con el nombre de LAP, hasta evolucionar al LAP6, sistema operativo y lenguaje ensamblador para LINC. En el Laboratorio de Sistemas Computacionales de la Universidad de Washington, en St. Louis, participó en el proyecto de sistemas macro modulares y diseñó un macro módulo múltiple. Jude Milhon (1939-2003) fue conocida como la «Santa protectora de hackers». Acuñó el término cypherpunk, fusión de cipher/cifrar e punk/resistencia. A finales de la década de los 90 trabajó como diseñadora web y como consultora de Internet. En 1994 publicó un libro dirigido a aquellas mujeres que querían iniciarse en el hacking, tratando de desmitificar el funcionamiento de la Red, titulado: "Hacking the Wetware: The Nerd Girls Pillow-book" (Hackeo a la red húmeda: El libro de cabecera de la joven en la red). Se hizo célebre por el lema de ¡Las jóvenes necesitan módems! Radia Perlman (1951), conocida como la Madre de Internet, fue la creadora do STP, spanning-tree protocol; protocolo fundamental para permitir la redundancia de caminos en las redes de área local (LAN).

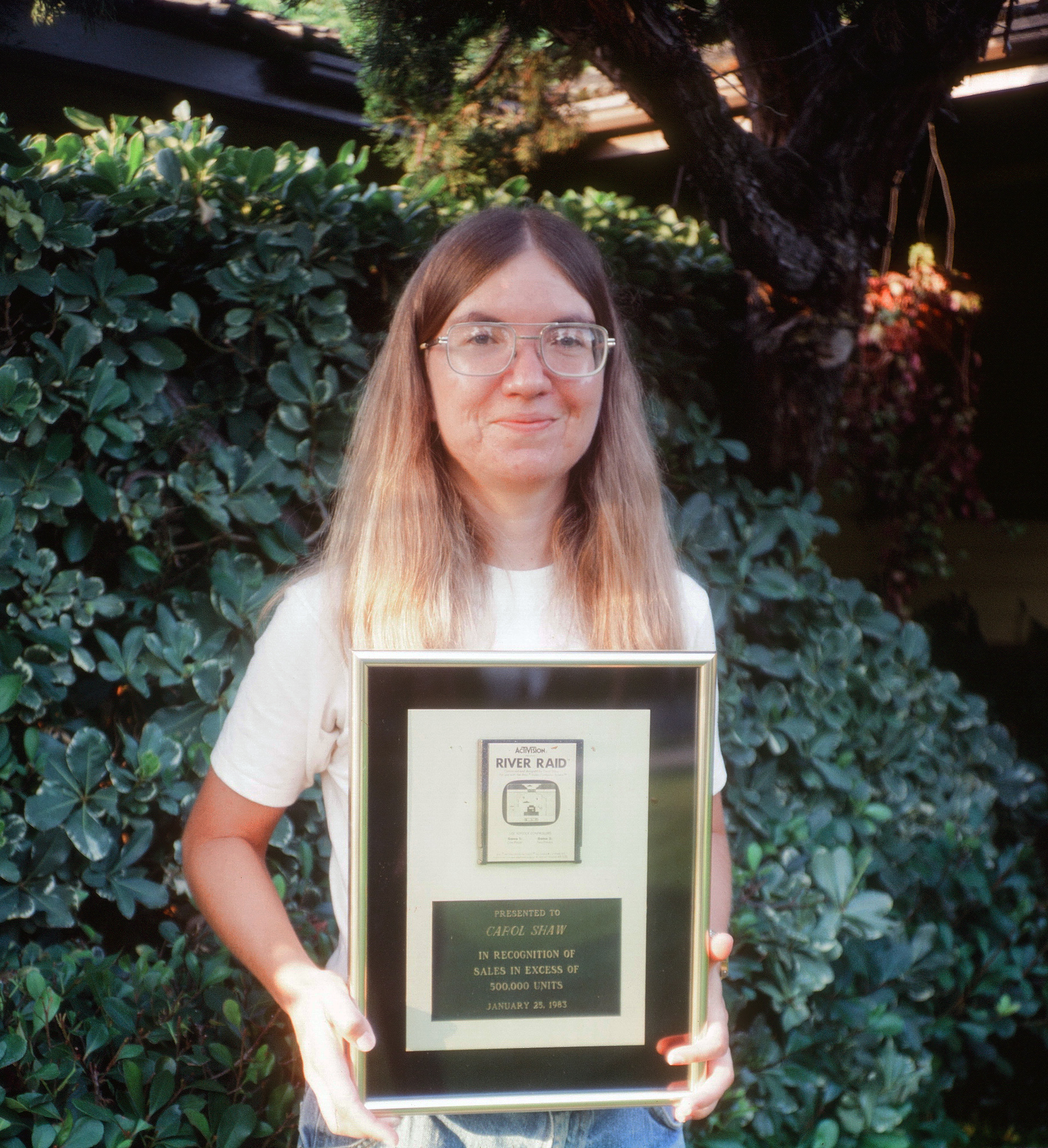
Carol Shaw

Carol Shaw (1955), pionera del diseño de videojuegos, después de haber diseñado varios videojuegos de éxito para la consola Atari 2600 y también una calculadora para Atari 800, en 1982 fue rechazada por la empresa Imagic por no tener experiencia en los juegos de acción. Fichó entonces por Activision donde creó su mayor éxito: el River Raid para Atari 2600. Aunque trabajar programando y jugando a videojuegos le parecía algo divertido, en 1990, con 35 años, decidió retirarse. A partir de los años 80 del siglo XX el mundo de la informática cambió de ser un espacio mayoritariamente femenino a no ser demasiado atractivo para las mujeres.

#### Las mujeres de la NASA

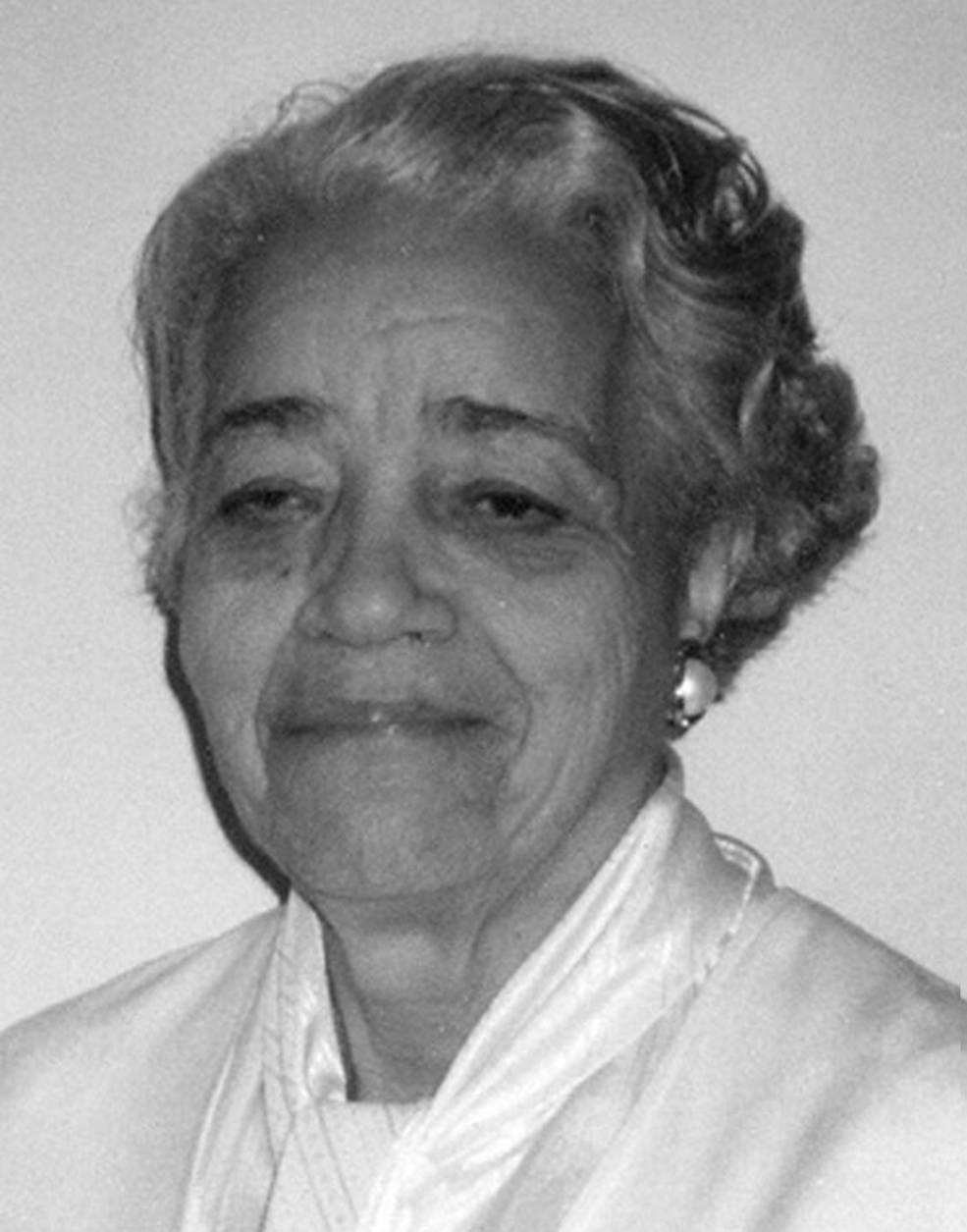
Dorothy Vaughan

Y en plena Guerra Fría apareció la competición espacial entre la URSS y los EE. UU.. Los EE. UU. aprovecharon el mejor personal que tenían en la NACA, donde las mujeres copaban casi todos los puestos de calculistas, para abordar, ya transformada en NASA, esa competición. Dentro de este personal de los primeros tiempos de gloria de la NASA hubo muchas mujeres que colaboraron, desde las matemáticas y la informática, al éxito de las misiones espaciales de los EE. UU.; como las misiones Apolo o Mercurio.

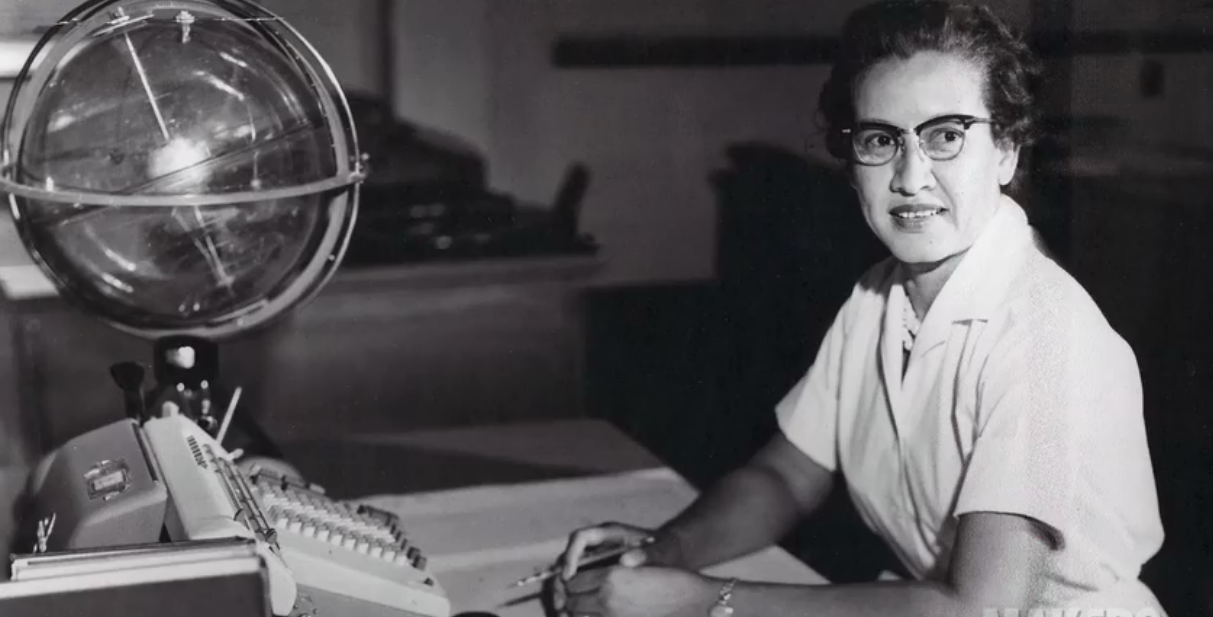
Katherine Johnson

Su contribución fue ignorada hasta que la escritora Margot Lee Shetterly publicó el libro titulado "Hidden Figures" (Figuras ocultas) -posteriormente llevado al cine en 2016 con el mismo título "Hidden Figures"- que detalla el trabajo de estas mujeres, ausentes de las publicaciones académicas y de los registros históricos. No se sabe con exactitud cuantas computadoras trabajaron en la NACA, pero Shetterly estima que fueron miles entre 1935 y 1970. De ellas cuatro en particular llamaron su atención: Katherine Johnson (1918-2020), que calculó las trayectorias de las misiones Apolo y Mercurio, Dorothy Vaughan (1910-2008), la primera supervisora afro-estadounidense de la NASA, Mary Jackson (1921-2005), que se convirtió en 1958 en la primera ingeniera afro-estadounidense de la NASA y Christine Darden (1942) que trabajó en el desarrollo de los vuelos supersónicos.

#### Las últimas décadas del siglo

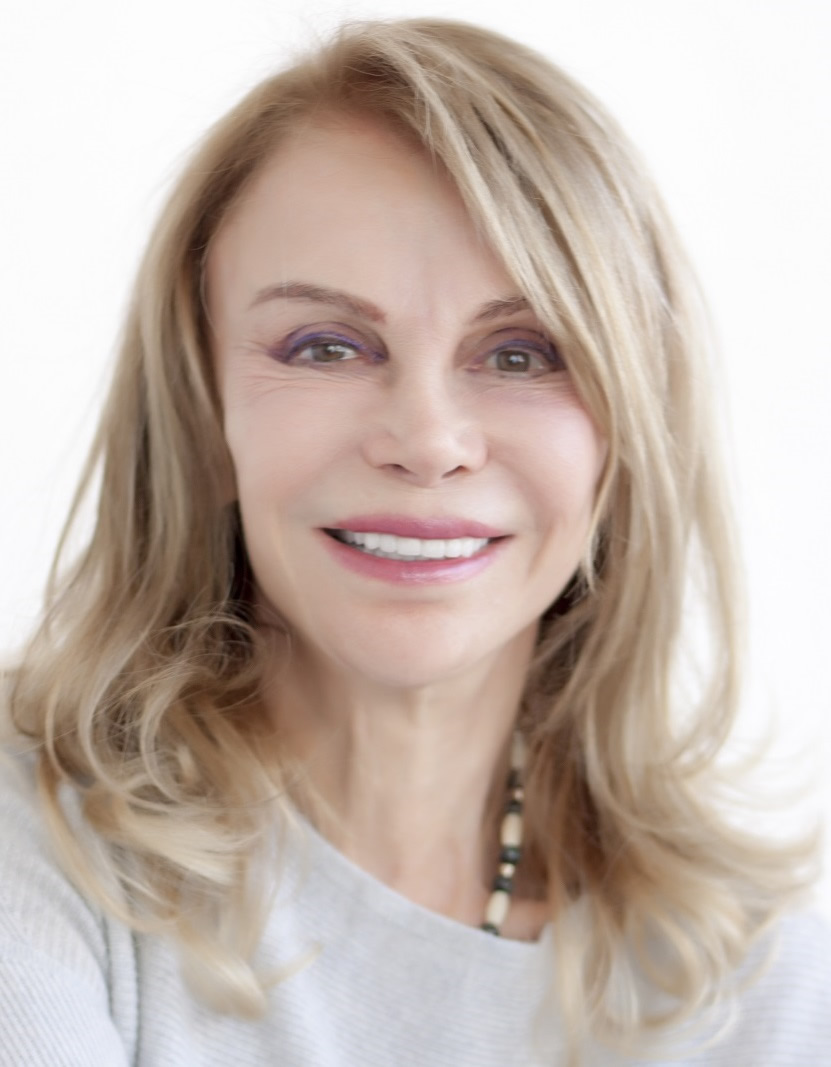
Graciela Chichilnisky

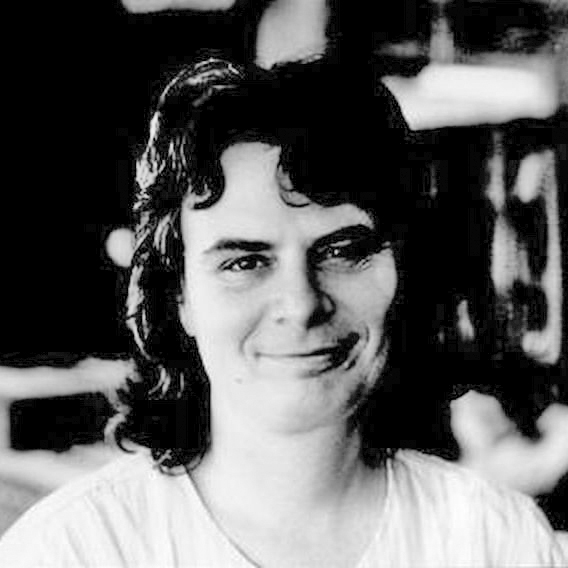
Karen Uhlenbeck.

En las últimas décadas del siglo XX la matemática empezó a vivir un momento de auge con aplicaciones a todos los campos, tanto de las ciencias clásicas y l a tecnología, como a ámbitos más nuevos como el arte, las ciencias sociales o de la vida; sin olvidar la divulgación, tan importante para fomentar nuevas vocaciones. Y como no podría ser de otro modo relevantes figuras femeninas destacan en casi todos los campos y que además se están implicando en tareas de gestión profesional, entrando a formar parte de las élites de decisión de la ciencia y la investigación. Entre ellas cabe destacar a la Premio Abel 2019, Karen Uhlenbeck (1942), primera mujer en recibir tal galardón por «sus avances pioneros en ecuaciones en derivadas parciales geométricas, teorías gauge y sistemas integrales, y por el impacto fundamental de su trabajo en análisis, geometría y física matemática».

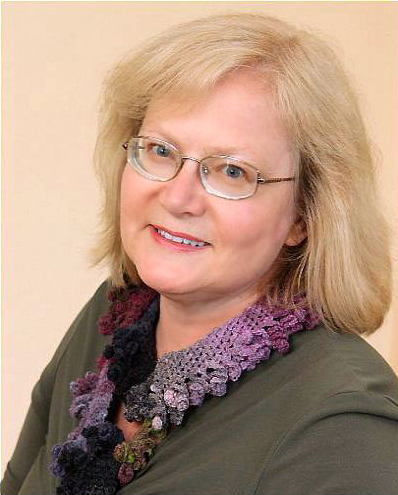
Daina Taimina.

Pero también Graciela Chichilnisky (1944), que aun siendo de origen argentino desarrolló su carrera profesional en los EE. UU. Es especialista en Economía matemática y persona de referencia en los estudios económicos sobre cambio climático. Muy combativa en la defensa de los derechos a una carrera profesional de las mujeres en la 

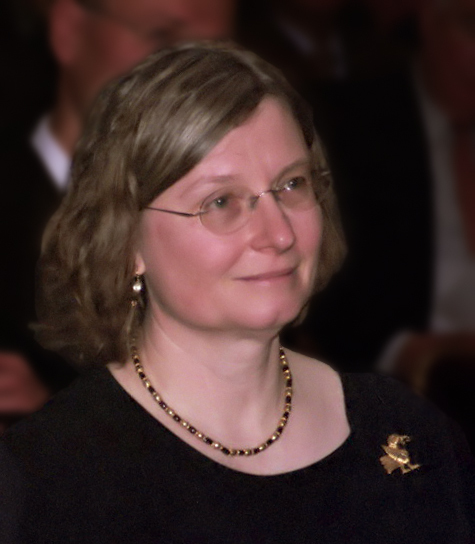
Ingrid Daubechies.

universidad, equiparable a la de los hombres, lleva ganadas, por este motivo, dos demandas a la Universidad de Columbia, de la que es profesora. O Fanya Montalvo (1947), que emigró con su familia a los Estados Unidos, donde completó su formación y desarrolló su vida profesional. Se especializó en Psicología matemática y fue pionera en Inteligencia Artificial, área en la que desarrolla su investigación, con aplicaciones principalmente al aprendizaje (autistas) y a la medicina. La matemática y física belga Ingrid Daubechies (1954) hizo importantes aportaciones en el campo de las ondículas en imágenes. Sus aportaciones fueron la base del formato JPEG 2000, fundamental en la retransmisión del vídeo digital. Fue la primera mujer matemática en presidir la Unión Matemática Internacional en el período 2011-2014. La matemática letona Daina Taimina (1954) es reconocida fundamentalmente por crear objetos de ganchillo para visualizar el espacio hiperbólico. Su método para comprender este tipo de espacios a través del ganchillo tuvo gran éxito en los ámbitos de la divulgación científica y en el arte. Inspiró el proyecto Arrecife de Coral de la periodista científica Margaret Wertheim. Tiene escritos varios libros sobre el tema, como Crocheting

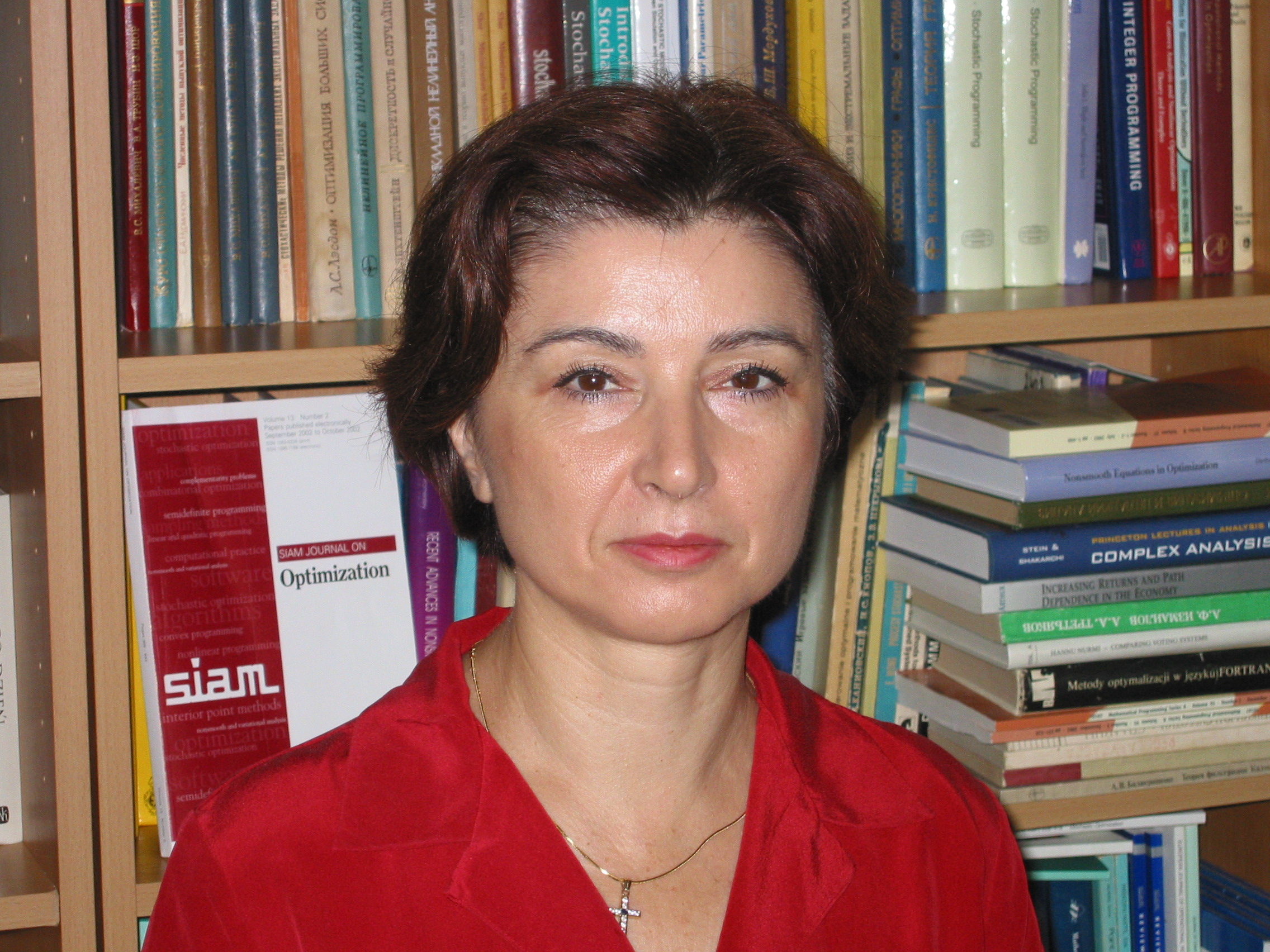
Darinka Dentcheva.

Adventures with Hyperbolic Planes (2009), que recibió el Premio Euler 2012 otorgado por la Mathematical Association of America. La búlgara-estadounidense Darinka Dentcheva (1958) es especialista en el área de optimización estocástica y sus investigaciones se utilizan en campos como la producción eficiente de energía o el asesoramiento a personas de instituciones para la toma de decisiones en situaciones de riesgo e incertidumbre como pueden ser sistemas económicos o tratamientos médicos. La china Tan Lei (1963-2016) era especialista en sistemas dinámicos holomorfos, donde consiguió importantes resultados relacionados con el conjunto de Mandelbrot y el de Julia. Junto a John Milnor proporcionó en 1993 los primeros ejemplos de conjuntos de Julia homeomorfos a fractales de Sierpinski.

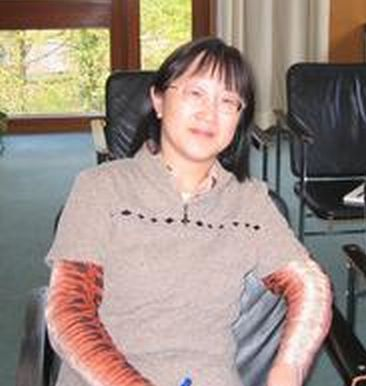
Tan Lei.

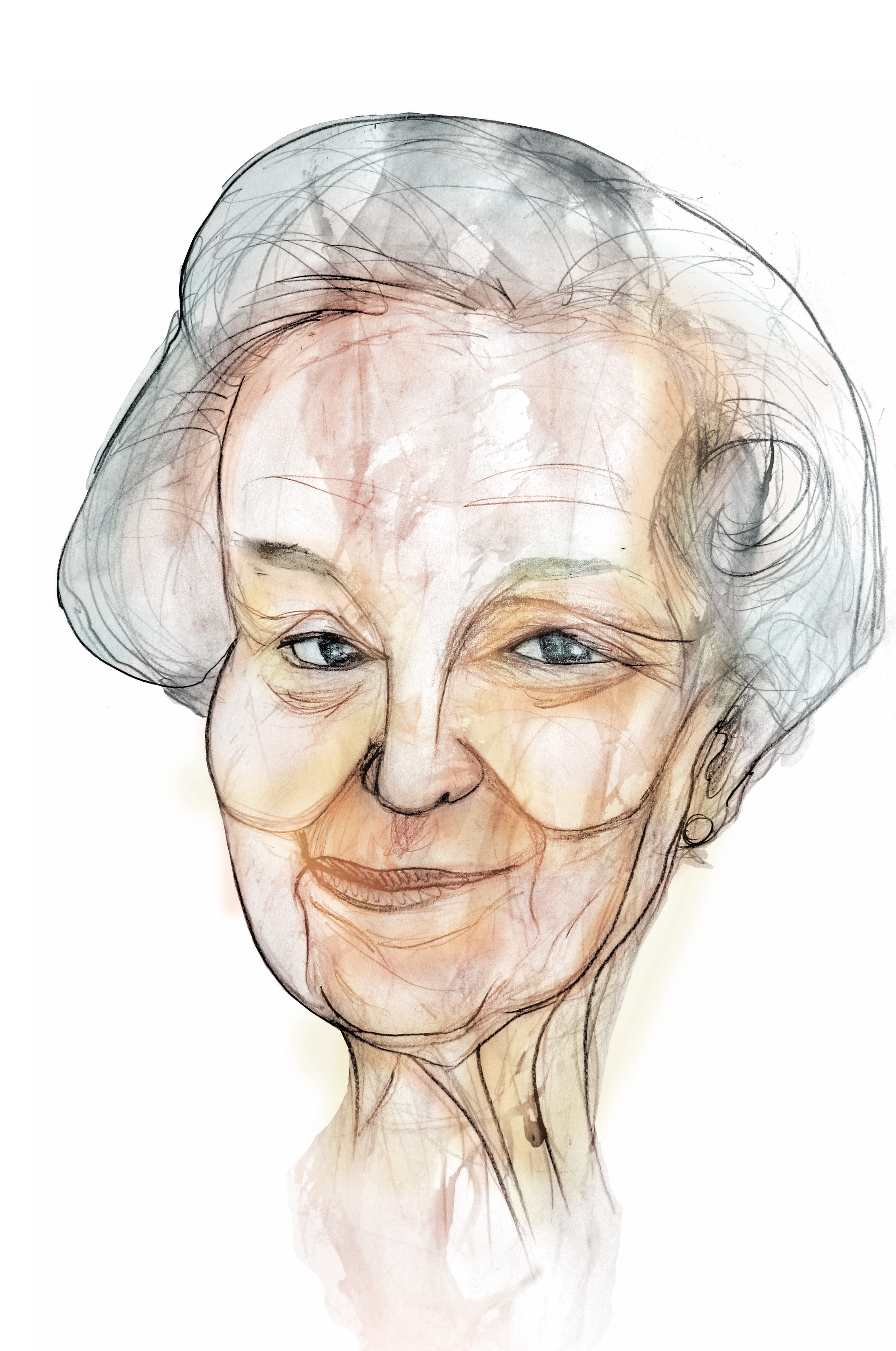
Maria Assumpció Català i Poch.

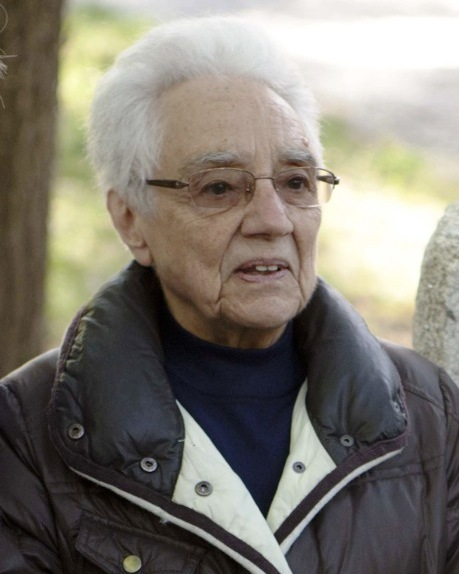
María Wonenburger

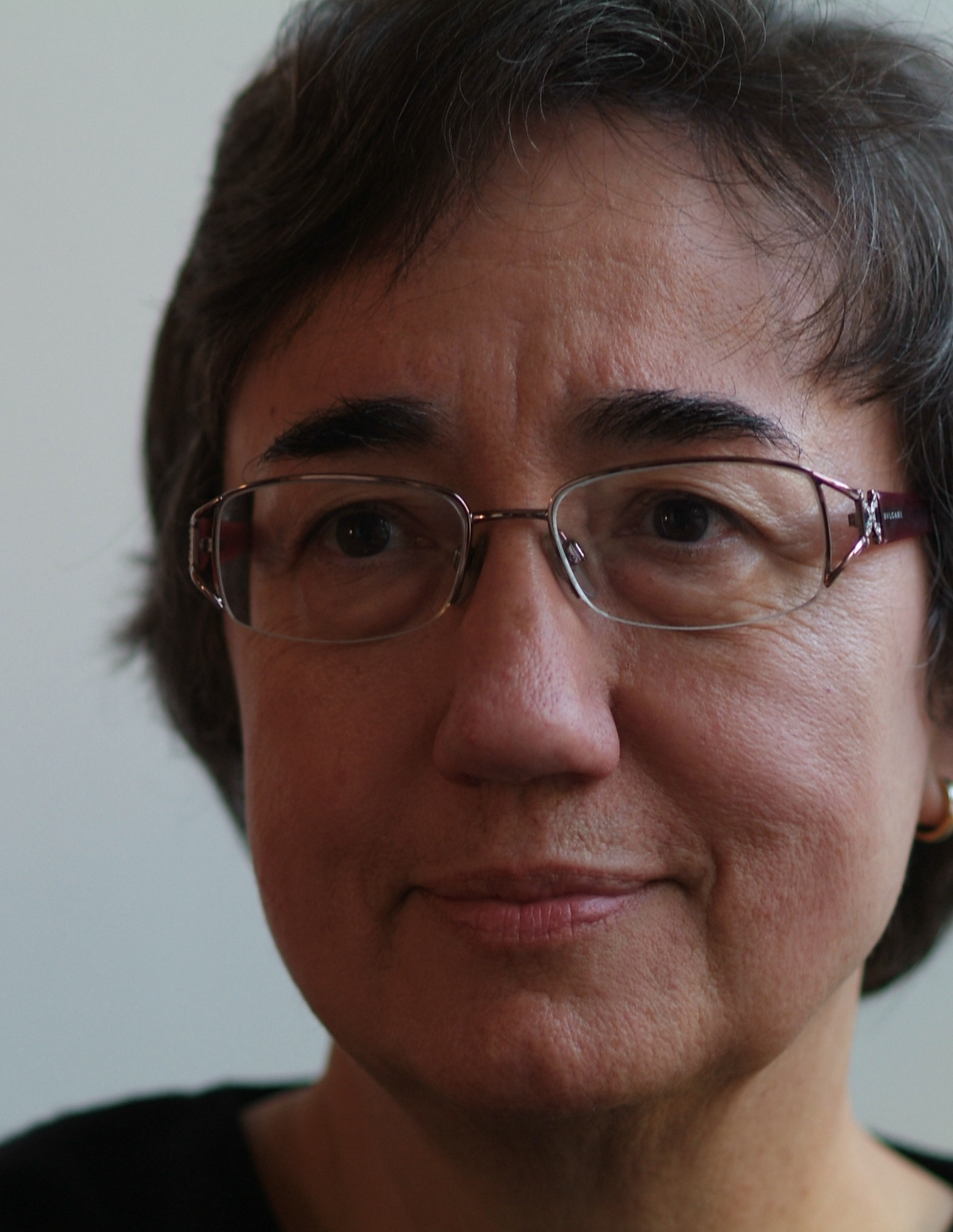
Pilar Bayer

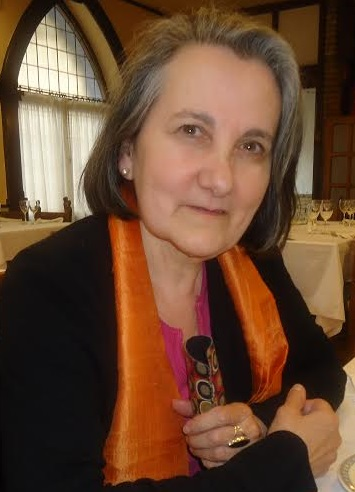
María Teresa Lozano Imízcoz

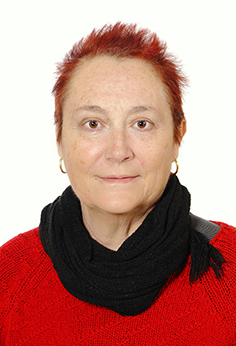
Xaro Nomdedeu

#### Las Mujeres Matemáticas en España
En España durante el siglo XX, la situación fue variando a medida que avanzaba el siglo. Durante el primer tercio, la situación en la enseñanza de las ciencias fue muy negativa, prácticamente inexistente en los niveles de educación primaria durante este período, y cuando finalmente se introdujeron las materias científicas con carácter obligatorio en el currículum escolar, la falta de tradición de estas en los programas y la deficiente preparación científica del profesorado, hizo que las ciencias encontraran grandes dificultades para asentarse como disciplina escolar. Por otro lado, las niñas estaban excluidas por ley de la formación científica, lo que repercutía en los planes de estudio de las Escuelas Normales. En cuanto a la formación de nivel superior, durante los primeros años del siglo XX las mujeres españolas seguían sin tener acceso, con carácter general, a los niveles superiores de formación, ya que hasta 1910 no se reguló por la Administración el acceso de la mujer a la universidad. A pesar de ello, a lo largo de todo el primer tercio del siglo XX algunas mujeres se fueron incorporando a los estudios científicos y participando activamente en todos los foros de renovación de la enseñanza de las ciencias, y algunas de ellas fueron las auténticas protagonistas de la renovación, modernización y difusión de la enseñanza de las ciencias en España a mediados de siglo. Entre ellas podemos mencionar a Carmen Martínez Sancho (1901-1995) primera mujer española en lograr un doctorado en Matemáticas y una cátedra de instituto en esa misma disciplina. Fue la primera mujer becaria de la Junta de Ampliación de Estudios en la Universidad de Berlín, para profundizar en sus investigaciones en un campo amplio de las Matemáticas y aprender nuevos métodos pedagógicos que se aplicaban en Alemania. Destacó en su faceta de investigadora y docente y desempeñó cargos destacados en la Sociedad Matemática Española. O la catalana Maria Montserrat Capdevila d'Oriola (1905-1993) que en 1931 fue también becaria de la Junta de la Ampliación de Estudios para estudiar teoría de funciones en la Universidad de la Sorbonea (París). Su carrera como investigadora quedó interrumpida por la Guerra Civil: después de 1939, sus cargos docentes dejaron de tener validez, y tuvo que pasar un proceso de depuración. En 1940 recuperó el cargo de catedrática de instituto, pero de séptima categoría con una plaza en Figueras. La orensana Antonia Ferrín Moreiras (1914-2009) además de matemática era maestra y licenciada en Química y Farmacia. Como la anterior, también fue apartada de la docencia después del Golpe de Estado de 1936 –debido a una denuncia falsa- hasta que fue revisado su caso en 1940. Fue la primera profesora que tuvo la Facultad de Matemáticas de la USC, aparte de ser la primera doctora española en Astronomía y la primera astrónoma gallega. La astrónoma y matemática María Asunción Català (1925-2009), primera mujer en obtener el doctorado en Matemática por la Universidad de Barcelona en 1970, llevó a cabo observaciones sistemáticas de manchas solares durante más de treinta años. La coruñesa María Wonenburger (1927-2014) fue beneficiaria de las primeras becas Fullbright (en 1953), lo que le permitió ir a la Universidad de Yale, donde realizó su tesis doctoral sobre teoría de grupos. Ese fue el inicio de una prestigiosa carrera profesional, primero en Canadá y posteriormente en EE. UU. -tan extraña y difícil en esos momentos- donde lideró un grupo de investigación puntero en Álgebra. La matemática y música Pilar Bayer Isant (1946) fue Profesora de piano en el Conservatorio Municipal de Música de Barcelona (1967) y Doctora en matemáticas por la Universidad de Barcelona (1975). Especialista en teoría de números, desarrolló su actividad investigadora en el Seminario de Teoría de Números de Barcelona, que fundó en 1986. Fue nombrada Emmy-Noether-Professorin por la Universidad Georg-August de Gotinga (Alemania) en 2004. La matemática aragonesa María Teresa Lozano Imízcoz (1946), especialista en Topología y Geometría, en particular en las 3-variedades, entre 1976 y 1978 fue Honorary Fellow en la Universidad de Wisconsin (Estados Unidos). Desde 2006 pertenece a la Real Academia de Ciencias Exactas, Físicas y Naturales. En 2016 recibió la Medalla de la Real Sociedad Matemática Española (RSME). La valenciana Xaro Nomdedeu Moreno (1948) catedrática de matemáticas de Enseñanza Secundaria, también impartió docencia universitaria, impulsó y presidió la Sociedad de Profesorado de Matemáticas de la Comunidad Valenciana, y dirigió el Planetari de Castelló. Es autora de libros y artículos sobre didáctica de las matemáticas, coeducación y matemáticas o historia de las matemáticas, recuperando el papel de las mujeres en ella. Como las dos anteriores, en 2008 formó parte de "Mujeres y Matemáticas: 13 Retratos", editado por la Comisión Mujeres y Matemáticas de la RSME, como parte del proyecto "La mujer como elemento innovador en la Ciencia", que recogía ejemplos de mujeres trabajando en diferentes ámbitos profesionales de las matemáticas.

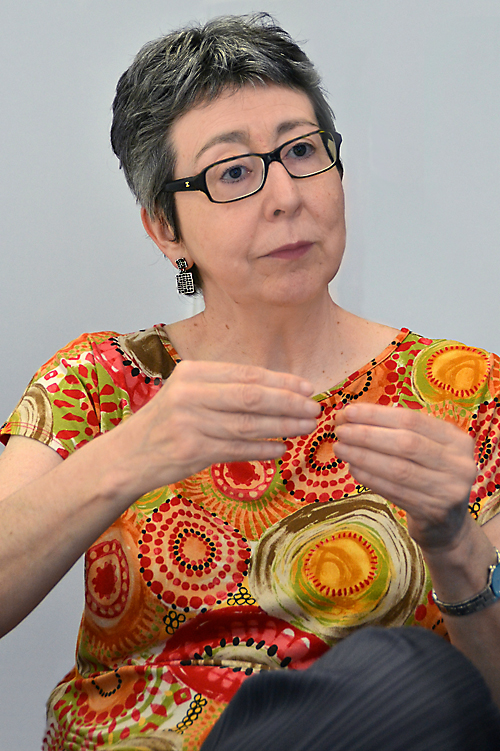
María Jesús Esteban Galarza

En el último cuarto del siglo XX en España, la vida de las hijas no se parecía en nada a la que habían vivido sus madres. En ese momento muchas mujeres estudiaban ya en facultades de ciencias, entre las que se encontraban las facultades de matemáticas, donde la presencia de las mujeres ya era muy significativa en ese período, llegando a ser algo más de la mitad de la matrícula del alumnado en la carrera de matemáticas en los últimos años del siglo -aunque ese porcentaje baja medio punto cuando se trata de estudios de tercer ciclo-. En las últimas décadas del siglo la matemática española pasó a tener una buena posición a nivel internacional y no fue ajena a ella la de las mujeres matemáticas. En consecuencia, encontramos en ese momento matemáticas españolas destacadas, como María Jesús Esteban Galarza (1956) especialista en ecuaciones en derivadas parciales, métodos variacionales, física matemática y aplicaciones en química cuántica. Directora de investigación del CNRS (Centre National de la Recherche Scientifique), coordinó el proyecto A Forward Look on Mathematics que impulsaron la Sociedade Matemática Europea (EMS) y la Fundación Europea de Ciencias. Entre 2015 y 2019 presidió el International Council for Industrial and Applied Mathematics (ICIAM), y es miembro de la Academia Vasca de las Ciencias las Artes y las Letras (Jakiunde) desde 2015. Fue nombrada Doctora Honoris Causa por la Universidad del País Vasco en 2016 y pot la Universitat de València en 2017.

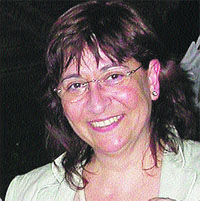
Olga Gil Medrano

Capi Corrales Rodrigáñez (1956) es investigadora en Teoría algebraica de números, aritmética de los cuaterniones y métodos explícitos en aritmética. En el ámbito de la divulgación se mueve en espacios tan poco explorados como la relación de ls matemáticas con el arte, o el papel de las mujeres en las matemáticas y en la ciencia a lo largo de la historia. Olga Gil Medrano (1956), especialista en geometría diferencial, fue catedrática de Geometría y Topología, vicerrectora de relaciones internacionales y cooperación de la Universidad de Valencia, miembro del Comité Ejecutivo de la Sociedad Matemática Europea (2005-2008), miembro del Comité Científico del Instituto de Matemáticas de la Academia de Ciencias Polaca, Banach Center, (2006-2009); y desde 2009 es miembro del Comité Científico del Tbilisi international Center for Mathematics and Informatics, de la Academia de Ciencias Naturales de Georgia. Fue, de 2006 a 2009, la primera mujer en presidir la Real Sociedade Matemática Española y el Comité Español de la Unión Matemática Internacional (2008-2009). En 2018 fue elegida Secretaria de Política de la Comisión para Países en Desarrollo (CDC) de la Unión Matemática Internacional (IMU).

## Revolución feminista: Incorporación de la mujer a los ámbitos de toma de decisiones (sigloXXI)

### Situación general
En estas primeras décadas del siglo XXI la matemática está viviendo un momento de auge, iniciado en las últimas décadas do siglo XX, con aplicaciones a todos los campos, tanto de las ciencias clásicas y la tecnología, como a ámbitos más nuevos como el arte, las ciencias sociales o de la vida. Las matemáticas son una de las elaboraciones humanas intelectualmente más perfectas, atractivo que seguirá motivando a las nuevas generaciones de este siglo XXI y también de los sucesivos; y quien se dedique a ellas deberá desarrollar las matemáticas adecuadas a los problemas cada vez más complejos planteados por otras ciencias. La Matemática continuará siendo en el siglo XXI el idioma de la Ciencia y aumentará su participación en la comprensión del mundo, siendo casi imposible tratar de adivinar a donde puede llegar el conocimiento matemático y sus aplicaciones a lo largo de este siglo. Probablemente la razón entre los conocimientos matemáticos dentro de cien años y los actuales superará la proporción entre la potencia de los actuales ordenadores y los ordenadores de mediados del siglo XX.
En un informe del National Research Council de las National Academies de los Estados Unidos sobre las matemáticas en el siglo XXI -informe que se recoge en el libro The

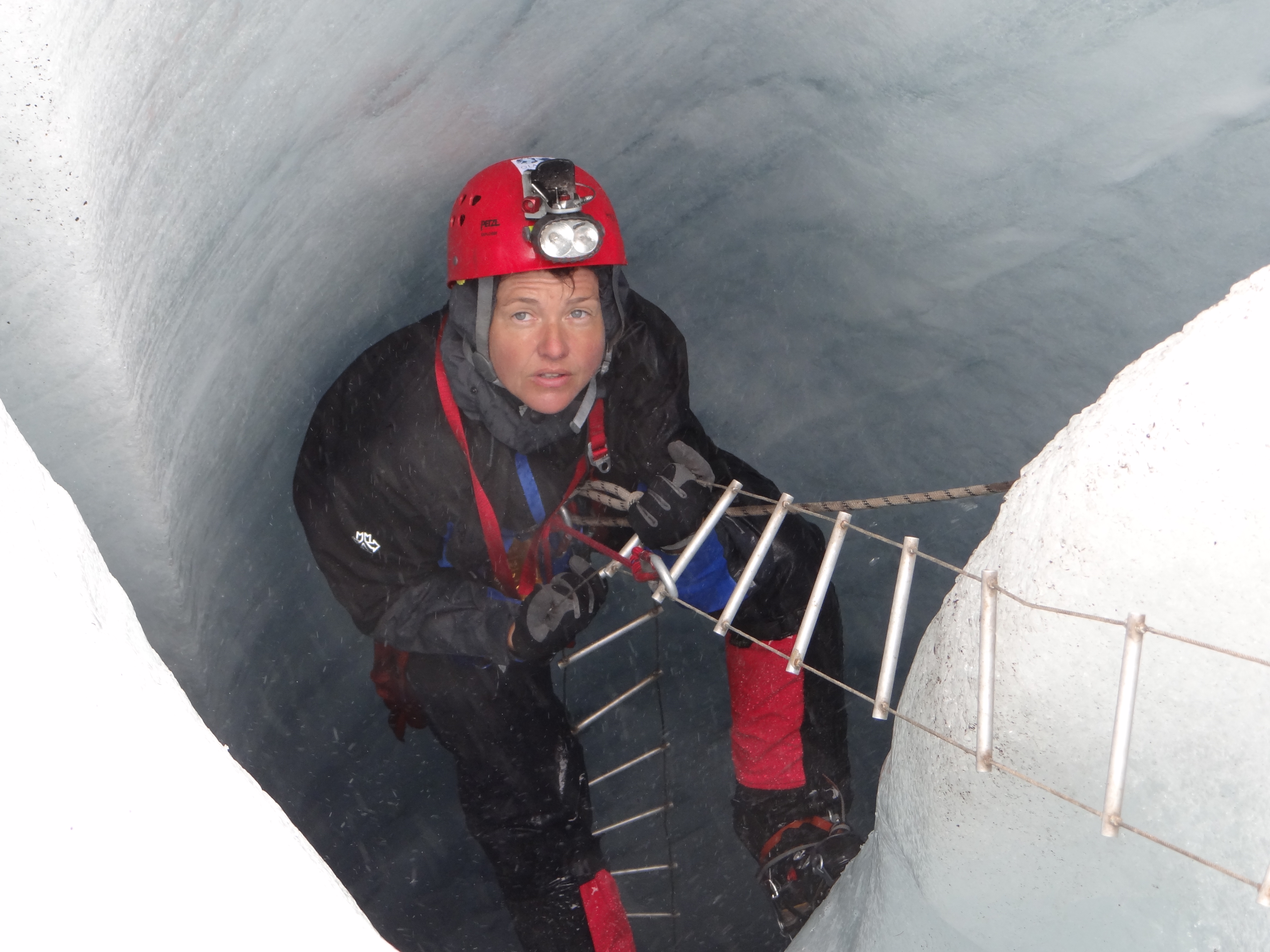
Matemática trabajando en un glaciar

Mathematical Sciences in the 21st Century (2012) que fue realizado por un comité para las matemáticas en 2025- se indica que las ciencias matemáticas se están convirtiendo en una componente esencial en muchas áreas de investigación como: biología, medicina, ciencias sociales, negocios, diseño avanzado, clima, finanzas, materiales avanzados, y muchas más. Este trabajo involucra la integración de las matemáticas, la estadística y la computación en un sentido amplio, así como la interacción de estas áreas con otras de potencial aplicación. Las ciencias matemáticas tienen la oportunidad de consolidar su papel como base de la investigación y la tecnología del siglo XXI a la vez que mantienen la fuerza de su núcleo, elemento vital para el ecosistema de las ciencias matemáticas, esencial para su futuro. Esto es cualitativamente diferente de la visión predominante el siglo pasado, dando lugar a un modelo diferente: el de una disciplina con mucho más alcance e impacto potencial. En este contexto la distinción entre matemáticas puras y aplicadas parece cada vez más artificial; en particular, es difícil hoy en día encontrar un área de las matemáticas que no tenga aplicaciones relevantes. Además, las fronteras entre las ciencias matemáticas y otras materias también se está erosionando. Las investigaciones en ciencias naturales, ciencias sociales, ciencias de la vida y la ingeniería se mueven tanto en su campo como en el de las matemáticas. La disciplina se está expandiendo y las fronteras entre subcampos matemáticos se están difuminando, quedando cada vez más unificada. Las matemáticas han evolucionado considerablemente durante las últimas décadas, hoy en día se extienden mucho más allá de los intereses que emanan de las instituciones tradicionales en este campo (departamentos académicos, entidades financiadoras, sociedades profesionales y revistas de investigación más importantes). Por lo que el valor de las matemáticas para la ciencia en general crecería si aumentara el número de especialistas en matemáticas con conocimientos en un rango amplio de la disciplina, más allá de su propia área de trabajo, que comunicaran bien con colegas de otras disciplinas, que comprendieran el papel de las matemáticas en la ciencia en general, así como en la ingeniería, medicina, defensa o negocios, y con una amplia experiencia en computación.

### Las mujeres en las CTEM
Pero una de las sombras que aparecen en esta panorámica positiva de la situación de la ciencia matemática en este siglo XXI, que además comparte con el resto de materias STEM (ciencia, tecnología, ingeniería y matemáticas), es la baja participación de las mujeres en estos campos del saber. Desde hace tiempo son muchos los organismos internacionales que están llamando la atención sobre este tema, y este fue uno de los motivos por el cual hace unos años (en 2015) la ONU declarase el 11 de febrero (11F) como el Día internacional de la Mujer y la Niña en la ciencia. Existen diversas razones por las que las niñas pueden no sentirse atraídas por las carreras STEM. En general, el entorno social, familiar y educativo no incentiva igual a niños y niñas a eligir carreras científicas y técnicas. Las niñas muestran mayor ansiedad ante las matemáticas y ciencias que los niños, incluso con un rendimiento bueno en estas materias, lo que parece tener relación con diversos aspectos, como pueden ser: el personal docente evalúa mejor a las niñas en materias no científicas, las familias tienen menos expectativas de que sus hijas tengan profesiones relacionadas con la ciencia y la tecnología en comparación con sus hijos, y la sociedad presenta la tecnología como un ámbito marcadamente masculino. A esto se añade la ausencia de roles científicos femeninos, la baja presencia de mujeres en los textos y la invisibilización de muchos de sus logros. Todo el entorno social parece tener influencia en el bajo interés de las niñas por las carreras técnicas. Además, tanto en los libros de texto como en los medios de comunicación, en las pocas ocasiones en las que se habla de las científicas, es frecuente presentarlas como personas raras, completamente dedicadas a su trabajo y con poca vida personal; o bien haciendo hincapié en que el aspecto físico y la inteligencia no pueden ir unidos. Lo que unido a que la realidad vivida por la mayoría de las científicas en el pasado fue bastante complicada, hace que muchas adolescentes vean en la ciencia un camino demasiado arduo, difícil de conciliar con la vida personal y con sus intereses. Los estudios sugieren que la segregación temática dentro de las ciencias podría estar influida por un mayor interés en ámbitos de utilidad social. La utilidad social de las especialidades técnicas tales como la física o la ingeniería es poco conocida, al contrario de la de áreas biosanitarias, lo que explicaría que las mujeres que se decantan por las ciencias lo hagan mayoritariamente por aquellas ramas que tienen más que ver con una causa social o de los cuidados. Un caso especialmente significativo es el de la informática. Hasta los años 80 del pasado siglo la presencia de la mujer en los estudios de computación en Estados Unidos fue aumentando y hay ejemplos notables de programadoras con una labor de gran impacto. A partir de mediados de los años 80 esta progresión se revierte. Ese momento coincide con la popularización de los ordenadores personales. Estos ordenadores, incluyendo los videojuegos, se enfocaron en mayor medida hacia un mercado masculino.

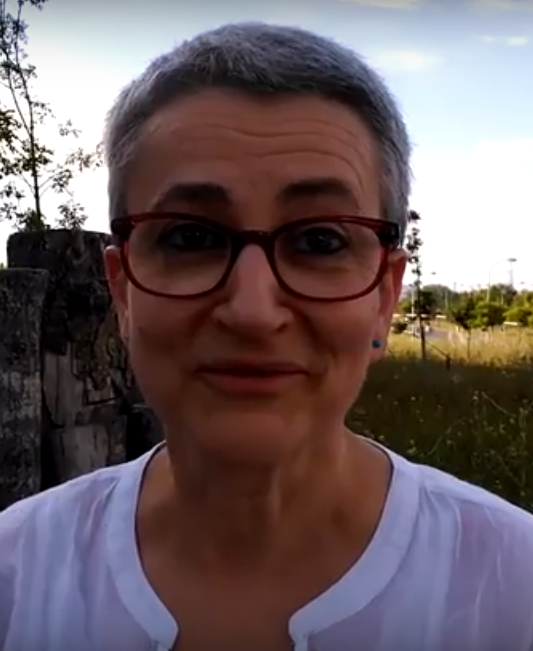
Marta Macho Stadler

### Las mujeres matemáticas actuales
Con todo, en este siglo continúa habiendo numerosas figuras femeninas que destacan en casi todos los campos y que además se están implicando cada vez más en tareas de gestión profesional, entrando a formar parte de las élites de decisión de la ciencia y la investigación. Entre ellas se puede destacar a las españolas Peregrina Quintela Estévez (1960) catedrática de Matemática Aplicada de la USC, especialista en Matemática industrial, área en la que desde hace años desempeña cargos de gestión en diversos organismos nacionales e internacionales: Preside la Red Española de Matemática Industria (math-in), coordinó la creación del nodo CESGA del Proyecto Consolider Ingenio MATHEMATICA (i-MATH), dirige el Instituto Tecnológico de Matemática Industrial (Itmati), es miembro del European Service Network of Mathematics for Industry and Innovation (EU-MATHS-IN), y forma parte de su Executive Board. En 2016 fue distinguida con el Premio María Wonenburguer, siendo la primera matemática en recibir esta distinción. Forma parte del jurado de los Premios Princesa de Asturias desde 2019. Marta Macho Stadler (1962) es especialista en Teoría Geométrica de Foliaciones y Geometría no conmutativa. Es responsable de las secciones de Literatura y Matemáticas así como de Teatro y Matemáticas en el portal DivulgaMAT da RSME, y desde su creación en 2014, es impulsora, editora y coautora del espacio digital «Mujeres con ciencia». Formó parte de la Comisión de Mujeres de la RSME, es miembro de la Asociación de Mujeres Investigadoras y Tecnólogas (AMIT), y es miembro del Consejo de Cooperación de la Universidad del País Vasco. En 2015 recibió el Premio igUAldad de la Universidad de Alicante y una de las Medallas de la Real Sociedade Matemática Española en su primera edición. En 2016 se le concedió el Premio Emakunde a la igualdad del Gobierno Vasco. En 2019 fue nombrada Ilustre de Bilbao «pola su labor como divulgadora científica y por visibilizar el papel de las mujeres en la ciencia». Mercedes Siles Molina (1966) es catedrática de Álgebra de la Universidad de Málaga. Tiene en su haber contribuciones singulares en ámbitos muy diversos. En el de las matemáticas, su trabajo más citado es un libro publicado por Springer (Leavitt path algebras), único en su campo. En el cultural, creó las exposiciones El Sabor de las Matemáticas y Universos Paralelos Dialogando, por las que fue invitada al MoMath (Nueva York); puso en marcha en España el PiDay, creó el programa SteMatEsElla, patrocinado por Accenture, para potenciar el talento de las jóvenes en disciplinas STEM. Colaboró con el Comité Español de Matemáticas (CEMat) para la incorporación de España al Centro Internacional de Matemáticas Puras e Aplicadas(CIMPA), es Responsable Científica del CIMPA, miembro de su «Equipo África» y de su equipo directivo. Es Secretaria de la Comisión de Desarrollo y Cooperación del CEMat, y presidió el Comité de Cooperación para el desarrollo de la RSME, de la que fue responsable de Proyectos Culturales, así como Vicepresidenta Primera. Preside el Comité Español de Matemáticas. Desde maio de 2019 es presidenta del CEMat. Es miembro de la Sociedad de Honor Sigma Xi. Desde febrero de 2020 es directora de la Agencia Nacional de Evaluación de la Calidad y Acreditación (ANECA). Ana Justel Eusebio (1967) es licenciada en Matemáticas y doctora en Economía. Ha participado en más de siete campañas en la Antártida como miembro de los proyectos Limnopolar y Microairpolar -proyectos interdisciplinarios cuyo objetivo principal es investigar la sensibilidad de los ecosistemas acuáticos antárticos no marinos y la capacidad de dispersión de los microorganismos en las zonas polares y su influencia ante el cambio climático-. Fue directora de la Oficina de Análisis y Prospectiva de la Universidad hasta 2017. Talent Woman le concedió, en 2019, el I Premio Margarita Salas por su trayectoria científica.

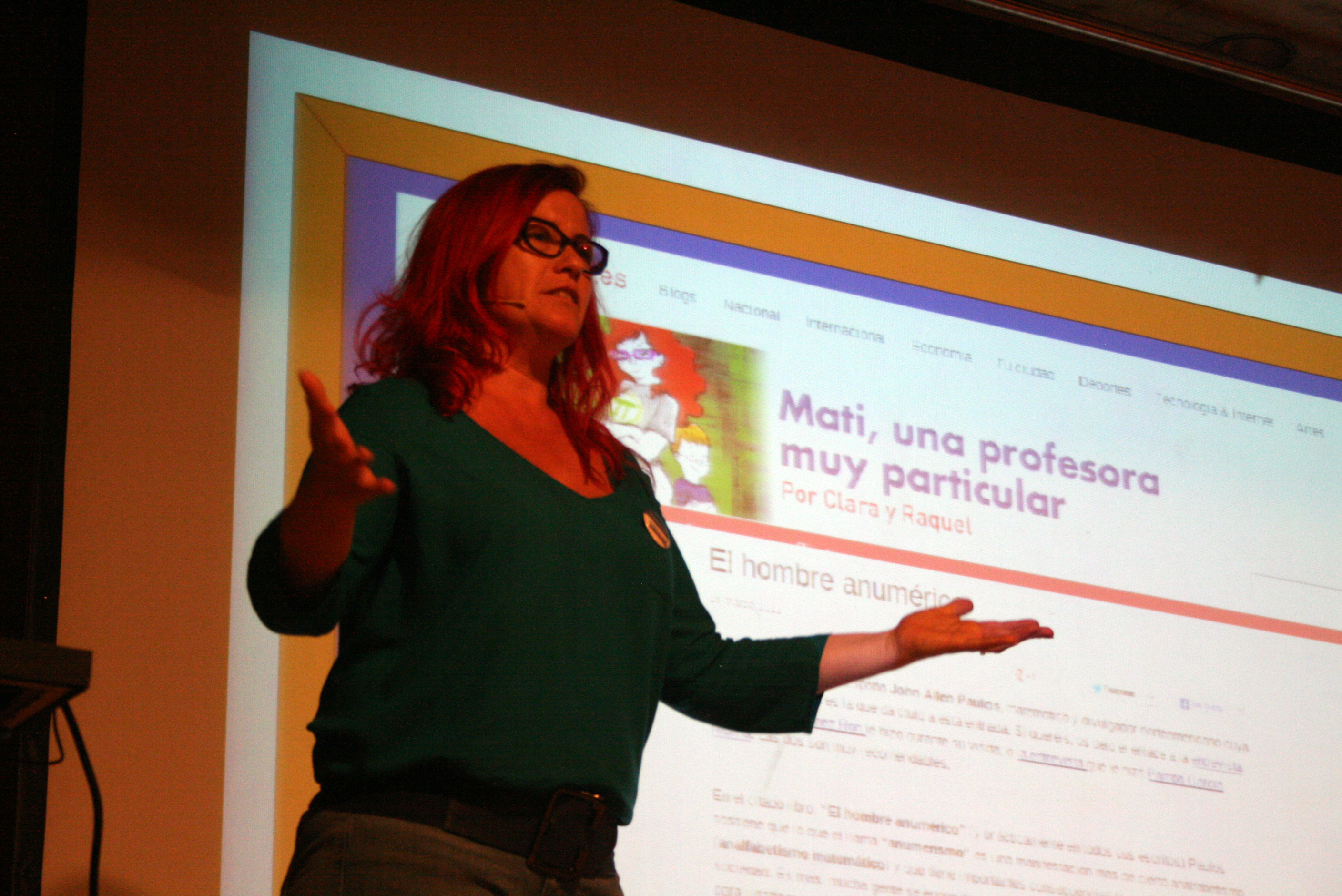
Clara Isabel Grima Ruiz

Clara Isabel Grima Ruiz (1971) es especialista en Teoría de grafos. En 2018, junto a un equipo multidisciplinario de divulgación científica, describieron una nueva forma geométrica denominada escutoide; el objeto se descubrió, en palabras de la propia Clara Grima «mirando no a los ojos sino a las glándulas salivares de la mosca de la fruta», y teniendo en cuenta los diagramas de Voronoi. Desde 2010 es coautora del blog Mati y sus mateaventuras, galardonado con el Premio Bitácoras al mejor blog de Educación 2011, el Premio 20Blogs al mejor blog de habla hispana 2012 y el Premio Prisma a la mejor web de divulgación científica de 2013. En TVE colaboró en la primera y en la segunda temporadas de Órbita Laika de La 2. En 2016 estrenó la obra de teatro Científicas: pasado, presente y futuro, donde interpreta a Rosalind Franklin. Como divulgadora fue galardonada con el Premio COSCE a la Difusión de la Ciencia 2017. Desde 2018 forma parte del Jurado de los Premios Princesa de Asturias. La estadounidense Trachette Jackson (1972) es conocida por sus trabajos en oncología matemática, campo en el que utiliza diferentes aproximaciones, incluidos modelos matemáticos discretos y continuos, simulaciones numéricas y experimentos, para estudiar los crecimientos tumorales en diversas fases, su evolución y sus tratamientos. La matemática española Ingeborg van Leeuwen (1973) cuando se licenció, en 1996 en la Universidad de Granada, tenía claro que quería aplicar las matemáticas a la biología. En el Departamento de Biología Teórica de la Vrije Universiteit, en Ámsterdam, trabajó en desarrollar novos modelos matemáticos para predecir la incidencia de tumores y la mortalidad en función del tiempo y la dosis suministrada. Posteriormente, en la Universidad de Nottingham, trabajó en un proyecto internacional denominado Biología Integradora que pretendía desarrollar herramientas para permitir y facilitar la simulación de sistemas biológicos complejos. Sonia Martínez Díaz (1974) es profesora del Departamento de Ingeniería Mecánica Aeroespacial en la Universidad de California-San Diego, USA. Su área de trabajo se centra en la teoría de sistemas, control no lineal, y modelado geométrico de sistemas mecánicos y físicos. Por su trabajo sobre el control de sistemas mecánicos con control limitado, recibió el premio al mejor artículo de la 2002 IEEE Conference on Decision and Control. En 2006 recibió un CAREER Award para jóvenes investigadores de la National Science Foundation en el área de Sistemas de Control.

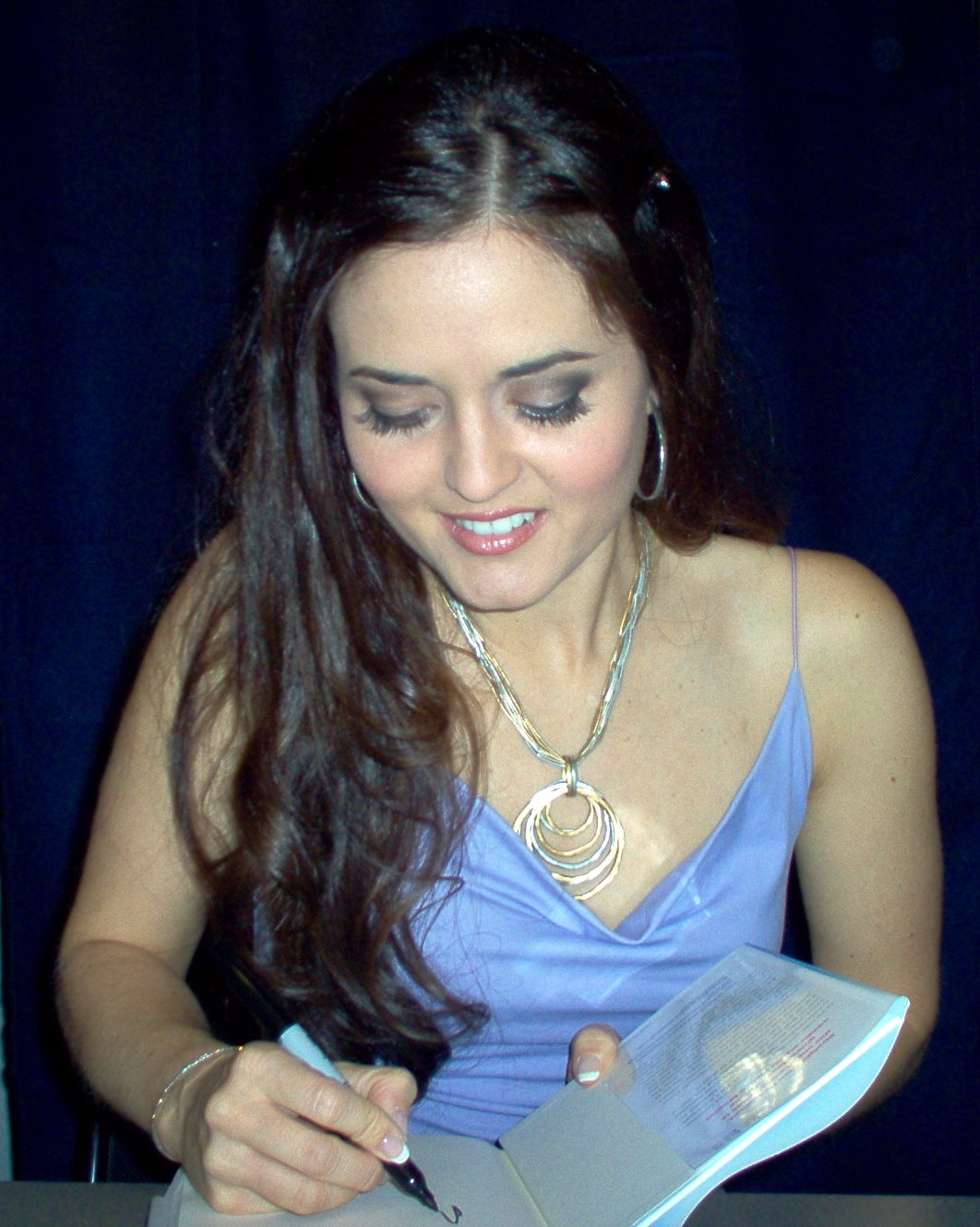
Danica McKellar

La estadounidense Danica McKellar (1975) es actriz desde niña, cuando logró fama por su papel en la serie «Aquellos maravillosos años», pero además se graduó en matemáticas en la Universidad de California. Compagina su profesión de actriz con actividades de divulgación encaminadas sobre todo a atraer a niñas a los estudios de matemáticas. Desde hace unos años publica libros de matemáticas para adolescentes, con formato de revista, que están teniendo mucho éxito en los EE. UU.. La irano-estadounidense Maryam Mirzajani (1977-2017) desarrolló su vida profesional en los EE. UU. y abandonó su anonimato investigador en agosto de 2014 cuando le fue concedida una de las Medallas Fields -por sus avances sobresalientes en las superficies de Riemann y espacios de moduli- a ser la primera mujer que consiguió tal galardón en todos sus años de historia. El premio reconoció sus contribuciones sofisticadas y altamente originales de Mirzakhani a los campos de los sistemas dinámicos y geometría, sobre todo en la comprensión de la simetría de las superficies curvas, como las esferas y objetos hiperbólicos. Y todavía comenzando su carrera profesional, pero ya con una importante proyección internacional se pueden destacar por ejemplo a Jezabel Curbelo Hernández (1987). Su campo de investigación son los problemas de convección complejos, donde la complejidad surge de la no-linearidad, la geometría, las condiciones de contorno y las propiedades reológicas que permiten encontrar ecuaciones para modelar el comportamiento de los materiales. En el año 2015 recibió el premio Donald L. Turcotte Award, de la American Geophysical Union (AGU), que se otorga anualmente a jóvenes investigadores en reconocimiento a las contribuciones de su tesis de doctoral en el campo de la geofísica no lineal. Ese mismo año recibió un Premio Vicent Caselles RSME-FBBVA «por el estudio analítico y numérico de modelos matemáticos de la geofísica». En 2021 recibió el premio L’OréalUNESCO For Women in Science en reconocimiento a sus contribuciones en el campo de la geofísica no lineal. La cordobesa María Cumplido Cabello (1992), es investigadora en el campo de la teoría geométrica de grupos, y consiguió generalizar resultados de carácter geométrico y topológico sobre grupos de trenzas al contexto algebraico de los grupos de Artin‐Tits de tipo esférico. Esto le permitió resolver un problema matemático que llevaba 20 años sin solución: una propiedad muy básica que es equivalente a que la intersección de curvas es una curva, y que no estaba demostrada. Este campo de investigación es potencialmente aplicable en criptografía y sistemas de seguridad informática. En 2018 obtuvo el segundo premio de la Fundación Rennes a la mejor tesis en Matemáticas y Ciencias y Tecnologías de la información y comunicación, y en 2020 fue galardonada con el Premio de Investigación Matemática Vicent Caselles de la RSME.